# Casablanca
Pour les articles homonymes, voir Casablanca (homonymie).

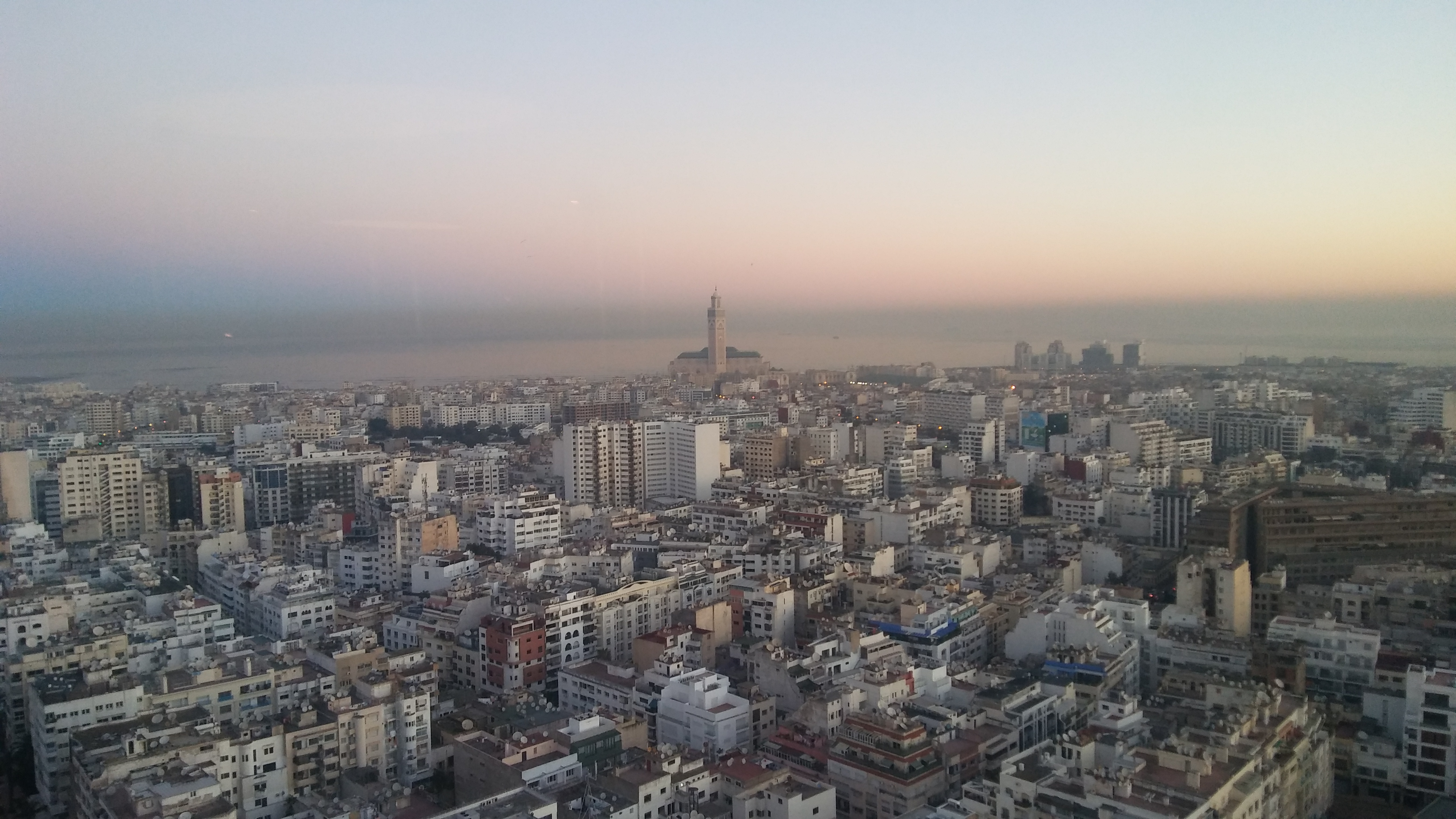
Lever du soleil à Casablanca.

Casablanca (/ka.za.blɑ̃.ka/, en espagnol : /kasaˈβlaŋka/ ; en amazighe : ⵜⴰⴷⴷⴰⵔⵜ ⵜⵓⵎⵍⵉⵍⵜ (taddart tumlilt) ; en arabe : الدَّارُ ٱلْبَيْضَاء, ad-Dāru al-Bayḍā’, /adˈdaːru ɫbajdˤaːʔ/) est une ville située dans le Nord-Ouest du Maroc, sur la côte atlantique, à environ 80 km au sud de Rabat, la capitale administrative. Capitale économique du pays, siège de la région Casablanca-Settat,, c'est la plus grande ville du Maghreb par sa population ; lors du recensement de 2014, sa population était de 4 359 818 habitants, faisant d'elle la ville la plus peuplée du royaume, et celle de son agglomération s'élevait à 4 570 750 habitants,.
Ses habitants ont pour gentilé Bidaoua (Bidawa, singulier Bidawi, Bidaoui) Cazaoua (Kazawa, Casaoua, sing. Casaoui, Kazawi) en arabe marocain.
Sur le plan administratif, son territoire — à distinguer de celui de l'agglomération incluant sa banlieue — d'une superficie de 384 km2, correspond à celui de la municipalité de Casablanca qui est divisée en seize arrondissements répartis dans huit préfectures. Le Méchouar de Casablanca où siège un palais royal forme sa propre micro-municipalité.
La ville possède un patrimoine architectural moderne important grâce à la diversité architecturale qu'elle connaît pendant le XXe siècle et qui fait d'elle le « laboratoire de la modernité » d'une nouvelle génération d'architectes qui ont étudié à l'École nationale supérieure des beaux-arts de Paris.
Casablanca possède l'une des plus grandes mosquées du monde, la mosquée Hassan-II, emblème architectural dont le minaret culmine à plus de 200 m.
Ville au passé turbulent, 440 ans après avoir été rasée par les Portugais, Casablanca fut quasiment détruite lors du bombardement de la ville par les Français en 1907 lors de l'insurrection de Casablanca faisant des milliers de victimes et constituant l'élément déclencheur de la campagne du Maroc.
Durant les années de plomb sous le règne du roi Hassan II, la ville est également assiégée par l'armée pendant les émeutes de 1981, faisant des centaines de victimes.
Casablanca connait aujourd'hui une période de croissance économique, marquée par de grands chantiers d'aménagement du territoire : éradication des quartiers insalubres, construction du réseau de tramway, développement du réseau autoroutier et ferré avec l'accueil de la première Ligne à Grande Vitesse d'Afrique, création du nouveau centre d'affaires de Casa-Anfa.
Ville cosmopolite, Casablanca compte parmi les cinq premières villes globales du continent africain, classée ville mondiale bêta au même titre que Le Cap et Nairobi, toutes trois précédées par Le Caire (beta+) et Johannesbourg (alpha-).

## Géographie

### Situation géographique

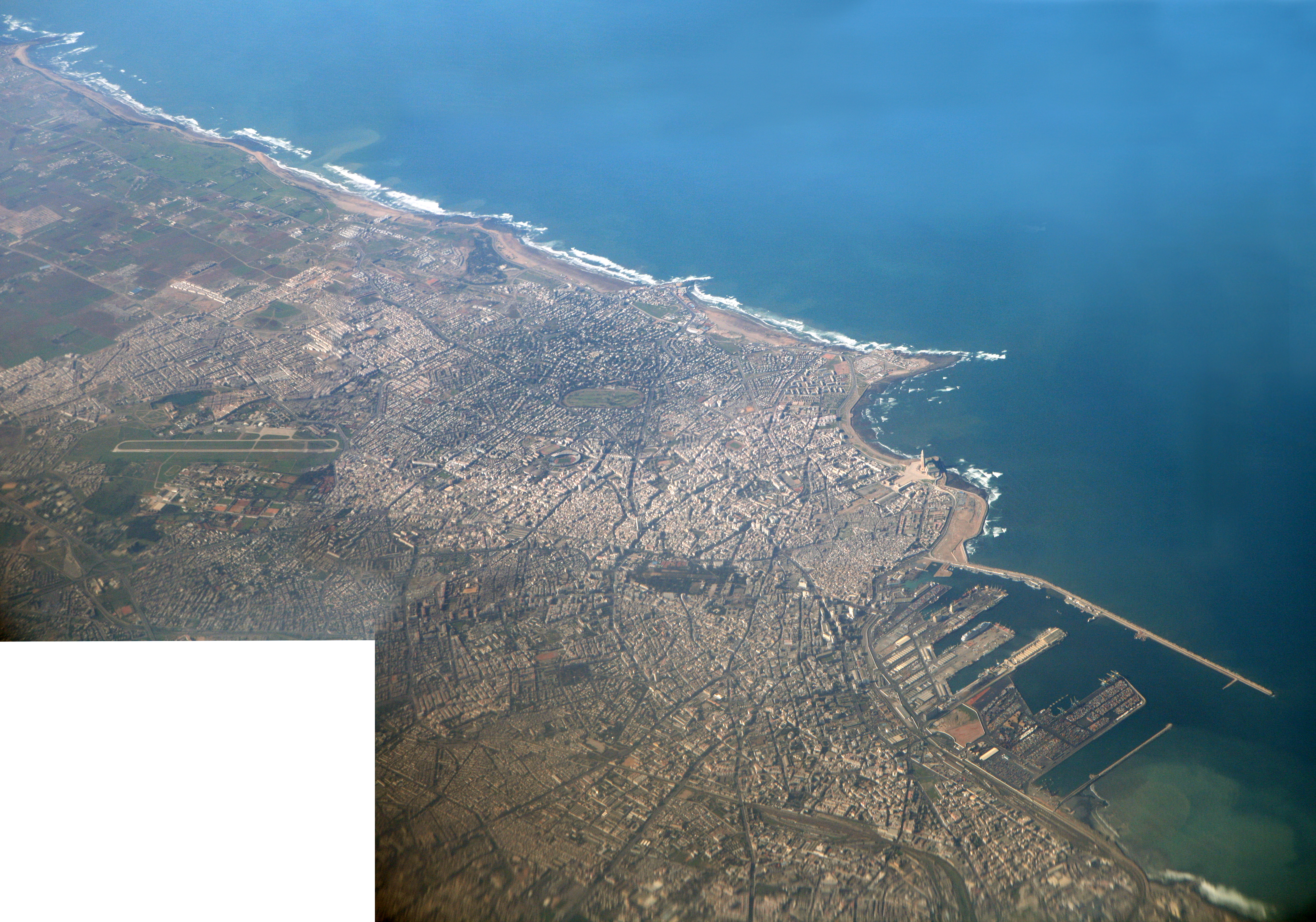
Casablanca vue d'avion.

Casablanca est localisée sur la plaine de la Chaouia, région historiquement agricole et à ce jour l'un des principaux pôles de l'activité agricole du pays. Sa position sur la côte atlantique lui permet l'accès aux ressources maritimes (principalement relatives à la pêche). La seule étendue forestière avoisinant la ville est celle de Bouskoura, qui fut plantée au XXe siècle et qui se compose principalement d'eucalyptus, de pins et de palmiers[réf. nécessaire].

### Climat

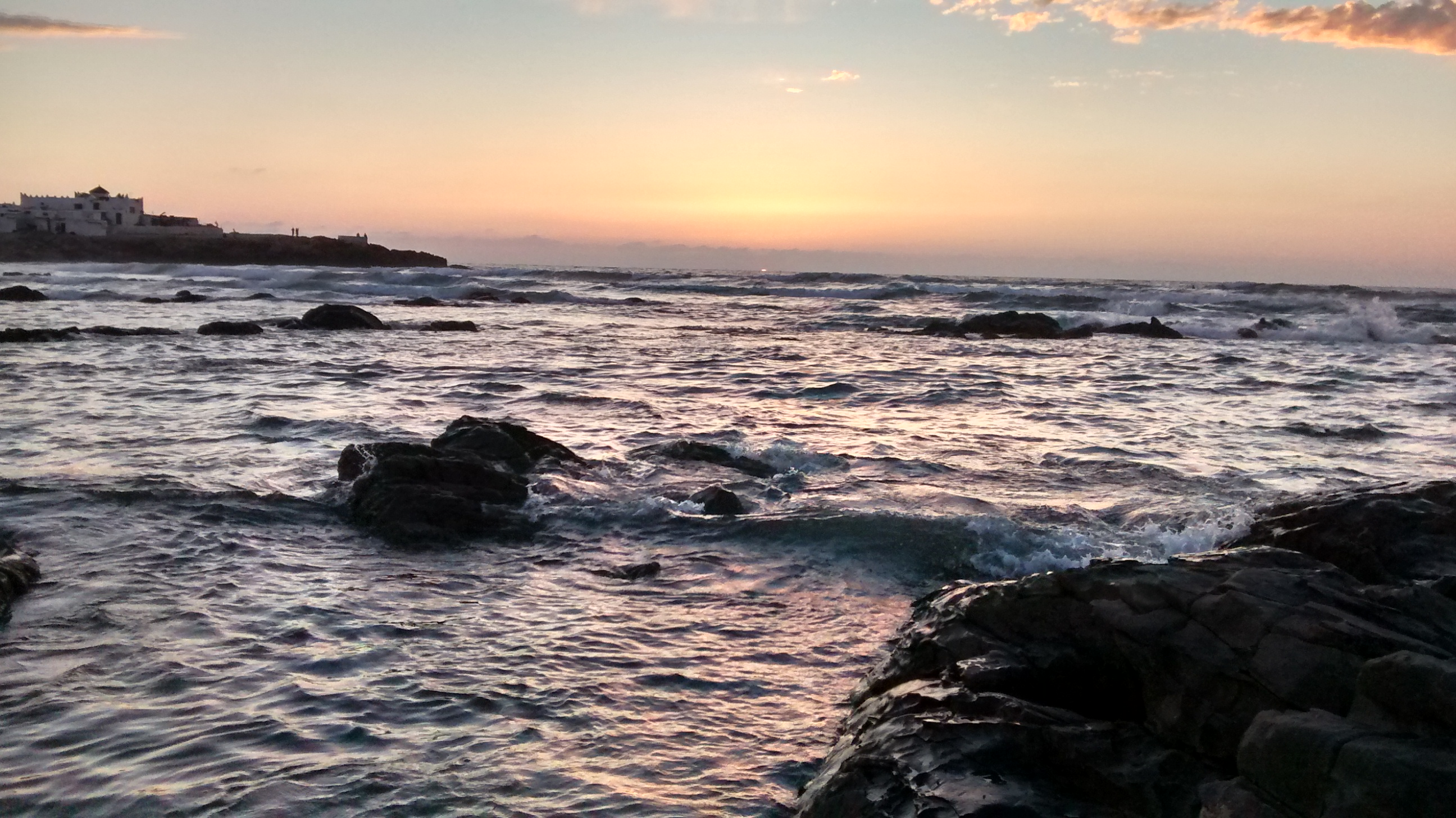
Rivage maritime de Casablanca.

Casablanca possède un climat méditerranéen à forte tendance océanique de type Csb qui est particulièrement agréable. Sa localisation en bordure de l'océan Atlantique lui confère des hivers doux et relativement humides, ainsi que des étés modérément chauds mais sans précipitations. La température moyenne annuelle y est de 18,88 °C, et le cumul annuel des précipitations s'élève à 426,1 mm.
Pendant l'hiver, le gel est quasiment absent : la température la plus basse jamais enregistrée est de −2,7 °C. L'été, les températures sont généralement agréables lorsque le vent souffle de la mer. En revanche, lors des épisodes de vent de terre (équivalent marocain du sirocco), la ville peut enregistrer des températures caniculaires pendant quelques jours. Ainsi, la température maximale enregistrée est de 40,5 °C.

#### Températures moyennes et précipitations
| Mois                              | jan. | fév. | mars | avril | mai  | juin | jui. | août | sep. | oct. | nov. | déc. | année |
| --------------------------------- | ---- | ---- | ---- | ----- | ---- | ---- | ---- | ---- | ---- | ---- | ---- | ---- | ----- |
| Température minimale moyenne (°C) | 8,4  | 9,1  | 10   | 11,8  | 14,2 | 17,4 | 19,5 | 20,1 | 18,2 | 15,2 | 12   | 9,5  | 13,61 |
| Température maximale moyenne (°C) | 17,1 | 17,9 | 19,2 | 20,5  | 22,2 | 24   | 25,9 | 26,3 | 25,5 | 23,7 | 20,6 | 18,3 | 21,25 |
| Précipitations (mm)               | 62,2 | 59   | 50,7 | 40,2  | 18,8 | 5,8  | 0,7  | 0,4  | 4,9  | 31,1 | 74,4 | 77,6 | 426,1 |

### Environnement

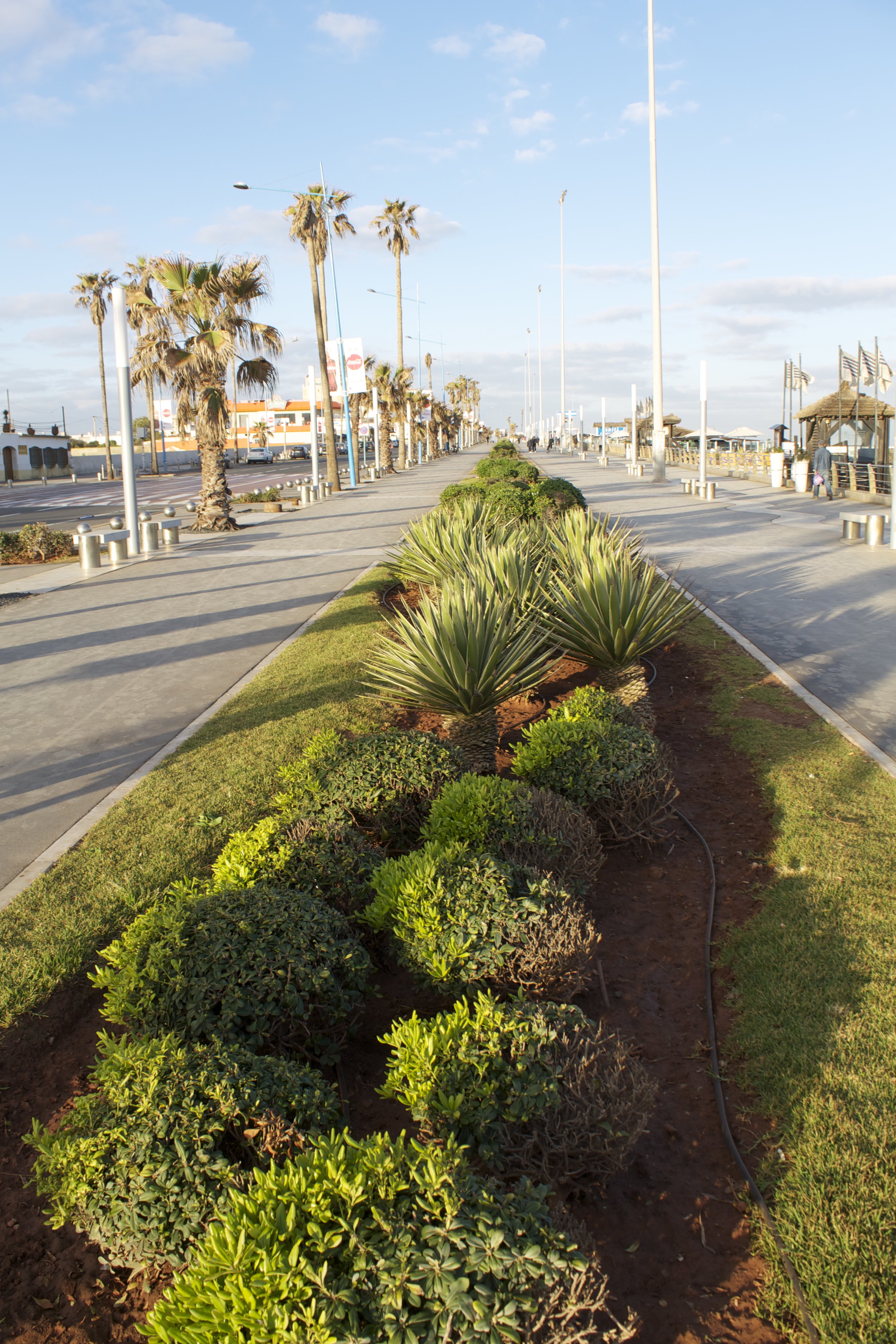
La corniche casablancaise.

Casablanca subit les conséquences environnementales de l'absence, jusqu'à récemment, de transports en commun de qualité, de son activité industrielle polluante, du faible nombre d'espaces verts et de la mauvaise application des règlements municipaux.
Le site de Dar Bouazza, dernière zone humide de Casablanca, est menacé de disparition par les projets de promoteurs immobiliers.

#### Air
Treize stations de mesure de la qualité de l'air sont placées à Casablanca. Casablanca est la ville la plus polluée du Maroc, : en 2014, la pollution de l'air atteint 2,5 fois les normes de l'OMS.
16% des habitants de Casablanca sont asthmatiques. 30 % de la pollution de l'air est due aux transports.

#### Eau

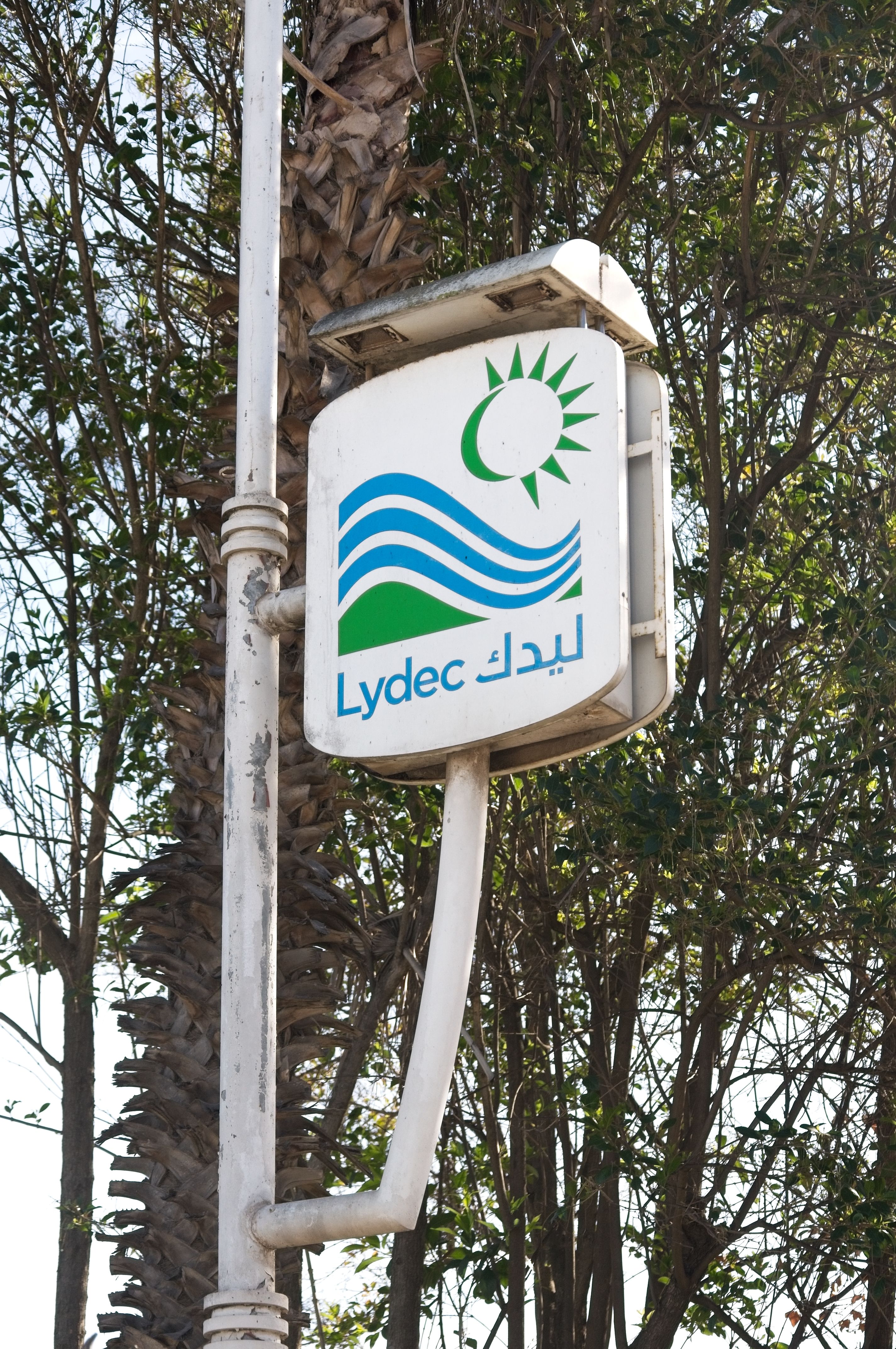
Enseigne signalant l'agence Lydec boulevard Ghandi à Casablanca, Maroc

L'oued Oum Errabiâ assure 50 % des besoins en eau potable du Grand Casablanca. La gestion de l'eau à Casablanca est assurée par la Lyonnaise des eaux de Casablanca (Lydec), une filiale de la multinationale Veolia.
Les eaux de surface de la région de Casablanca présentent une qualité généralement dégradée. La consommation journalière d'eau augmente de 30% avec 500 000 m3/jour en 2011 à 650 000 m3/jour en 2022 avec des pointes à 740 000 m3/jour. Durant cette période 600 000 personnes supplémentaires ont accès à l'eau courante.
Depuis 2015, 100 % des eaux usées sont assainies.
Les plages de Casablanca sont marquées par une importante pollution et le pillage de sable par les entrepreneurs en construction.

#### Déchets
Les secteurs hospitaliers et industriels de Casablanca produisent chaque année un peu plus de 1 000 tonnes et 90 000 tonnes de déchets non traités. Les eaux de baignade sont polluées entre le quartier des Roches Noires et Mohammedia.
Le tri sélectif a cependant été introduit pour la première fois en 2012.

## Urbanisme

### Liste des maires de la ville de Casablanca
- L'actuelle maire est Nabila Rmili[30].

### Architecture et urbanisme

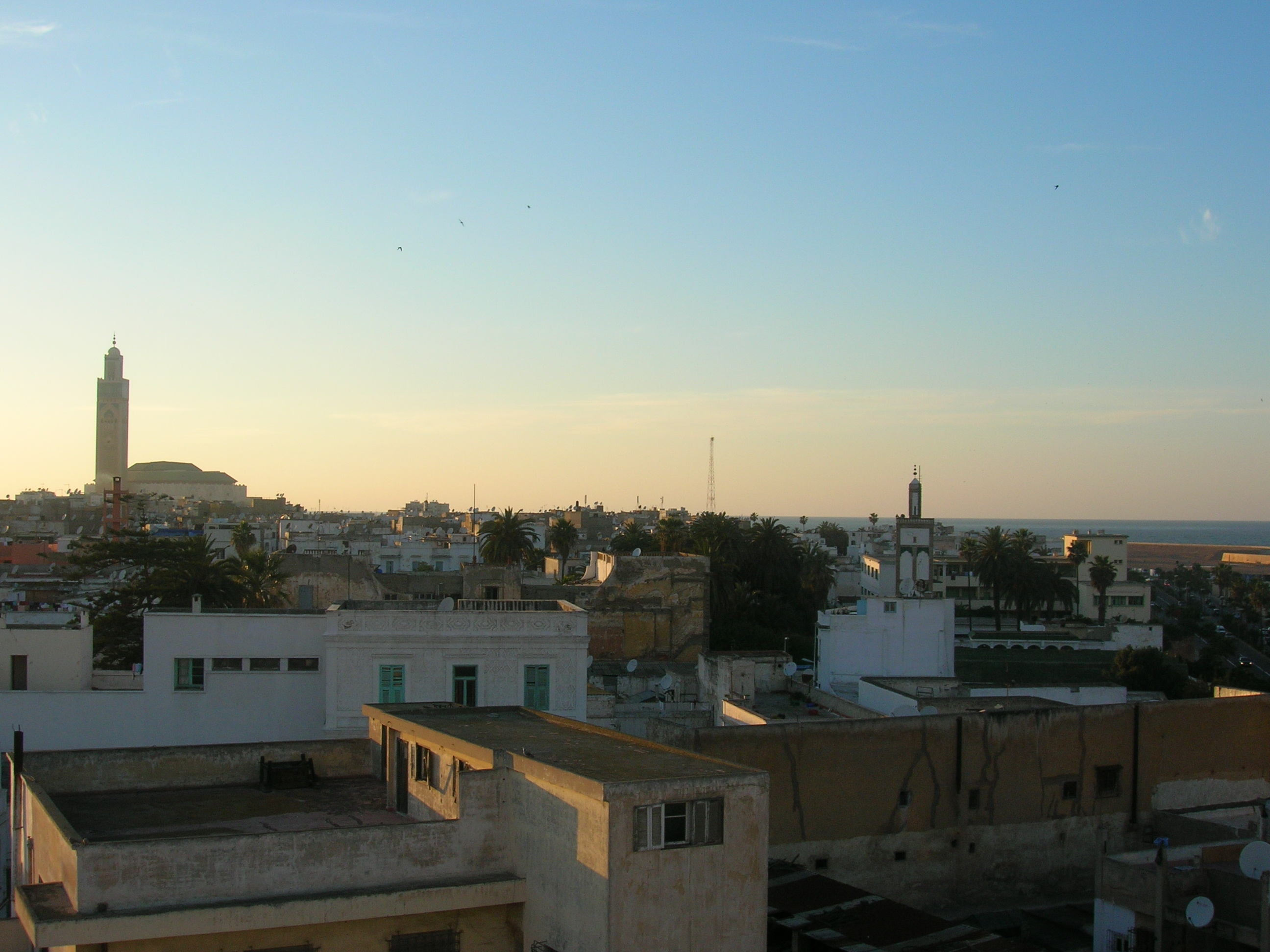
Vue sur la vieille ville.

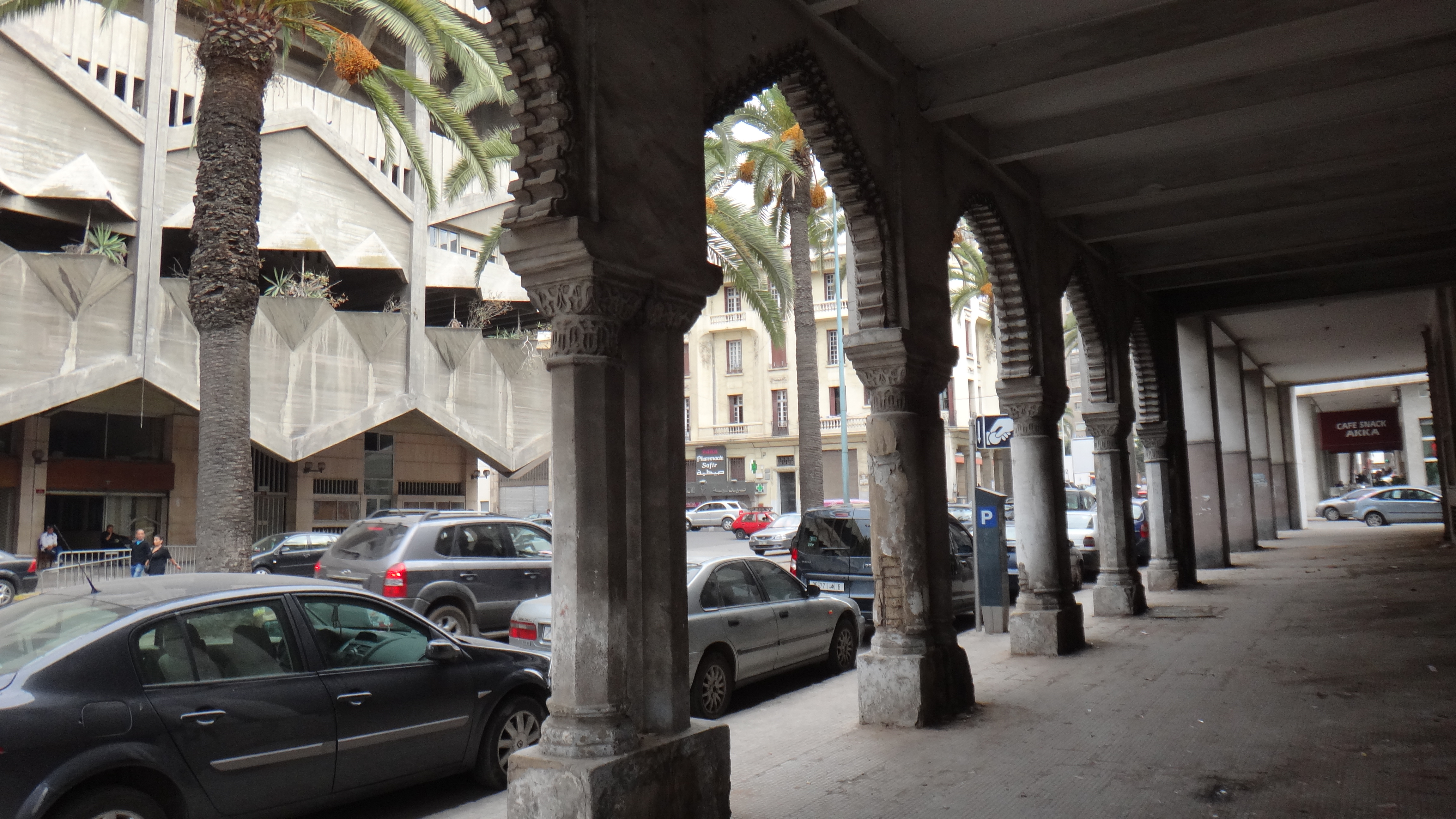
Boulevard Mohamed Smiha avec une vue sur l'extérieur du Stade Larbi-Benbarek

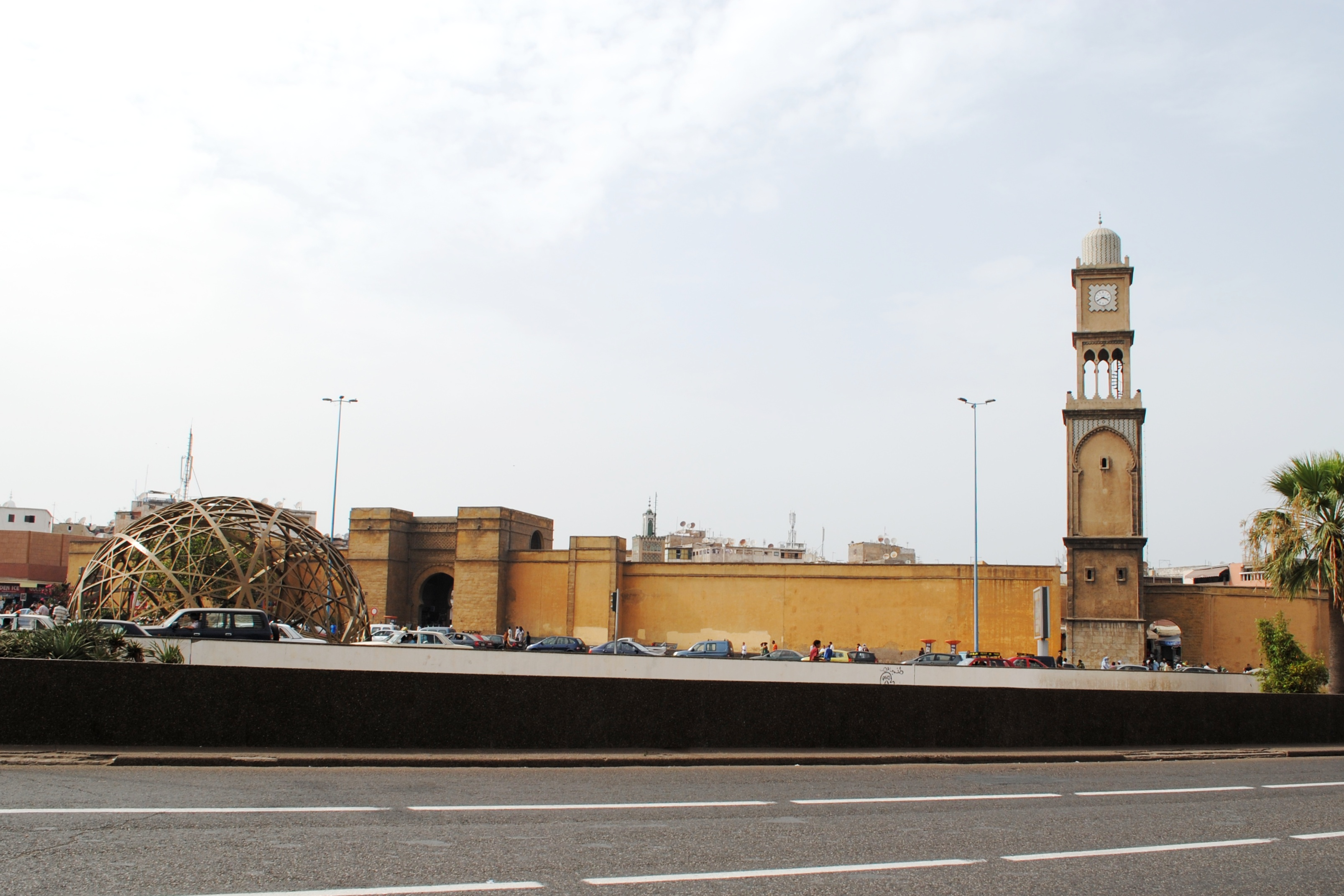
La Médina de Casablanca

Casablanca s'est développée à partir de la médina et du premier bassin du port, essentiellement à partir de 1920. C'est l'urbaniste Henri Prost qui en a dessiné les premières extensions entre les années 1917 et 1922. Lorsque celui-ci quitte le Maroc en 1923, l'essentiel de la structure de Casablanca est définie.
Dans les années 1950, l’architecte Michel Écochard dirige pendant 6 ans le service d'urbanisme du protectorat français et dessine un nouveau plan d'extension et d'organisation de la ville.
La médina constitue le cœur historique de la ville. Elle est entourée d’une muraille et de huit portes dont la plus connue, la porte de Marrakech est à l'entrée sud de la vieille ville. Tout proche du Bab Marrakech se trouve la tour de l'Horloge, devant la petite porte de Bab es Souk. Le café de La Sqala surplombe l'entrée du port. C'était à l'origine un point fortifié portugais dans la muraille.
À l'est de la médina se déploie le quartier Art déco qui fut le quartier européen de la ville sous le protectorat français. Il abrite plusieurs compositions monumentales qui donnent un cachet particulier à la ville : la place administrative, le parc de la ligue arabe, les larges boulevards plantés de palmiers, etc.
À l'ouest de la médina, on trouve le quartier prisé Bourgogne et, en bord de mer, la grande mosquée Hassan-II et des remblais destinés à être bientôt construits. Un peu plus loin, la corniche, ses restaurants et ses plages, devant la colline d'Anfa lieu de résidence des catégories les plus aisées.
Le cœur de ville incluant la médina, le centre des affaires, l'essentiel des hôtels et des consulats étrangers, est délimité par le boulevard Zerktouni marqué en son milieu par les deux tours du Twin Center dessinées par l'architecte Ricardo Bofill.
Le nom arabe الدار البيضاء ad-Dār al-Bayḍā’ est la traduction des noms portugais Casabranca et espagnol Casablanca qui signifient littéralement « la maison blanche », faisant référence aux ruines d'une maison blanchie à la chaux qui servait d'amer aux marins ibériques qui naviguaient dans les parages.
Il fut un port actif du royaume des Berghouata, le premier État berbère unifié de la région, originaire de la ville (qui est également appelée Anfa, signifiant en berbère « la colline »).

## Histoire

### Préhistoire
La région de Casablanca est riche en sites paléolithiques préservés dans une série stratigraphique littorale dont les vestiges archéologiques et anthropologiques mis au jour ont permis de mieux connaître le Paléolithique et les premiers peuplements du Maroc dans son contexte régional et africain.
La découverte de sites préhistoriques a été faite grâce à l'expansion économique de la ville au début du XXe siècle et l'agrandissement de son port qui ont nécessité l'ouverture depuis 1907 de plusieurs carrières qui ont révélé un patrimoine préhistorique exceptionnel.
Parmi les principaux sites préhistoriques de Casablanca il y a ceux situés en dehors de la ville dans la région de Lissasfa découverts en 1995 et le site d’Ahl al Oughlam en 1985 (ancienne carrière Déprez) considéré comme le site du Néogène le plus riche de l'Afrique du Nord dans lequel ont été découvertes à environ 108 mètres au-dessous du niveau de la mer des grottes associées à un ancien rivage en falaise faisant partie du gigantesque escalier géologique qui s'élève du littoral actuel jusqu'au plateau de l'aéroport Mohammed-V. Ce site renferme une faune de loin la plus riche d'Afrique du Nord : plus d’une soixantaine d'espèces différentes ont été recensées et datées dans les environs de 2,5 Ma, une faune représentée par les grands groupes de vertébrés tels que des poissons, des reptiles (tortue géante, lézards, serpents, crocodiles, etc.), des oiseaux (autruche, pingouin et autres oiseaux de mer), des mammifères carnivores (des hyénidés, un félin à canines en sabre, des mustélidés, des canidés, un morse et un ours, le plus ancien en Afrique) des mammifères herbivores (un éléphant, un mastodonte, un suidé, une girafe de dimension bovine, des antilopes, un hipparion, un rhinocéros, des gazelles et un singe), plusieurs rongeurs et des insectivores. Sur ce site, aucune présence humaine n’a été signalée très probablement en raison de son arrivée tardive dans la région.
Le deuxième site préhistorique de Casablanca est celui de Sidi Abderrahmane se situant à environ 8 kilomètres au sud-ouest du centre-ville entre le quartier de Hay Hassani et le littoral à proximité de Sidi Abderrahmane dans des gisements en grotte ou en plein air sur les localités de Cap Chatelier. Ce site présente un caractère exceptionnel et une importance patrimoniale par son abondance en outillage acheuléen associée à une faune riche en mammifères et à des ossements humains de différentes périodes. Sidi Abderrahmane-extension et Sidi Al Khadir-Hélaoui ont été fouillés de 1978 à 1982, puis à partir de 1988 dans les carrières de Thomas et de Oulad Hamida notamment dans les grottes des Ours et des Rhinocéros.
En 1991, la fouille de la grotte des rhinocéros a livré plusieurs espèces de mammifères rapportée à l'Acheuléen moyen (environ 600 000 ans), cette grotte est considérée comme la plus riche en Afrique du Nord (pour cette période du Pléistocène moyen), grâce à la présence de huit crânes plus ou moins complets de rhinocéros blancs (ce qui demeure néanmoins la découverte la plus exceptionnelle du gisement), d'où le nom de grotte des rhinocéros qu'on lui a attribué. Ce nombre important de restes de rhinocéros laisse à supposer l’existence d'une stratégie de chasse mise en place par les hominidés. Par la suite, l'extension et le nettoyage de la carrière de Thomas 1 en 1993 a montré la présence d'une faune dominée par l'hippopotame ; des bifaces utilisés pour le dépeçage des bêtes, la grosse boucherie et la fracturation d'ossements ont été retrouvés. Les études situent ces découvertes entre l'Acheuléen ancien vers 1 Ma et l'inversion magnétique Brunhes-Matuyama qui s'est achevée il y a environ 700 000 ans. La ville abrite la plus ancienne occupation préhistorique du pays, grâce aux découvertes réalisées dans la carrière Thomas 1 dans un niveau (L)[pas clair].
La première découverte d’un hominidé à Casablanca fut celle en 1955 de « l'Homme de Sidi Abderrahmane » représenté par un fragment mandibulaire dans la grotte de littorines aujourd'hui détruite. L'Homme de la carrière Thomas 1, représenté par une hémi-mandibule, fut découvert en 1969 puis la découverte en 1972 de l'Homme de la carrière Oulad Hamida 1 (ex-Thomas 3) représenté par des restes d’Homo rhodesiensis sous forme d'une partie de la face, du maxillaire supérieur et plusieurs dents isolées retrouvés dans une grotte aujourd'hui détruite. Entre 1994 et 2008, des restes humains du Pléistocène moyen datés entre 500 000 et 700 000 appartenant à l'Atlanthropus, l’Homo erectus évolué ou l’Homo sapiens archaïque, ont été retrouvés dans la carrière de Thomas dont une incisive, 3 prémolaires et une mandibule. Cette découverte élève la carrière de Thomas au même niveau que les complexes de Melka Kunture en Éthiopie et d'Atapuerca en Espagne dans l'étude de la période qui voit diverger les types européens et africains.

### La fondation d'Anfa

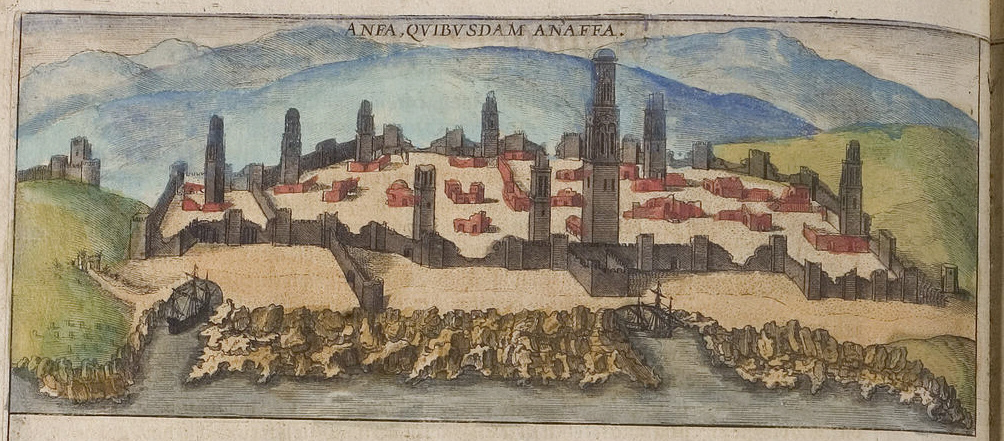
Détail d'une gravure représentant Anfa en 1572.

L'origine de la création d'Anfa demeure un mystère. D'après Léon l'Africain (1490-1550), elle aurait été fondée par les Romains à l'époque de la province de Maurétanie tingitane, et aurait été utilisée comme escale vers les îles Purpuraires d'Essaouira (des pièces de monnaie romaines sont effectivement découvertes en 1926 dans le quartier des Roches Noires, sans qu'une activité commerciale permanente durant l'Antiquité n'ait pu être prouvée). La région d'Anfa était toutefois parcourue par les Autololes, un rameau du grand peuple nomade des Gétules, et se situait donc en dehors du territoire sous contrôle romain qui s'arrêtait au fleuve Bouregreg. Certaines hypothèses avancent également qu'Anfa fut un port du royaume de Maurétanie, et fut même la base d'une expédition dirigée par Juba II vers Madère et les Canaries, mais aucune fouille archéologique n'est venue étayer à ce jour ces théories. Selon le chroniqueur espagnol Luis del Mármol Carvajal (1524-1600), l'origine d'Anfa serait phénicienne ou du moins carthaginoise. Pour l'historien et homme d'État marocain Abou El Kacem Zayani (1734-1833), la ville aurait été fondée par l'ethnie berbère des Zénètes.
Il est fort probable qu'elle fut un port actif du royaume des Berghouata (744-1058), un État berbère théocratique et tribal basé sur une religion issue du kharidjisme qui a résisté plus de quatre siècles à différentes attaques successives (des Idrissides jusqu'aux Almoravides). Ce sont les Almohades qui anéantiront définitivement ce royaume et mettront fin à l'existence de sa religion particulière, puis importeront des tribus bédouines hilaliennes de l'Ifriqiya pour remplacer les tribus berbères masmoudiennes affiliées aux Berghouata, ce qui arabisera l'appellation de la région Tamesna en Chaouia. Anfa fut citée par le géographe Al Idrissi au XIIe siècle comme un des ports principaux de la façade atlantique du Maghreb al-Aqsa, riche de ses relations commerciales avec l'Andalousie. Sous le règne des Almohades puis sous celui des Mérinides elle se développa jusqu'à atteindre une certaine prospérité, au point d'abriter une médersa bâtie par le sultan Abu Inan Faris (1348-1358) et d'être visitée par l'intellectuel et homme politique grenadin Ibn al-Khatib. Cet essor sera entravé par le raid portugais de 1468 décidé par le roi Alphonse V. Les Portugais commandés par l'Infant Don Ferdinand détruisirent Anfa au motif que la cité accueillait une importante base de pirates qui s'aventuraient jusqu'aux abords de l'embouchure du Tage et donc de Lisbonne. Léon l'Africain déplore au XVIe siècle la mise à sac d'Anfa qui était, dit-il, « une très grande ville magnifiquement bâtie, qui eut jadis de grands jardins donnant des fruits en abondance vendus jusqu'à Fès », et dont les habitants jouissaient d'une certaine opulence et comptaient parmi eux des érudits réputés.
Il ne restera dès lors que des ruines, puis un avant-poste occupé périodiquement par les pirates et corsaires de Salé qui utilisent fréquemment le mouillage d'Anfa. Mais aussi par des tribus locales selon le témoignage de l'amiral hollandais et gouverneur des Indes orientales néerlandaises Laurens Reael (en) en 1627, ainsi que par les Portugais auxquels on attribue un édifice nommé Prison portugaise dont les vestiges furent réutilisés à l'époque du protectorat français, pour orner le Parc Lyautey (actuel Parc de la Ligue arabe). Après le départ définitif des Portugais, le sultan Mohammed III du Maroc (1721-1790) soucieux de mettre en valeur le littoral atlantique marocain, fit élever une ville nouvelle à partir de 1760. Anfa, renommée Dar al Baida à l'instar des palais du souverain à Meknès et à Marrakech, se dota de remparts, de bastions fortifiés (la Sqala), de mosquées (Ouled al Hamra), de tous les attributs d'une ville marocaine classique, et fut placée sous l'administration d'un pacha. Comme Mogador (aujourd'hui Essaouira) et Fédala (Mohammédia), mais sur une échelle plus modeste, elle se destinait aux échanges commerciaux internationaux. Elle fut également utilisée comme grenier à céréales pour l'ensemble de la province, l'emplacement aujourd'hui appelé Mers-Sultan abritant autrefois le silo à grains sultanien géré par le makhzen.
C’est à partir de 1781 que la traduction espagnole de Casa Blanca fut employée. À cette date, des négociants italiens originaires de Venise, les frères Chiappe, firent sortir pour la première fois des cargaisons de céréales depuis le nouveau port construit sur ordre de Mohammed III. Leur affaire fut reprise en 1788 par la compagnie espagnole Cinco-Grémios qui possédait le monopole de l'exportation du blé de la Chaouïa via ce port et répandit donc l'usage du nom Casablanca à l'étranger.
Les Espagnols s'installèrent en nombre à partir du début du XIXe siècle (le consulat espagnol est établi dès 1799, puis une église dans la médina, gérée par des religieux catholiques espagnols de l'ordre des Franciscains), rejoints ensuite par d'autres Européens, notamment des Britanniques, des Français, des Belges et des Allemands, qui obtinrent la création de consulats nationaux à Casablanca durant les années 1860. À cette population européenne s'ajouta une communauté juive séfarade de plus en plus importante, qui servait d'intermédiaire pour les maisons de commerce étrangères implantées dans les différents ports de la côte marocaine. En 1877, dans le cadre d'un grand voyage d'inspection dans l'Empire chérifien, le sultan Hassan Ier séjourna à Casablanca, où il accorda un certain nombre d'audiences officielles dont une à l'ambassadeur italien Scovasso.

### L'insurrection de Casablanca et le bombardement de la ville

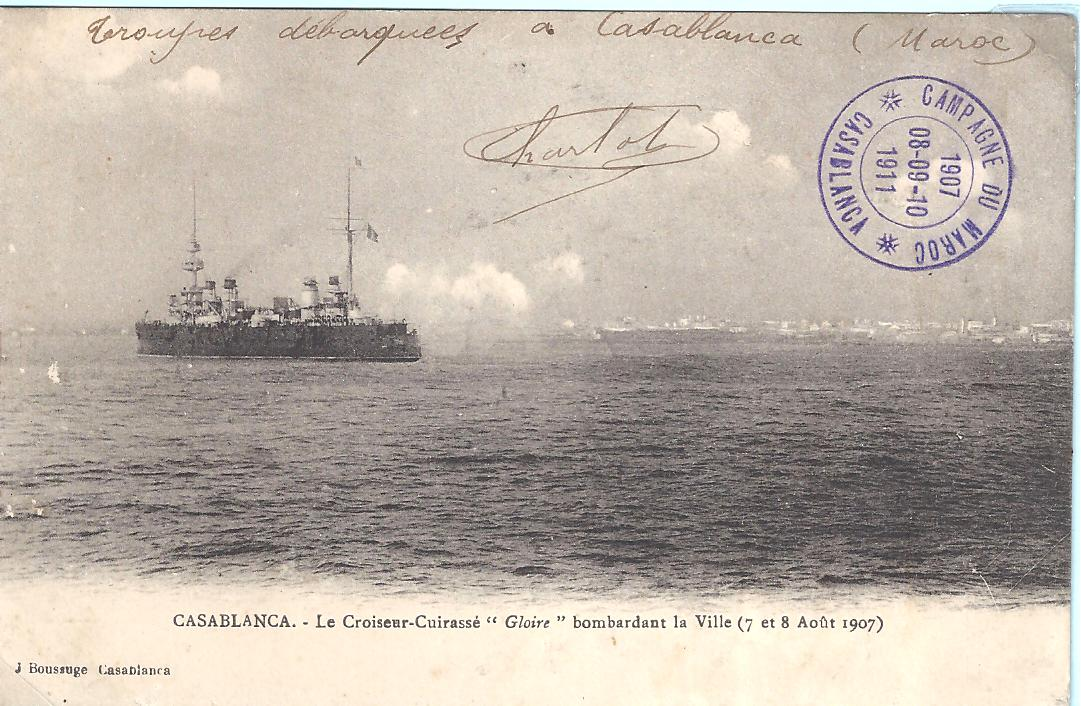
Une carte postale du croiseur cuirassé français Gloire bombardant la ville de Casablanca, 1907.

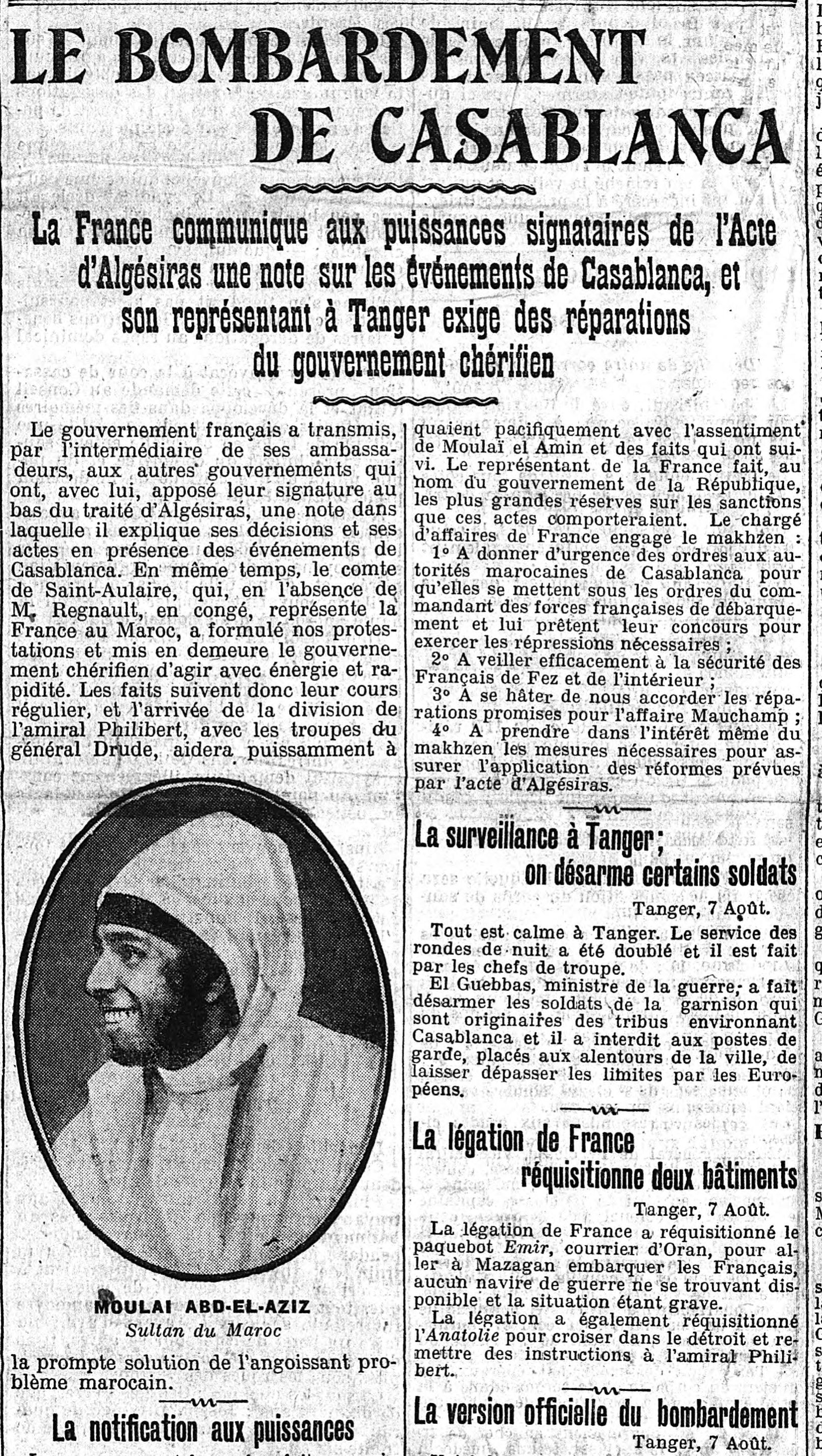
Article sur le bombardement de Casablanca, publié dans Le Petit Journal (août 1907)

En juillet 1907, une entreprise française, la Compagnie marocaine, filiale de Schneider, exploite un petit train « Decauville » pour les travaux d'aménagement du port qui se réduit, à l'époque, à une simple darse impraticable par mauvais temps. La voie longe le cimetière de Sidi Beliout et son sanctuaire, ce qui trouble la sérénité des lieux. Une émeute populaire dirigée par des membres de la tribu Oulad Hriz éclate contre les travailleurs européens et neuf d'entre eux sont tués. La France envoie alors des troupes pour rétablir l'ordre, les tribus de la Chaouia ayant par ailleurs pris le contrôle de la ville, évincé l'autorité du makhzen et pillé le quartier juif de la ville.
En représailles Casablanca est bombardée le 5 août par l'escadre de l'amiral Philibert qui capture le pacha Si Boubker Ben Bouzid. L'armée française bombarde la ville entre le 5 et le 7 août 1907 à partir de plusieurs navires de guerre ; une escadre française arrive le 7 août et débarque une unité commandée par le général Drude. Ses successeurs les généraux d'Amade et Moinier occupent progressivement les plaines atlantiques de la Chaouia et des Doukkalas, ce qui doit ouvrir la route de Fès, capitale de l'Empire chérifien, et la conquête du Maroc par l'ouest.

### Le protectorat français
La signature du traité de Fès par le sultan Moulay Abd al-Hafid, instaure en 1912 le protectorat français au Maroc. Le protectorat dirigé par le maréchal Hubert Lyautey, résident général jusqu'en 1925, se traduit pour Casablanca par la construction d'un des plus grands ports d'Afrique et par son explosion urbaine, disciplinée par les plans d'Henri Prost, puis de Michel Écochard pour la ville européenne, tandis qu'Auguste Cadet dessine la nouvelle médina et le quartier réservé du Bousbir pour la ville dite « indigène ».
Casablanca abrite la plus forte communauté européenne du Maroc (on estime que les Européens formaient environ 60 % de la population casablancaise). Le centre-ville moderne et les quartiers résidentiels d'Anfa, de Longchamp et de l'Oasis accueillent essentiellement des familles françaises aisées de colons, de fonctionnaires et d'industriels, tandis que de nombreux Espagnols (dont des anti-franquistes à partir de 1936) mais aussi des Corses et Italiens se concentrent dans les quartiers populaires du Maârif, de Bourgogne et des Roches Noires. On trouve également mais en nombre plus restreint des Suisses, des Anglo-Saxons (britanniques et américains), des Arméniens, des Grecs, et quelques Russes blancs. Les Marocains pour leur part se répartissent entre l'ancienne médina, la nouvelle médina (quartier des Habous) et les nombreux bidonvilles qui commencent à surgir à Ben M'sick et aux Carrières centrales.
Juste après la fin de la Seconde Guerre mondiale et à la suite du discours du sultan Mohamed V à Tanger, la ville se retrouve au cœur de la revendication nationale pour l'indépendance du Maroc. À partir de 1947 et surtout des années 1950, de nombreux bouleversements et troubles émaillent la vie casablancaise (à commencer par le massacre colonial du 7 avril 1947), ainsi que l'attentat du Marché central de Casablanca le jour de Noël 1953, causant 18 morts européens et celui du 14 juillet 1955 à Mers-Sultan.

#### Le port durant la Seconde Guerre mondiale

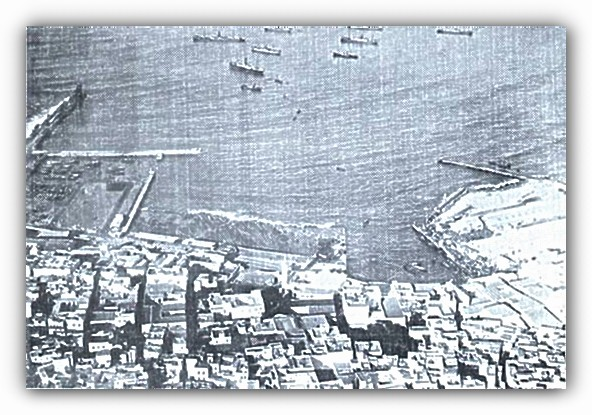
Port de Casablanca en 1915.

Le port de Casablanca, considéré comme le premier port du Maroc à partir de 1920, devient également, en 1925, la première escale des lignes aériennes Latécoère (la future Aéropostale) reliant Toulouse à Dakar.
Le mouilleur de mines Pluton explose dans le port de la ville le 13 septembre 1939, détruisant le navire et tuant 186 personnes.
La ville fut également un port stratégique durant la Seconde Guerre mondiale, lorsqu'elle accueillit la conférence de Casablanca (sommet anglo-américain de 1943).

##### La conférence de Casablanca

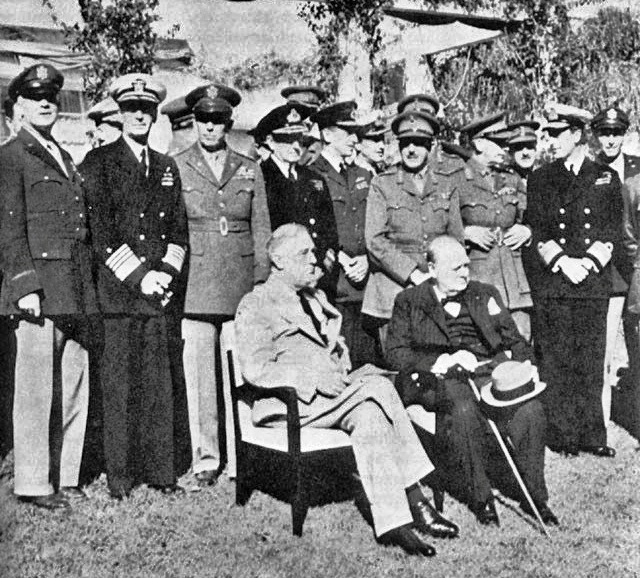
Conférence de Casablanca (1943), le président Roosevelt et le Premier ministre Churchill.

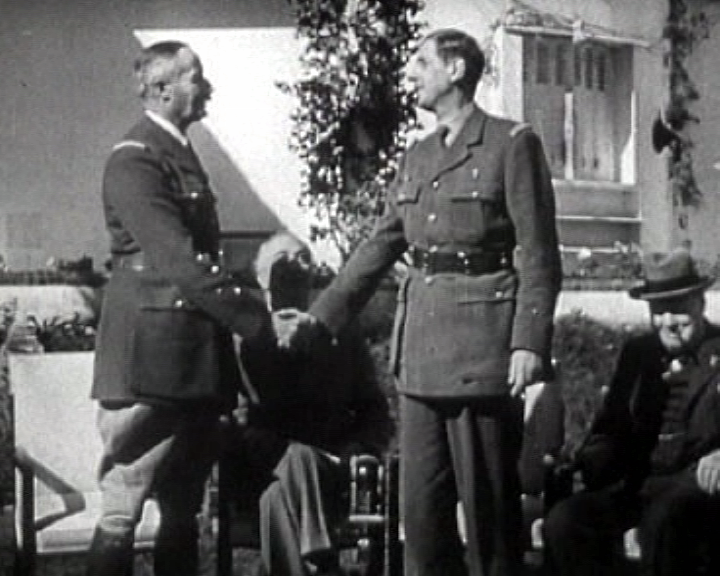
Le Général Charles de Gaulle serrant la main du Général Henri Giraud devant Franklin Roosevelt et Winston Churchill (conférence de Casablanca le 17 janvier 1943).

La conférence de Casablanca (1943) se tient à l'hôtel Anfa du 14 au 24 janvier 1943 afin de préparer la stratégie des Alliés après la défaite de l'Axe germano-nippon et la réorganisation de l'Europe libérée. Cette conférence, parfois appelée conférence d'Anfa en raison de la localisation de l'hôtel où elle eut lieu, est décidée par le président des États-Unis Franklin Roosevelt et le Premier ministre du Royaume-Uni Winston Churchill, qui invitent à se joindre à eux, d'une part, Joseph Staline — qui décline l'offre — et, d'autre part, les généraux français Henri Giraud et Charles de Gaulle.
Giraud, qui gouverne alors l'Afrique française du Nord et l'Afrique-Occidentale française en sa qualité de « commandant en chef civil et militaire » (Voir Situation politique en Afrique française libérée), accepte sans hésitation la demande de Roosevelt.
Des décisions sont prises lors de cette conférence au sujet de l'invasion de la Sicile (opération Husky), de la planification du débarquement de Normandie, ainsi que de l'aide matérielle à apporter à l'URSS. Un autre objectif poursuivi est de réconcilier De Gaulle et Giraud et d'unifier ainsi le commandement de la France libre. La conférence conclut à la nécessité de poursuivre la guerre jusqu'à obtenir la reddition inconditionnelle du Troisième Reich et de ses alliés italo-fascistes et japonais.

#### Le port après la Seconde Guerre mondiale
Au début de mai 1961, la dépouille mortelle du maréchal Lyautey est amenée du mausolée de Rabat et embarquée sur le croiseur Colbert au port de Casablanca,.

### Histoire contemporaine

#### Massacre de 1947
A la veille de l'indépendance, un massacre viendra ébranler la ville, le massacre du 7 avril 1947 à Casablanca, surnommé "la Grève des Sénégalais", a été perpétré par des tirailleurs sénégalais au service de l'armée coloniale française,. À la suite d'une rixe entre civils marocains et tirailleurs, ces derniers, sous l'ordre des autorités françaises, ont ouvert le feu pendant 24 heures sur les quartiers populaires de Casablanca, tuant entre 180 et plusieurs centaines de civils. L'attaque visait à perturber la visite du sultan Mohammed V à Tanger, où il devait prononcer un discours exigeant l'indépendance du Maroc. En réponse, une grève générale fut lancée et l'événement renforça le mouvement nationaliste contre le protectorat français. Le massacre du 7 avril est un moment clé de la lutte pour l'indépendance et a été symbolisé par la place du 7 avril à Derb Kebir.
Après l'indépendance en 1956, Casablanca s'affirma rapidement comme le centre névralgique de l'économie marocaine, incarnant un Maroc moderne, dynamique et tourné vers l'avenir. La ville devint le moteur du développement industriel, commercial et financier du pays, tout en restant un carrefour culturel et international. Toutefois, malgré cette croissance rapide et les promesses d'un avenir prospère, Casablanca connaîtra plusieurs vagues d'émeutes, alimentées par les tensions sociales, économiques et politiques qui traversaient le pays :

#### Les émeutes de mars 1965
Les événements du 23 mars 1965 au Maroc ont débuté comme une protestation estudiantine à Casablanca, après une circulaire ministérielle limitant l'accès au second cycle des lycées. Le 22 mars, des milliers de lycéens ont organisé une marche pacifique, rapidement réprimée par les forces de l'ordre. Le lendemain, la contestation s'est intensifiée, attirant des ouvriers, des chômeurs et des habitants des bidonvilles, et se transformant en émeutes violentes. Les manifestants ont saccagé des magasins et exprimé leur hostilité envers le roi Hassan II. La répression fut brutale, l'armée intervenant, et des rapports font état de tirs depuis un hélicoptère avec Oufkir en personne ouvrant le feu, et surtout, beaucoup de morts. Les conséquences de ces événements ont mené à l'instauration de l'état d'exception et à l'enlèvement de Mehdi Ben Barka en octobre 1965. Un mouvement marxiste-léniniste, le Mouvement du 23 mars, est né de cette révolte, contribuant à la création du Parti socialiste unifié.

#### Les émeutes de juin 1981
Malgré l'opposition acharnée des syndicats marocains et des partis politiques de l'opposition (notamment l'Union socialiste des forces populaires), le gouvernement annule les promesses d'augmentation des salaires imposées par la forte inflation (12,5 %) et la hausse du prix des matières premières. La Confédération démocratique du travail (CDT) et l'Union marocaine du travail (UMT) appellent à l'annulation de toutes les augmentations touchant les produits de première nécessité et la CDT fixe un délai de sept jours avant de déclencher une grève générale. La tension persiste et les grèves des 18 et 20 juin se transforment en émeutes.
C'est dans ce contexte que l'armée investit la ville, que les chars assiègent les rues et que les hélicoptères survolent la ville. L'état de siège est officiellement proclamé et l'oppression est marquée par la torture de manifestants et des tirs à balles réelles.
Les émeutes éclatent dans une majorité de quartiers populaires de Casablanca : l'Ancienne Medina, Derb Sultan, Aïn Chock, Sbata, Ben Msik, Sidi Othman, Bournazel, Hay El-Mohammadi, Aïn Sbaa, El-Bernoussi, etc. De nombreux symboles de richesse et de répression sont ciblés par les émeutiers (agences bancaires, voitures de luxe, commissariats et véhicules de la police, locaux des forces auxiliaires, etc.).

#### Attentats suicides de 2003 et 2007
L'histoire récente de la ville est marquée par une série d'attentats dont les plus meurtriers sont ceux du 16 mai 2003 qui font 45 morts et des dizaines de blessés.
En 2007, plusieurs attentats suicides touchent Casablanca sans faire de victime outre leurs auteurs. Le 11 mars, un kamikaze se fait exploser dans un cybercafé. Un mois plus tard, le 10 avril, trois autres attentats secouent le quartier Hay Farah. Le 14 avril, deux hommes se font exploser boulevard Moulay Youssef.

## Politique, gestion et administration

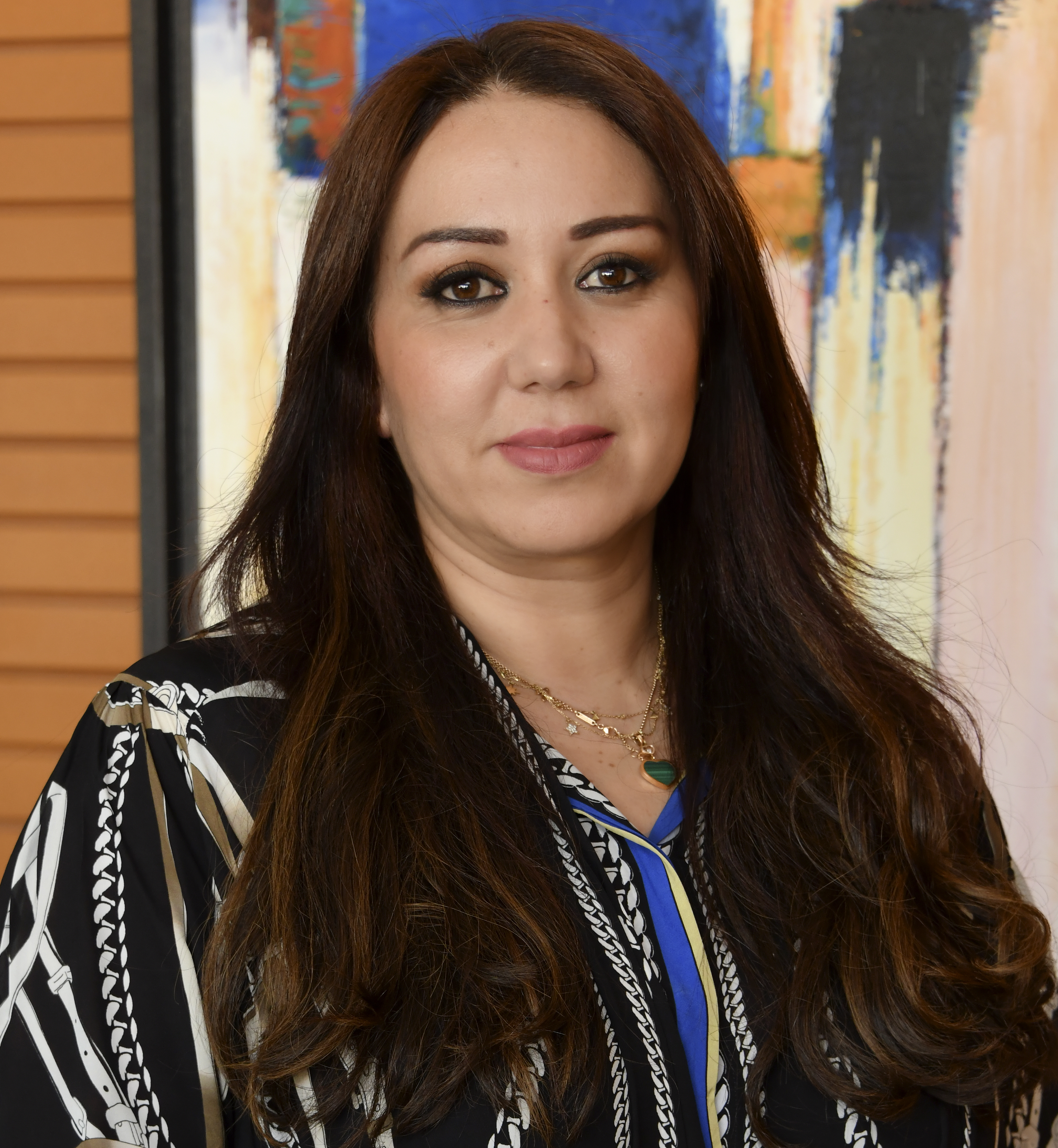
Nabila Rmili. Maire de Casablanca depuis septembre 2021.

Deux communes se trouvent sur le territoire de Casablanca: la Commune de Casablanca recouvre presque toute la ville, mais le Méchouar de Casablanca est une propre micro-commune à statut spécial.

### Walis du Grand Casablanca
| Wali                           | Né (ville et date) | Âge d'entrée en fonction | Début            | Fin              |
| ------------------------------ | ------------------ | ------------------------ | ---------------- | ---------------- |
| Mohamed Mhidia                 | 1954               | 69                       | 20 novembre 2023 | ---              |
| Said Ahmidouch                 | Nador 1959         | 60                       | 07 Février 2019  | 20 novembre 2023 |
| Khalid Safir                   | Settat 1967        | 46                       | 15 octobre 2013  | 06 Février 2019  |
| Mohamed Boussaïd               | Fès 1961           | 51                       | 11 mai 2012      | 11 octobre 2013  |
| Mohamed Halab                  | El Jadida 1945     | 64                       | 22 janvier 2009  | 11 mai 2012      |
| Mohamed Kabbaj                 | Fès 1943           | 62                       | 22 juin 2005     | 22 janvier 2009  |
| M'hamed Dryef                  | Aïn Bouharrouch    |                          | 26 mars 2003     | 21 juin 2005     |
| Driss Benhima                  | Safi 1954          | 47                       | 2001             | 26 mars 2003     |
| Slimane Alaoui                 | Salé 1938          | 61                       | 31 décembre 1999 | ?                |
| Hassan Ouchen                  |                    |                          | 3 octobre 1998   | 31 décembre 1999 |
| Hammouda El Caïd               | Casablanca 1942    |                          | 1995             | 3 octobre 1998   |
| Ahmed Moutii                   |                    |                          | ?                |                  |
| Mustapha Alaoui                |                    |                          | ?                | ?                |
| Ahmed Fizazi                   | Oujda (1930)       | 51                       | 27 juillet 1981  | 1990             |
| Moulay Mustapha Belarbi Alaoui | Fès 18 mars 1923   |                          | 1971             | 13 janvier 1977  |

## Démographie
Casablanca comptait 4,27 millions d'habitants en 2014, ce qui en fait une des villes les plus peuplées du Maghreb.
L'ancienne région du Grand Casablanca, incluait les villes de Mohammédia, Aïn Harrouda et les deux provinces Médiouna et Nouaceur, regroupe environ 4,3 millions d'habitants (2014) sur 1 615 km2.
Elle a été fusionnée avec les provinces de Settat, Benslimane et Berrechid en 2015, pour donner naissance à la région Casablanca-Settat, qui compte 6,9 millions d'habitants en 2014.
| Préfecture de Casablanca                                          | 2 717 125 | 2 949 805 | 3 359 818 |
| Préfecture de Mohammédia                                          | 257 001   | 322 286   | 404 648   |
| Province de Nouaceur                                              | 90 050    | 236 119   | 333 604   |
| Province de Médiouna                                              | 62 609    | 122 851   | 172 680   |
| Source : Haut commissariat au plan - Recensement de la population |           |           |           |

En 2014, selon le HCP, la population de Casablanca varie fortement selon les arrondissements.
Il y a 94 500 personnes qui vivent dans l'arrondissement Anfa et 468 000 personnes dans l'arrondissement Hay Hassani. En 2014 selon le HCP, la densité moyenne d'un arrondissement de Casablanca est de 22 986 habitants/km². Elle est 6 193 habitants/km² dans l'arrondissement Anfa et jusqu’à 42 400 habitants/km² dans l'arrondissement Ben M'Sick.

## Économie

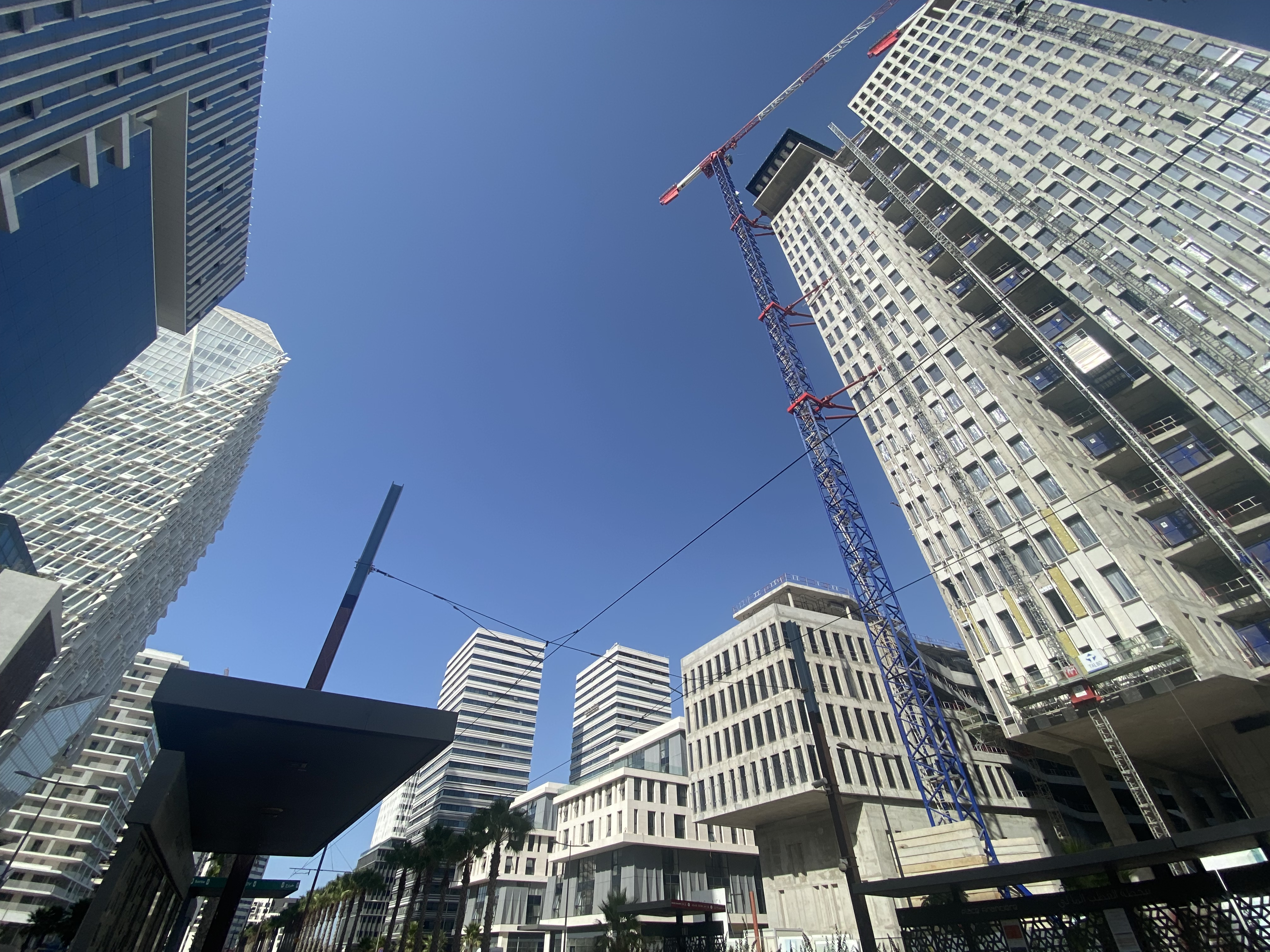
Place Financière, Casablanca Finance City.

Le premier grand port moderne du Royaume a été construit à Casablanca en 1912. Ce grand tournant historique affecta de multiples façons le destin de la ville. L'ensemble du développement économique de la région, ainsi intensifié par l'activité portuaire, draina notamment les investissements nationaux et étrangers. Cela donna naissance à la capitale économique du royaume, dynamique et moderne, que l'on connaît aujourd'hui,.
Cette ville, premier pôle industriel du pays avec plus d'un tiers des établissements industriels du pays, concentre 55 % des unités productives, et près de 60 % de la main-d’œuvre industrielle. Casablanca réalise 50 % de la valeur ajoutée du Maroc, et attire 48 % des investissements. À elle seule, elle emploie 39 % de la population active du Maroc, représente 35 % de la consommation électrique nationale et absorbe 1,231 million de tonnes de ciment. Les ports de Casablanca et Mohammédia assurent 55 % des échanges extérieurs, et son aéroport accueille 51 % des passagers.

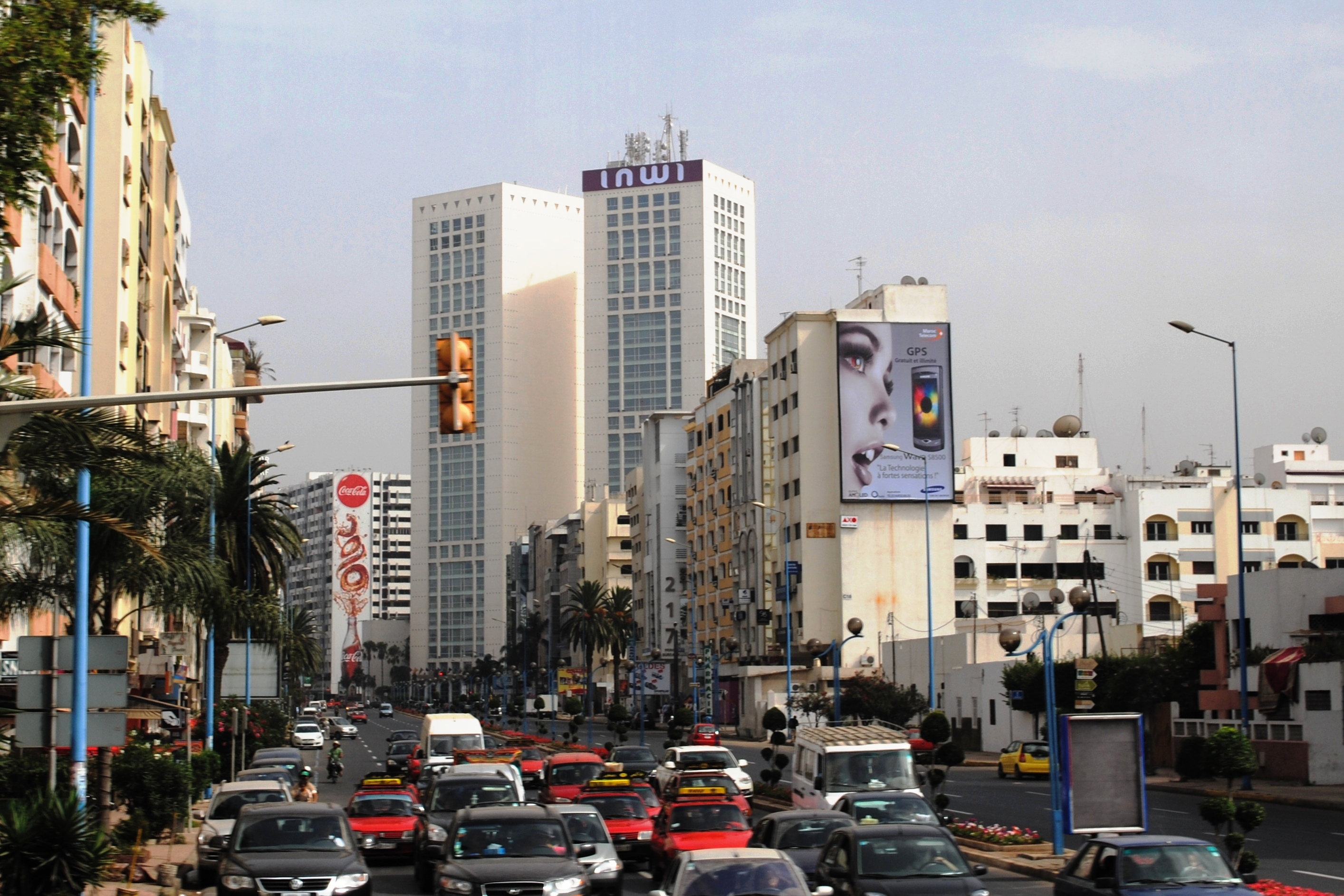
Twin Center, boulevard Mohammed-Zerktouni.

Forte de ce dynamisme, la région présente un attrait indéniable pour les investisseurs, ainsi que pour les jeunes à la recherche d’un cadre de vie confortable et moderne.
Première place financière du Royaume et du Maghreb, elle concentre 30 % du réseau bancaire et la quasi-totalité des sièges des banques et assurances du Maroc ; elle est également le siège de nombreuses entreprises nationales et internationales ainsi que de multinationales pour la région Afrique du Nord et Afrique de l'Ouest.
Casablanca est également la capitale nationale de l'économie informelle au Maroc. Cette économie a été évaluée (en 2018, par la CGEM) à 170 milliards de dirhams (14,96 milliards d’euros), 20 % du PIB hors agriculture, 10 % des importations formelles, 40 milliards de dirhams de manque à gagner pour l’État, 2,4 millions d’emplois.
Casablanca est réputée pour être extrêmement inégalitaire. De façon constante depuis les années 1980, les 10 % les plus riches détiennent la moitié des revenus nationaux, tandis que les 50 % les plus pauvres en possèdent moins de 15 %. Le quotidien Le Monde relève qu'à Casablanca « les villas côtoient des habitats de bric et de broc, et, sur les routes, des Mercedes doublent des charrettes tirées par des ânes ».

### Casablanca dans le top 10 des villes africaines les plus riches

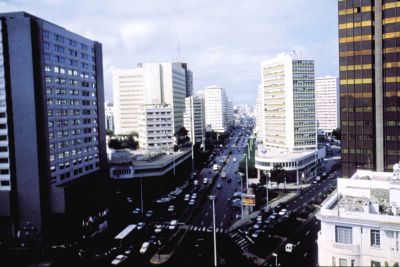
Avenue des FAR (Forces armées royales).

En septembre 2018, Casablanca annonce une richesse de 42 milliards de dollars (soit près de 400 milliards de dirhams). Le rapport Africa Wealth 2018 sur la richesse en Afrique publié par New World Wealth (groupe de recherche sud-africain) et AfrAsia Bank (banque mauricienne) place Casablanca à la neuvième place de son classement des villes africaines les plus riches.
Le prix du mètre carré en 2018 est de 1 500 dollars (prix moyen pour un appartement ou une villa de 200 à 400 mètres carrés).

### Bourse des valeurs
La Bourse des valeurs de Casablanca (BVC) est le marché officiel des actions au Maroc. Créée le 7 novembre 1929, sous le nom de l'Office de cotation des valeurs mobilières, la Bourse de Casablanca a connu trois réformes successives : la première en 1967, la seconde en 1986 et la troisième en 1993. Elle est l'une des plus dynamiques d'Afrique et se classe première du Maghreb, deuxième d'Afrique après celles de Johannesbourg et du monde arabe après celle de Riyad avec une capitalisation de 90 milliards de dollars.
La Bourse de Casablanca a 81 sociétés cotées et 19 sociétés de bourses.

### Port de Casablanca

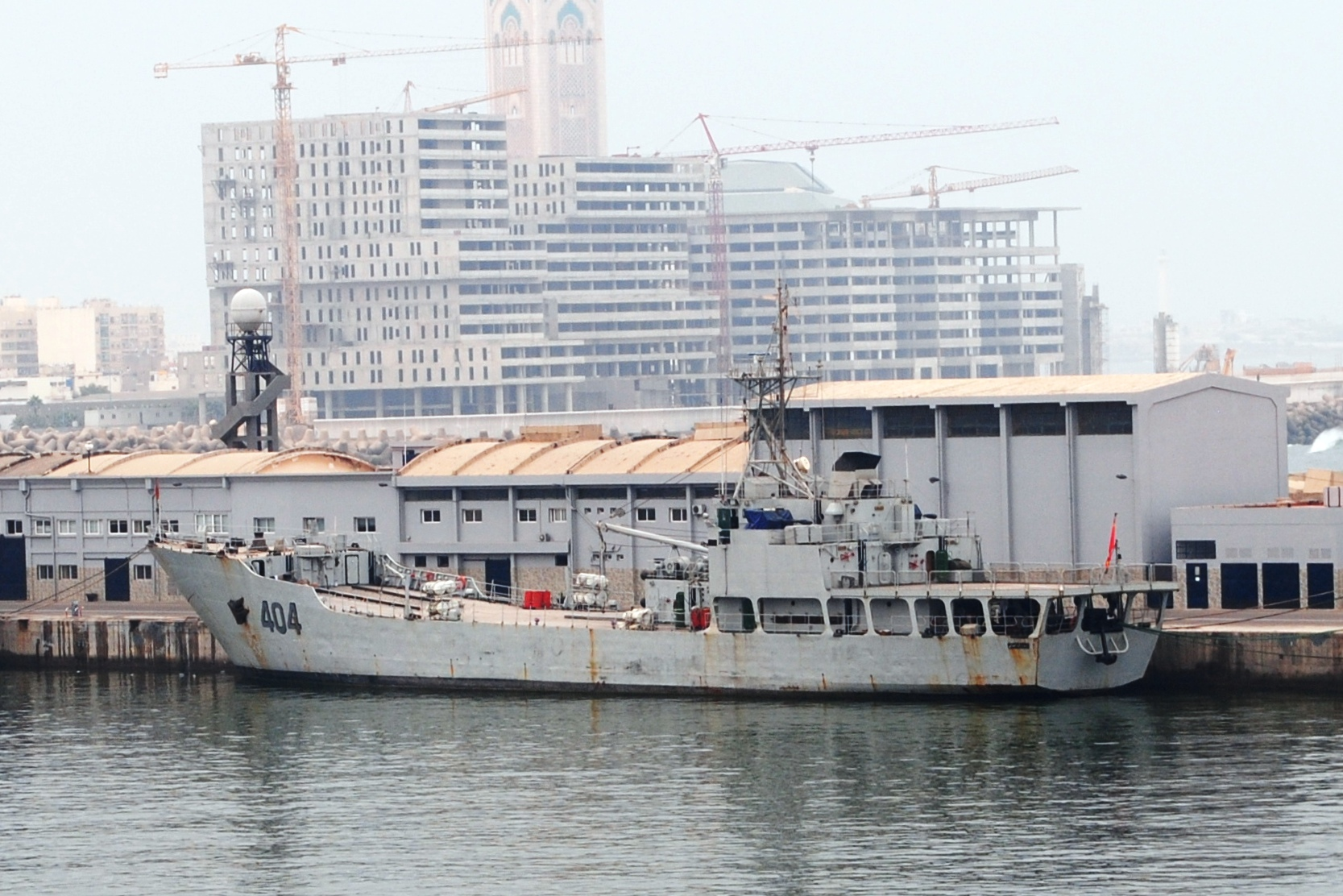
Port de Casablanca.

Les jetées du port de Casablanca symbolisent le dynamisme du deuxième port du continent africain, d'où partent les cargaisons de céréales et surtout de phosphates dont le Maroc est le deuxième producteur.
Le port de Casablanca est l'un des plus grands ports artificiels au monde et le plus grand port de l'Afrique du Nord. Il constitue aussi la plus grande base navale de la Marine royale.
Avec 54 % du trafic portuaire national, il est le premier port du Maroc. Il a traité en 2009 plus de 20 millions de tonnes de marchandises et 879 000 conteneurs.
D'importants projets portuaires sont en cours d'exécution dont un 3e terminal à conteneurs au port de Casablanca qui va porter la capacité à 1,6 million d'EVP.

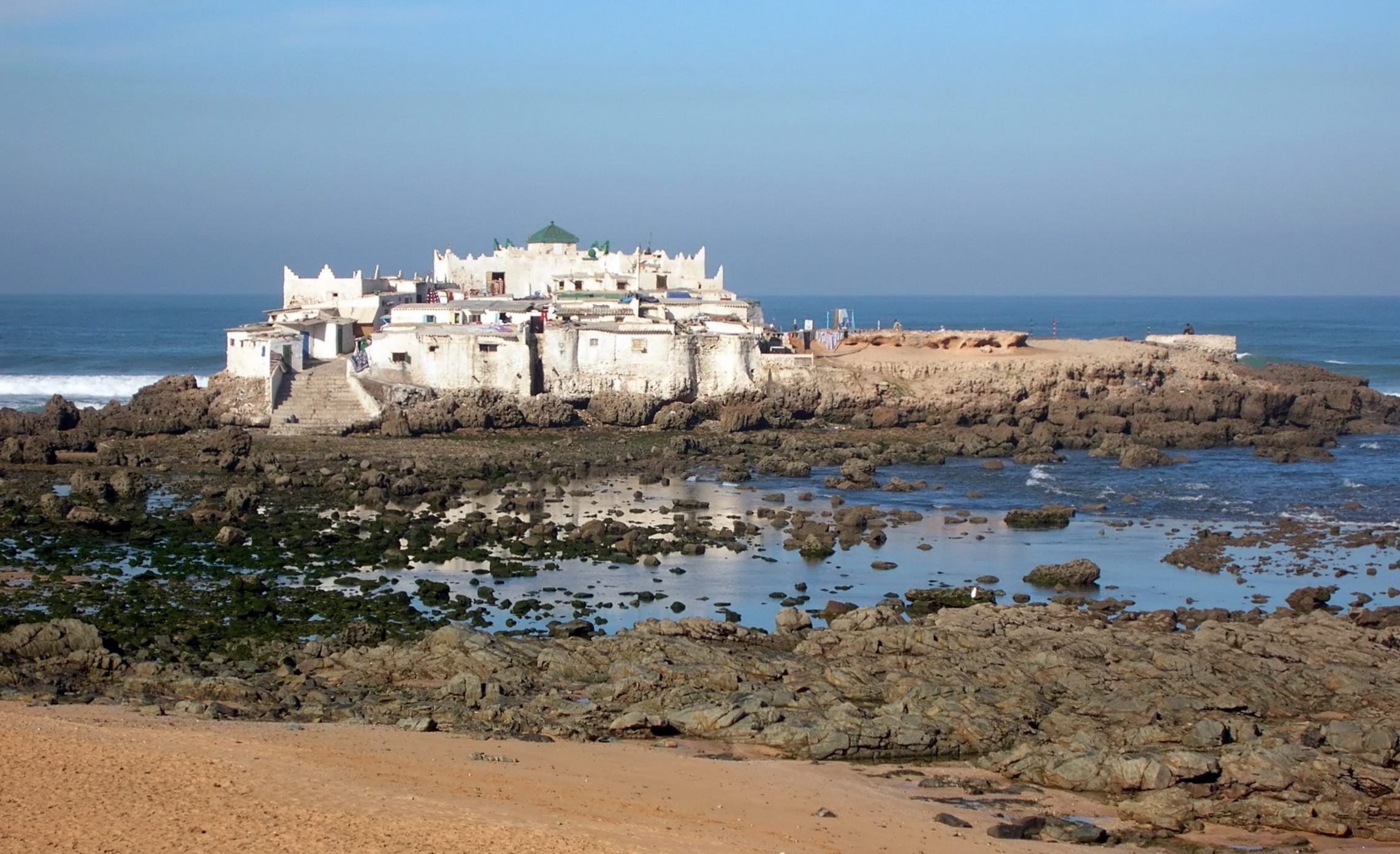
L'îlot Sidi Abderrahman.

## Transports
En tant que centre économique du Maroc, Casablanca constitue un nœud de transport majeur pour l'ensemble du pays, voire de la partie nord du continent africain.

### Aéroports
Casablanca est desservie par l'aéroport le plus important du Maghreb, l'aéroport Mohammed-V, situé à environ 15 km au sud de la ville. Il est desservi par plus de 50 compagnies aériennes régulières qui le relient à plus de 80 destinations. En 2012, il a traité environ 7,2 millions de passagers et plus de 50 000 tonnes de fret. Il constitue le hub des compagnies aériennes marocaines Royal Air Maroc et Air Arabia. Il a été élu meilleur aéroport africain en 2018 selon le classement du programme ASQ du Conseil international des aéroports mais aussi de pire aéroport au monde en 2017 par l'agence de voyage espagnole eDreams.
Casablanca dispose d'un deuxième aérodrome, l'aérodrome de Casablanca Tit Mellil, réservé à des vols privés et régionaux exclusivement. L'ancien aéroport de Casablanca-Anfa est définitivement fermé à toute circulation et déclassé depuis 2007. Son vaste terrain de 350 hectares fait l'objet d'un projet d'aménagement urbain majeur.

### Chemins de fer

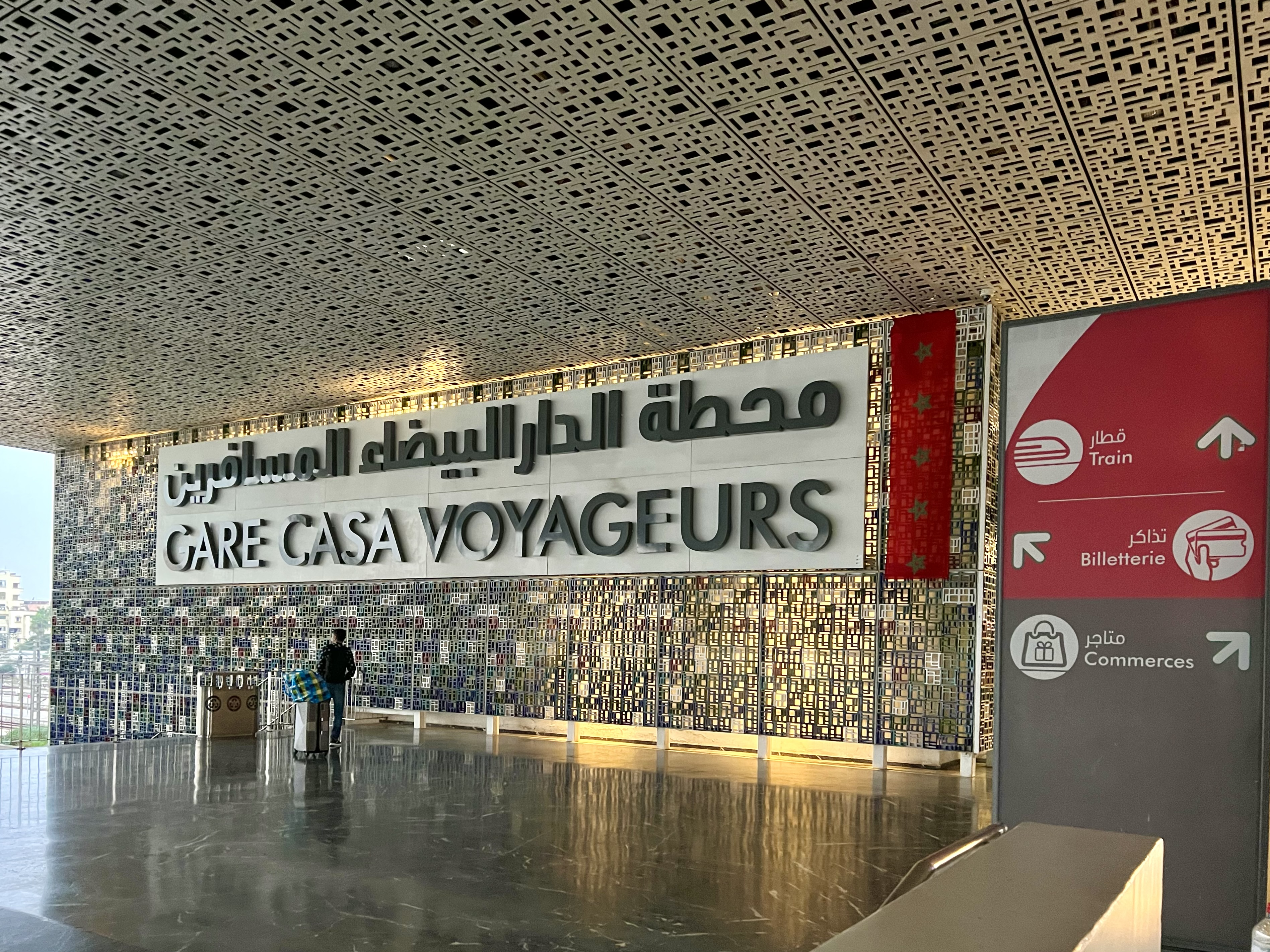
Entrée Est de la gare de Casa-Voyageurs.

Casablanca constitue un véritable Hub du réseau marocain de chemins de fer de l'ONCF, permettant de rejoindre les principales villes du pays sans correspondance. La ville dispose de deux gares principales, Casa-Voyageurs et Casa-Port. Ces deux gares enregistrent un trafic voyageurs d'environ 8 millions de passagers par an[réf. nécessaire]. La ville dispose d'ailleurs de plusieurs autres petites gares, en général desservies seulement par des trains de banlieue ou des trains régionaux et desservant des quartiers particuliers.

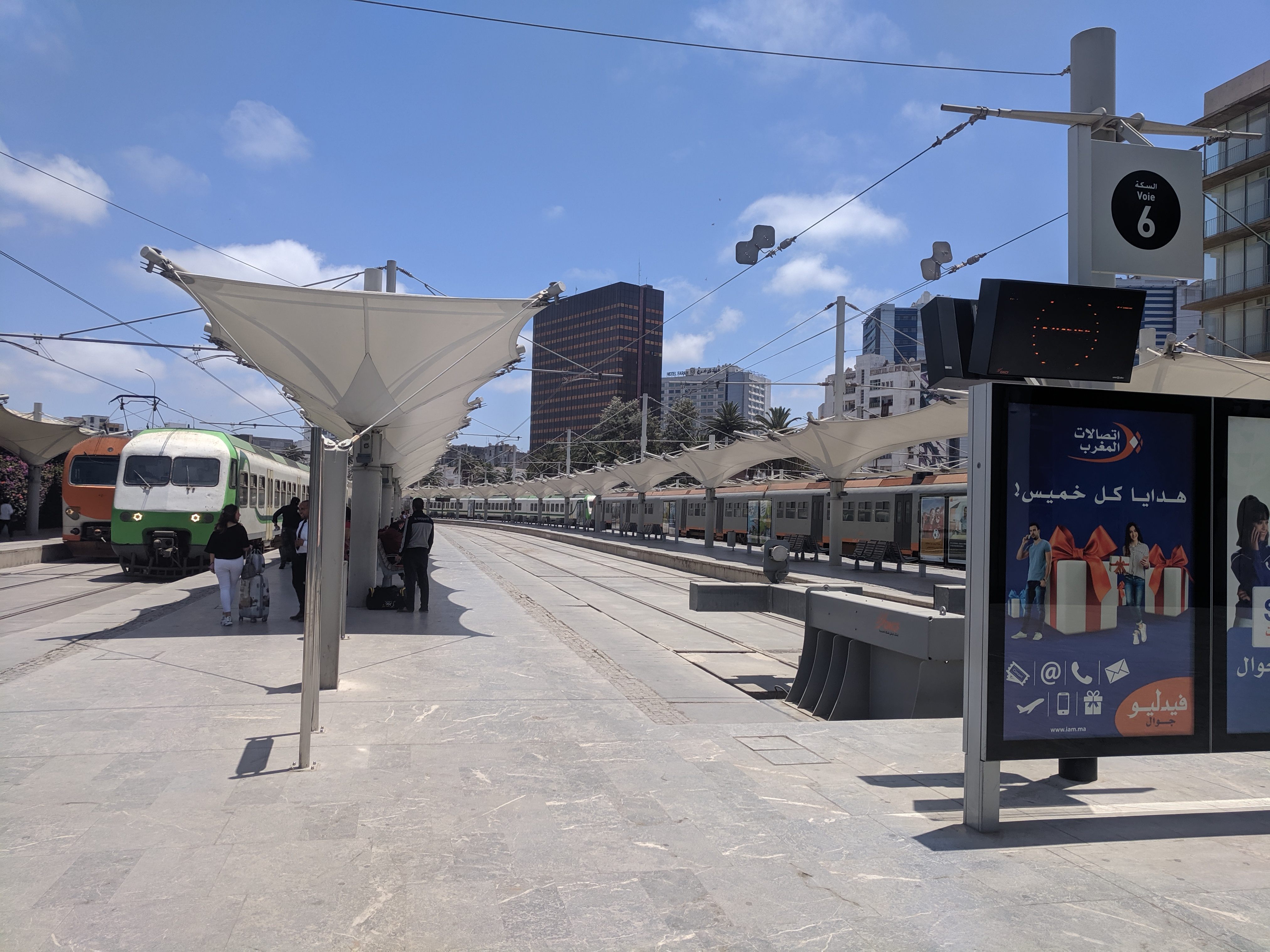
Gare de Casa-Port.

Casablanca est notamment desservie par les trains navettes rapides (TNR), un réseau de type RER qui constitue le service ferroviaire régional de référence de l'ONCF et qui, après un fort succès sur la relation Casa-Port - Rabat (puis son prolongement à Kénitra) a été progressivement étendu à d'autres liaisons.
Après l'ouverture de la ligne LGV Tanger - Kénitra en 2018, la gare de Casa-Voyageurs devient le terminus des trains à grande vitesse en provenance de Tanger (temps de parcours estimé à 2 h 10). Dans une phase ultérieure du projet marocain de grande vitesse et un prolongement de la TGV au sud de Kénitra, une nouvelle gare Casa Sud pourrait voir le jour dans le quartier d'Anfa[réf. nécessaire].
Le 15 novembre 2018 Emmanuel Macron et Mohammed VI inaugurent la ligne de TGV qui reliera Tanger à Casablanca à partir de la fin du mois de novembre 2018.

### Transport routier
Casablanca est dotée d'une voie rapide urbaine d'une longueur de 22 km qui dessert la ville sur un axe est-ouest, ainsi que d'une autoroute de contournement d'une longueur de 33,5 km qui donne passage à deux axes majeurs du pays : l'autoroute A3 reliant Casablanca à Agadir en passant par Marrakech et l'autoroute A1 reliant Rabat à Safi en passant par Casablanca. La ville constitue ainsi le nœud autoroutier le plus important du pays.
Entre 2001 et 2014, le nombre de véhicules à Casablanca quadruple : la ville passe de 400 000 à 1,4 million de voitures.

### Transports en commun

#### Tramway

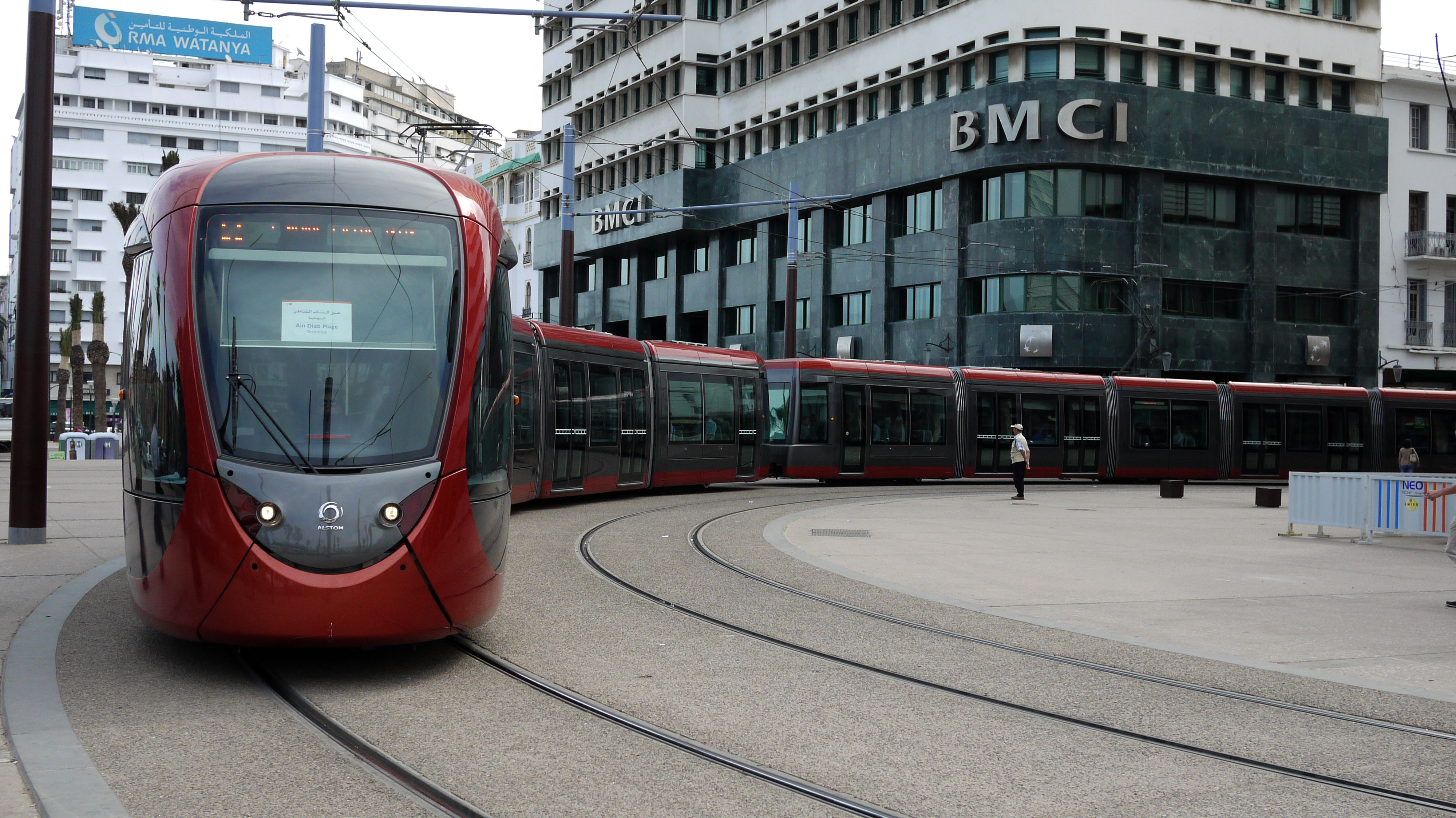
Rame du tramway de Casablanca.

Mise en service le 12 décembre 2012, après deux ans de travaux, la première ligne du tramway de Casablanca relie Sidi Moumen à l'est à Aïn Diab et le quartier des Facultés à l'ouest, en passant par le centre-ville. Il s'agit d'une ligne en fourche d'une longueur de 31 km et 48 stations. À horizon 2015, 250 000 voyageurs quotidiens sont attendus.
La première ligne de tramway est accompagnée d'une ambition urbanistique avec notamment un traitement de la voirie et des aménagements urbains de l'ensemble des zones traversées, la réhabilitation de bâtiments et la piétonnisation de plusieurs voies dans le centre-ville.
Une deuxième ligne est inaugurée en 2019, reprenant notamment une des deux anciennes branches de la première ligne, et deux autres lignes (T3 et T4) sont ouvertes en 2024.

#### Busway
Un réseau de bus à haut niveau de service, Casabusway, est mis en service le 1er mars 2024. Il comporte deux lignes,  BW1  et  BW2 , d'une longueur totale de 24,5 km et dessert 42 stations, situées pour la plupart dans les périphéries sud et sud-ouest de la métropole casablancaise.

#### Bus

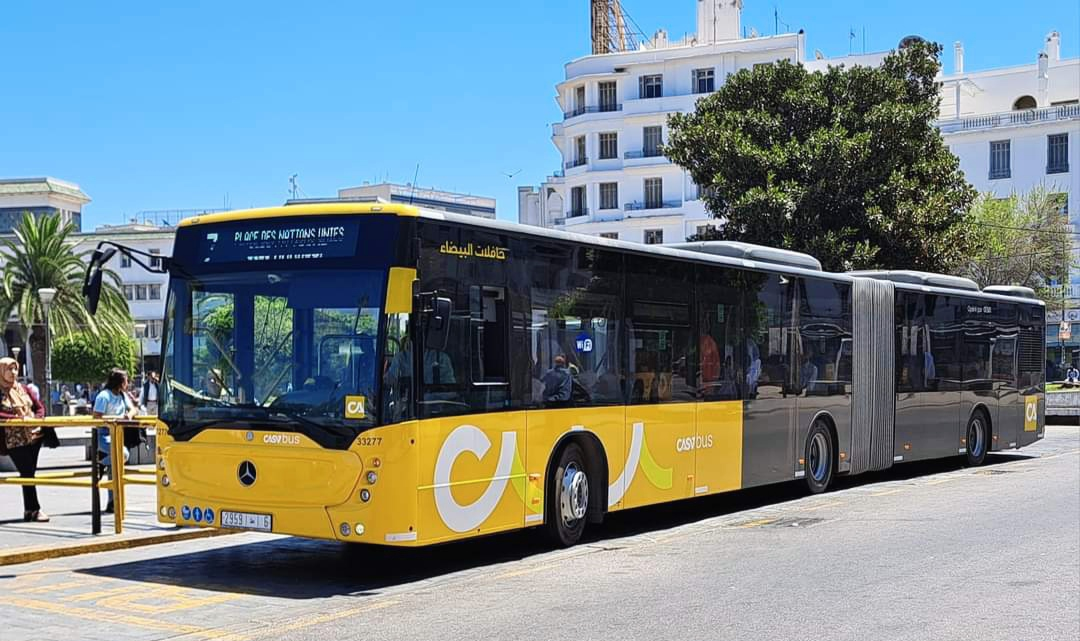
CasaBus

La ville de Casablanca est desservie par le réseau d'autobus Casabus, exploité par l'entreprise Alsa, depuis le 1er novembre 2019.
Par une soixantaine de lignes, les autobus effectuent le service urbain intramuros de Casablanca, et relient également cette dernière aux communes urbaines et rurales de sa banlieue (Dar Bouazza, Errahma, Bouskoura, Nouaceur, Tit Mellil entre autres) et à la ville de Mohammedia à l'est.
Les tarifs sont de 5 dirhams pour les lignes urbaines et varient entre 6 et 8 dirhams pour les lignes de banlieue inter et périurbaines.

#### Métro
Un projet de métro dans la capitale économique du Maroc émergea dès les années 1970, avant d’être abandonné.
Ce projet a été de nouveau envisagé en 2013, la ville faisant face à d'importants problèmes de circulation.
Néanmoins, il fut gelé en 2014 pour être remplacé par un réseau qui devrait comporter, à horizon 2024, 4 lignes de tramway et 2 de Bus à haut niveau de service (BHNS).

### Taxis
Compte tenu de l'absence de moyen de transport de masse, les taxis jouent un rôle majeur pour la mobilité dans l'agglomération casablancaise. Le parc de taxis comprend près de 15 000 véhicules au total, qui transportent près de 1,2 million de personnes par jour.
On distingue deux types de taxis :
- les « taxis rouges », appelés aussi « petits taxis » : ils sont utilisés comme moyen de transport pour les déplacements à l'intérieur du périmètre urbain. Ils acceptent jusqu'à trois passagers à la fois. Ce sont les seuls munis d'un compteur et le prix minimal d’un déplacement est de 7,50 Dhs la journée et 10 Dhs le soir (après 20 h). Les taxis rouges circulent en permanence dans la ville et forment une grande partie de l'ensemble du trafic casablancais ;
- les « taxis blancs », appelés aussi « grands taxis » : il s'agit généralement Dacia Lodgy qui remplacent peu à peu les vieilles Mercedes, qui circulent sur des lignes fixes reliant très souvent le centre-ville aux zones périphériques. Ils ont une capacité d'accueil de 6 passagers, en plus du chauffeur, cette capacité étant permise par l'installation d'un siège entre le conducteur et le passager (vieilles Mercedes). Certains « grands taxis » (de couleur blanche ou vert-pistache) font des trajets interurbains.

## Vie quotidienne

### Lieux d'intérêts

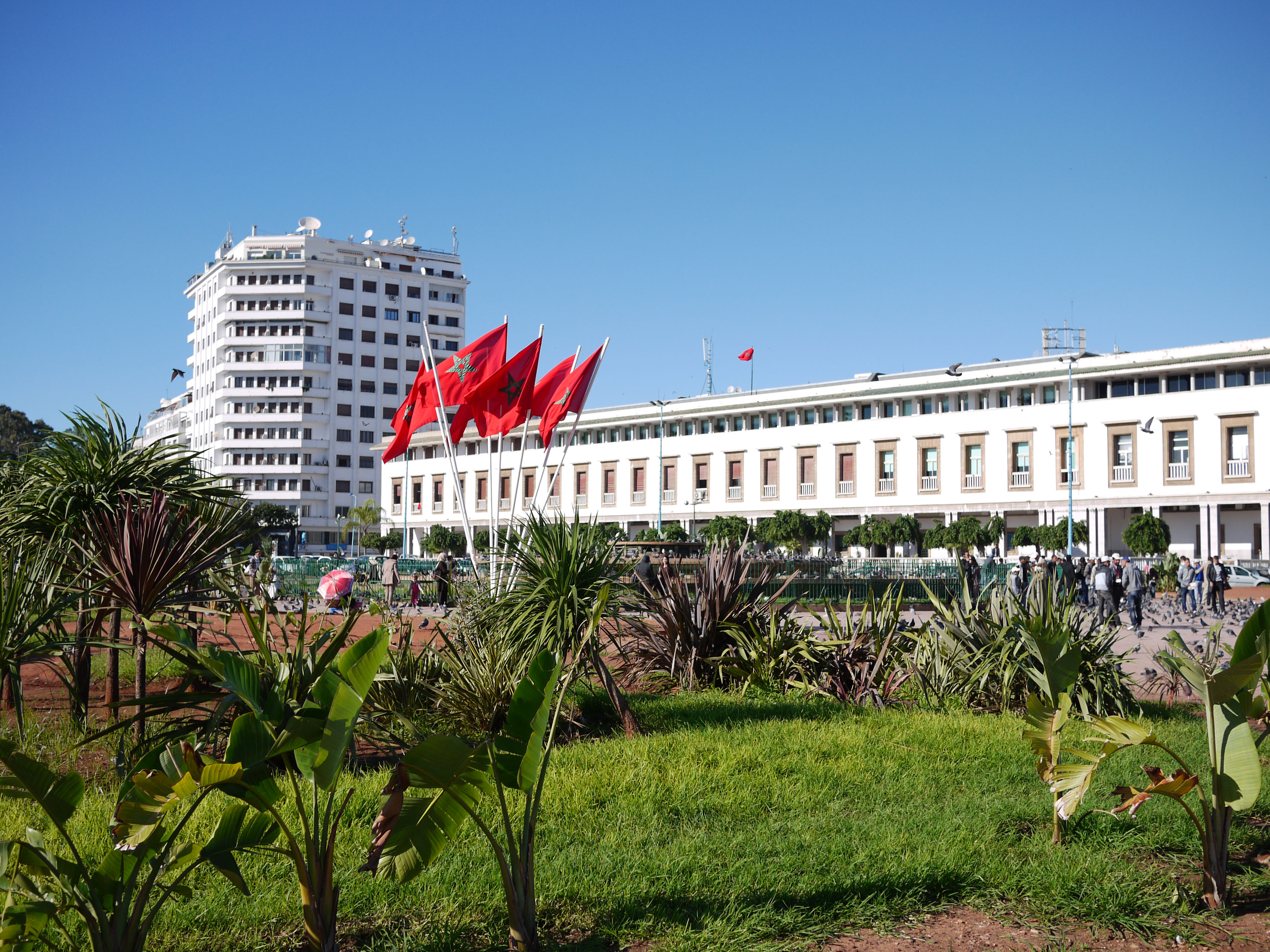
Place Mohammed-V

- Mosquée Hassan-II, construite entre 1986 et 1993. Il s'agit de la cinquième plus grande mosquée au monde ;
- Quartier des Habous (الحبوس) ou nouvelle médina et ses boutiques d'artisanat ;
- Ancienne Médina (Bab Marrakech) ;
- Kasbah de Dar-Bouazza ;
- Corniche et ses plages « Aïn Diab » ;
- Morocco Mall, plus grand centre commercial d'Afrique. Il possède la troisième fontaine musicale du monde ;
- AnfaPlace Mall, centre commercial situé sur le boulevard de la corniche de Aïn Diab ;
- Twin Center, deux tours jumelles de 28 étages et hautes de 115 mètres comprenant un centre commercial de 130 boutiques sur 3 niveaux, en plein cœur du Maârif ;
- Îlot de Sidi Abderrahman ;AnfaPlace Mall

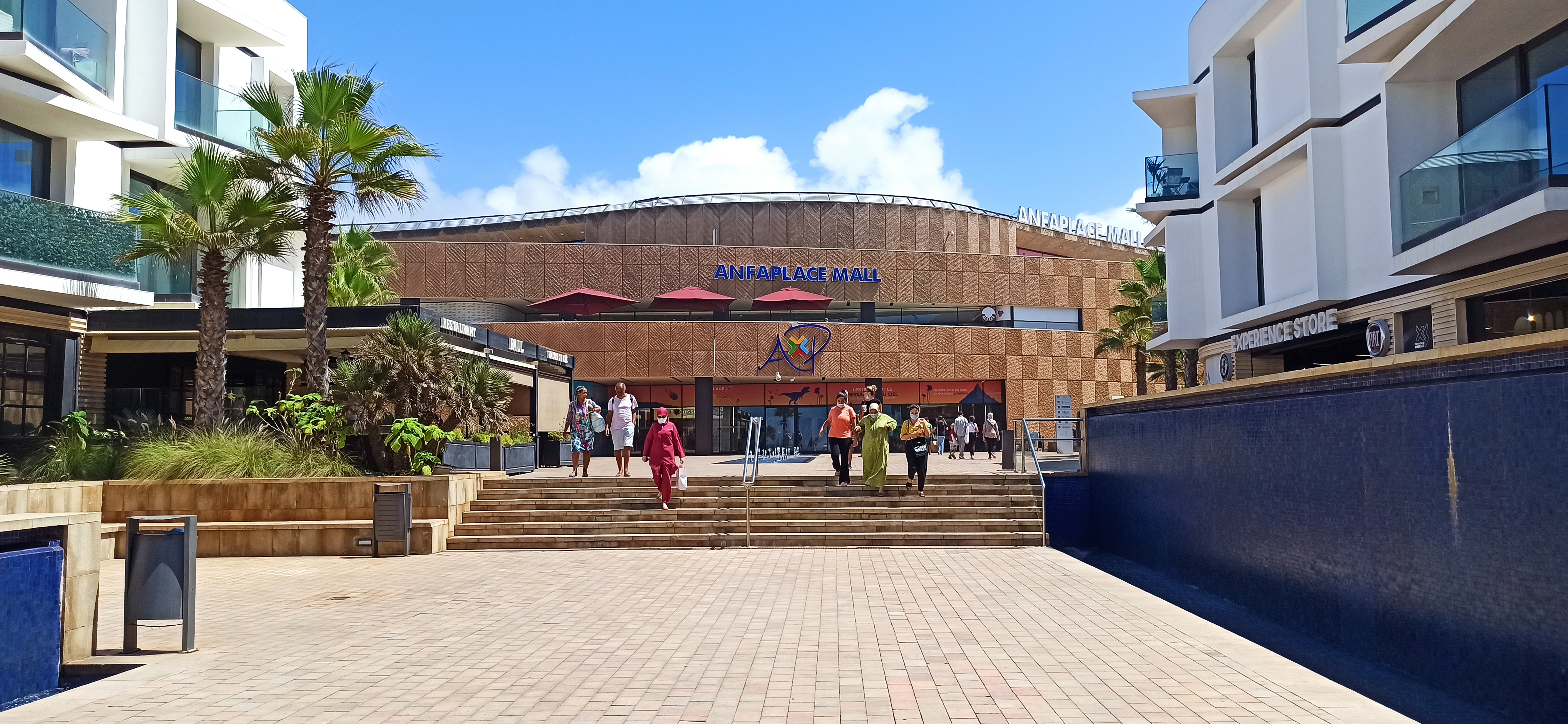
AnfaPlace Mall

- Les nombreuses façades « Art déco », notamment le long du boulevard Mohammed-V et du boulevard du 11-Janvier ;
- Musée de la Villa des Arts ;
- Place Mohammed-V : autour de cette place se dresse la Wilaya de Casablanca dont le campanile d'inspiration toscane attire les regards ainsi que le Palais de Justice d'inspiration arabo-andalouse et une grande fontaine ;
- Parc de la Ligue arabe et parc Yasmina ;
- Marché central ;
- Église du Sacré-Cœur de Casablanca, emblématique édifice de style art déco ;
- Église Notre-Dame-de-Lourdes de Casablanca, modernisme et pré brutalisme.Le Tribunal de première instance donnant sur la Place Mohammed-V

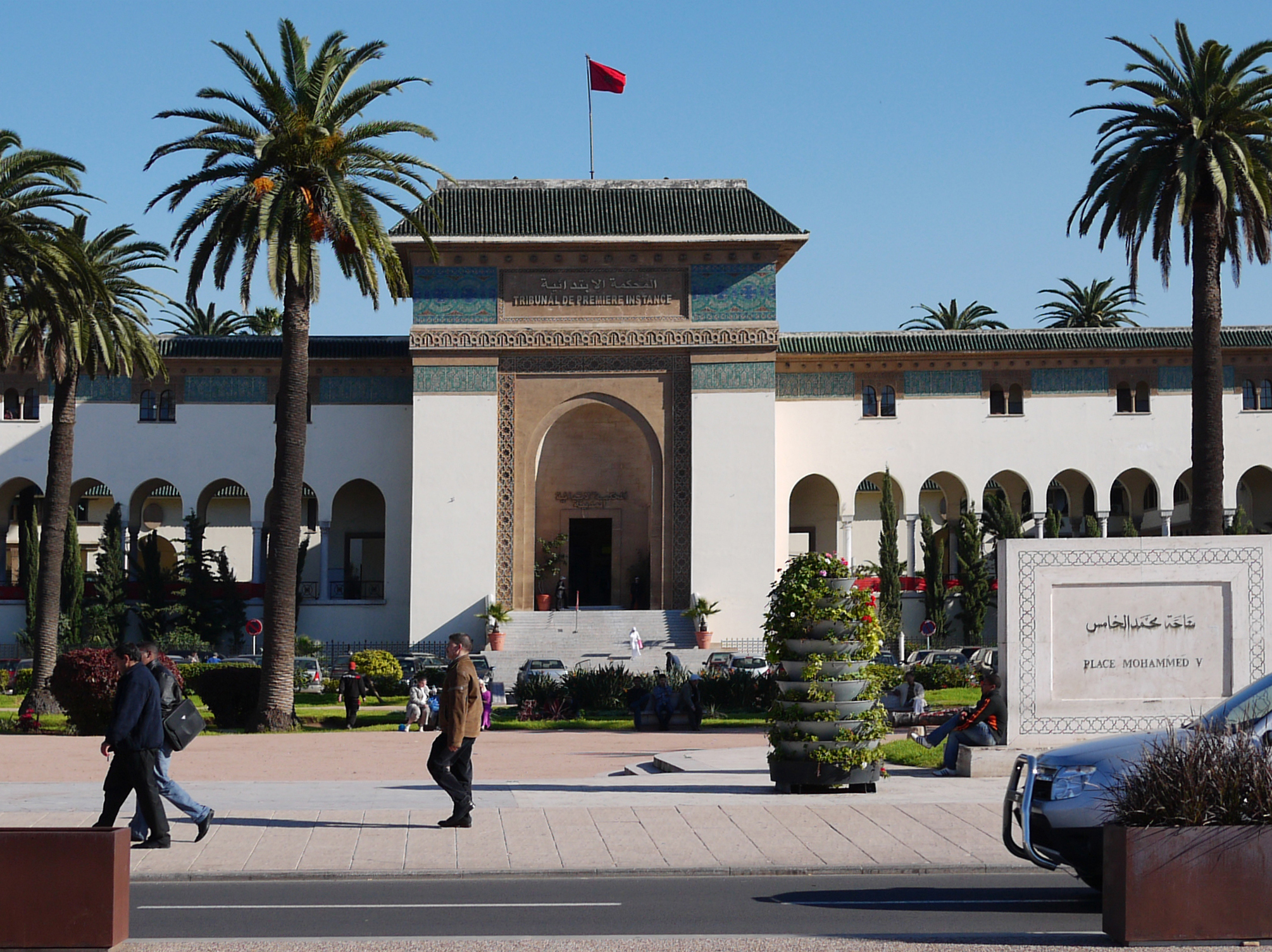
Le Tribunal de première instance donnant sur la Place Mohammed-V

- Derb Ghallef, un grand marché aux puces, une sorte de caverne d'Ali Baba en plein air ;
- Maârif, le quartier du shopping par excellence à Casablanca et au Maroc ;
- Megarama, le plus grand complexe cinématographique au Maroc et en Afrique ;
- Festival du Boulevard des jeunes musiciens, festival de concerts annuel à Casablanca ;
- Festival de Casablanca, festival annuel organisé par la municipalité ;
- Passage Prince-Moulay-Abdellah en centre-ville ;
- Place des Nations-Unies où on peut apprécier l'édifice de la Wilaya et son horloge, celui du tribunal de 1re instance au fond et en face la fontaine musicale bordée de l'édifice de la Douane et de la trésorerie générale ;
- Mahkama des Habous actuellement partagée entre le siège de la région et le tribunal juste en face du quartier Habous ;
- Grande poste à quelques mètres de la fontaine musicale ;
- Siège de Bank Al Maghrib ;
- Siège de l'Institut Pasteur Maroc.

### Espaces verts

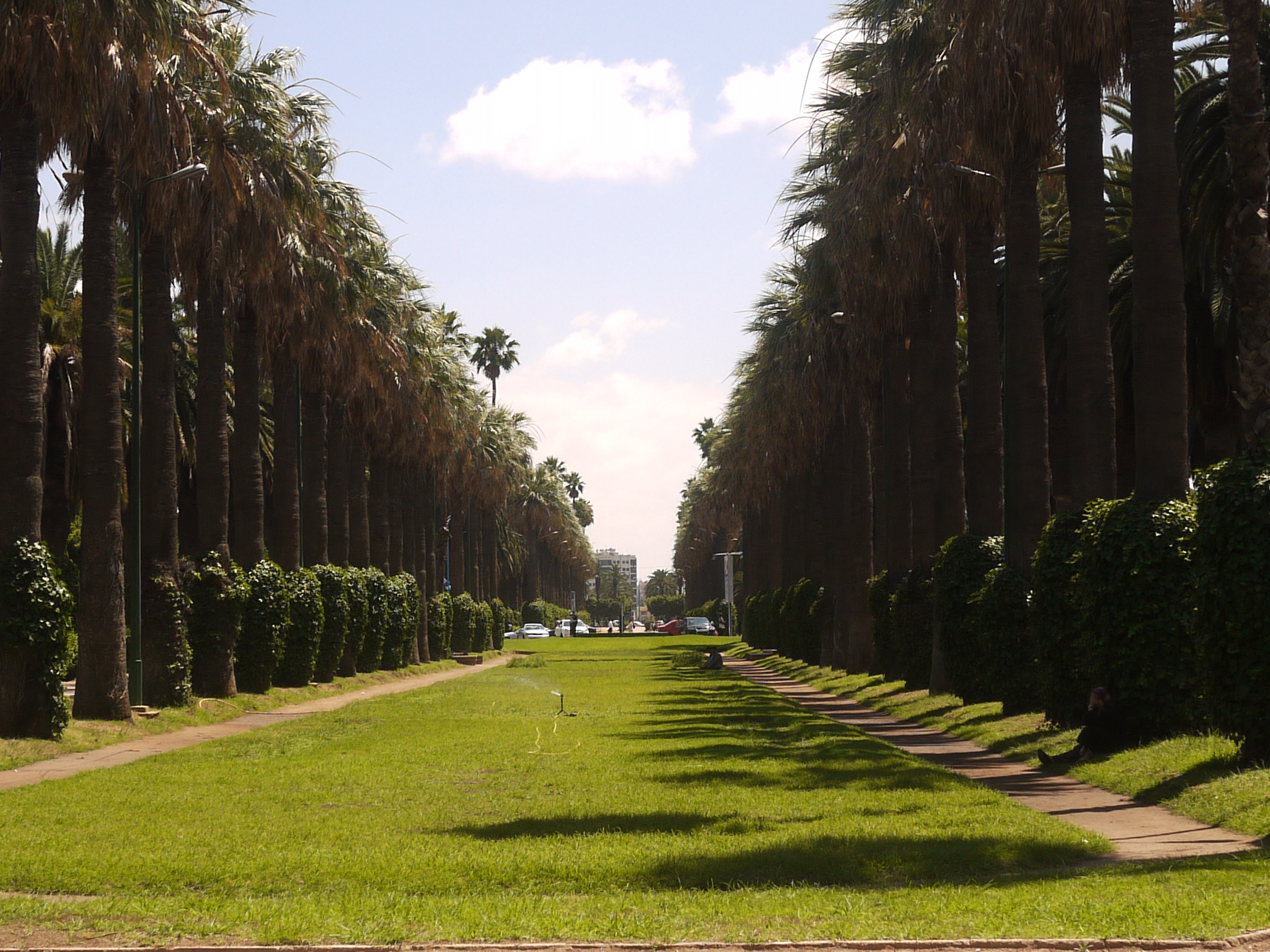
Parc de la Ligue arabe

La ville de Casablanca manque énormément d'espaces verts, elle recense un peu plus de  400 hectares d’espaces verts. Les Casablancais disposent de seulement de 1,5 m2 d'espace vert par personne alors que l'Organisation mondiale de la santé recommande 12 m2 par personne.
Casablanca compte environ cinq parcs et 48 jardins d'une superficie de 74 hectares. Parmi les plus grands parcs de la ville se trouvent le parc de la Ligue arabe, le parc Murdoch, Anfa Park et les Jardins d'horticulture.

### Sports
Casablanca fut l'hôte des Jeux méditerranéens de 1983, la Coupe d'Afrique des nations de football 1988 et le Championnat d'Afrique des nations de football 2018 ainsi que des Jeux de la Francophonie de 1989.

#### Football

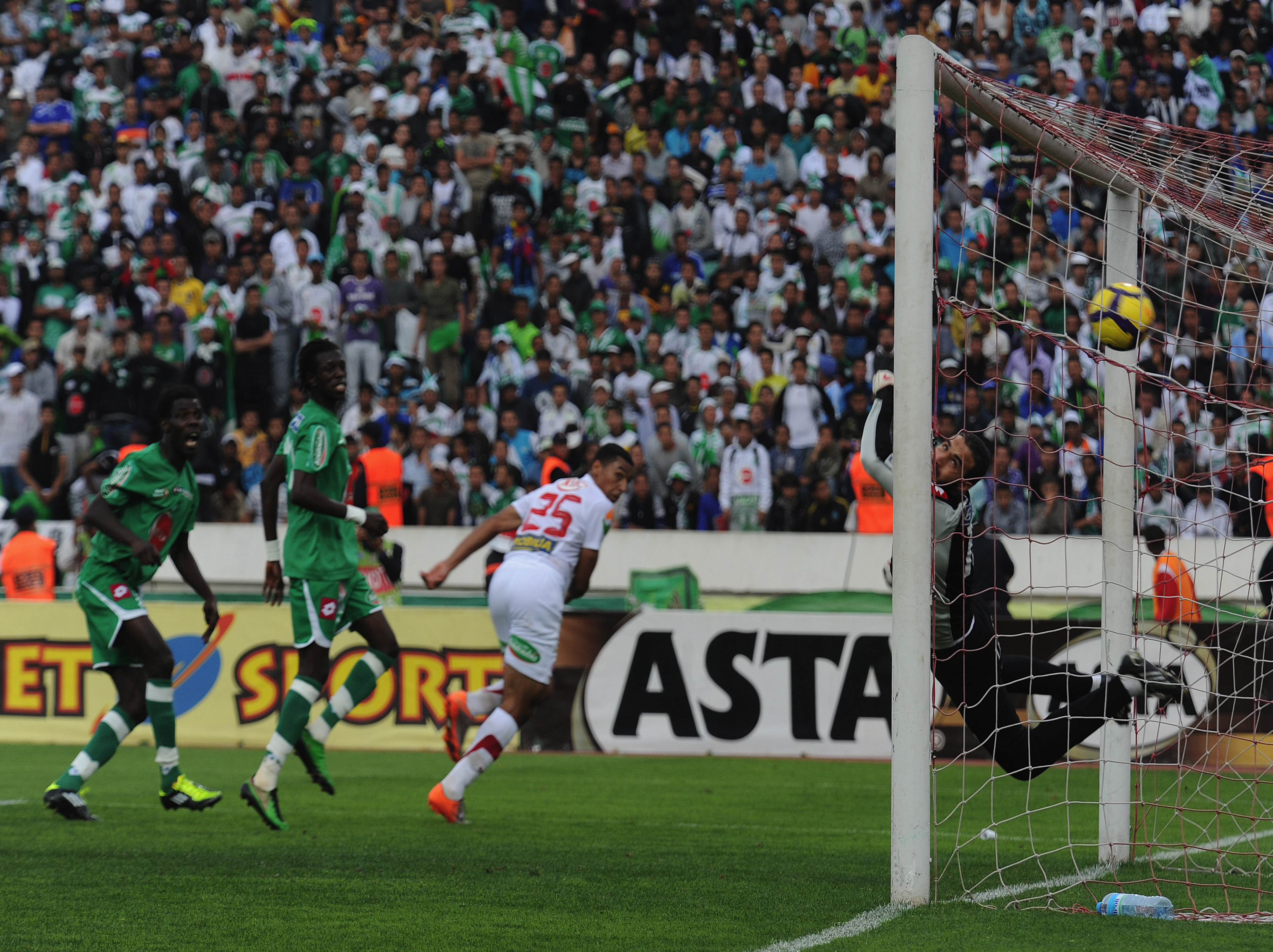
Joueurs des deux clubs lors du Derby de Casablanca.

Casablanca est le fief des deux plus grands clubs de football du Maroc :
- le Wydad Athletic Club, fondé le 8 mai 1937 ;
- le Raja Club Athletic, fondé le 20 mars 1949 à Derb Sultan.

L’emblème du Wydad AC est l'étoile et le croissant de lune, symbole de l'Islam. Le quartier de l’ancienne médina est le noyau des supporters du club rouge.
L’emblème du Raja CA est l’aigle. Le quartier populaire de Derb Sultan est le lieu de fondation et fief historique du club vert.
Ces grands clubs ont produit certains des meilleurs joueurs de l’équipe nationale (Salaheddine Bassir, Abdelmajid Dolmy, Baddou Zaki, Aziz Bouderbala, Mustapha Haddaoui, Noureddine Naybet, Petchou, etc.).
D'autres clubs sont basés à Casablanca tels que:
- le TAS de Casablanca, troisième club le plus populaire de la ville, fondé en 1947 et évoluant au Stade Larbi Zaouli ;
- Rachad Bernoussi ;
- Majd Al Madina ;
- Racing de Casablanca ;
- Olympique de Casablanca ;
- Étoile de Casablanca.

##### Derby de Casablanca

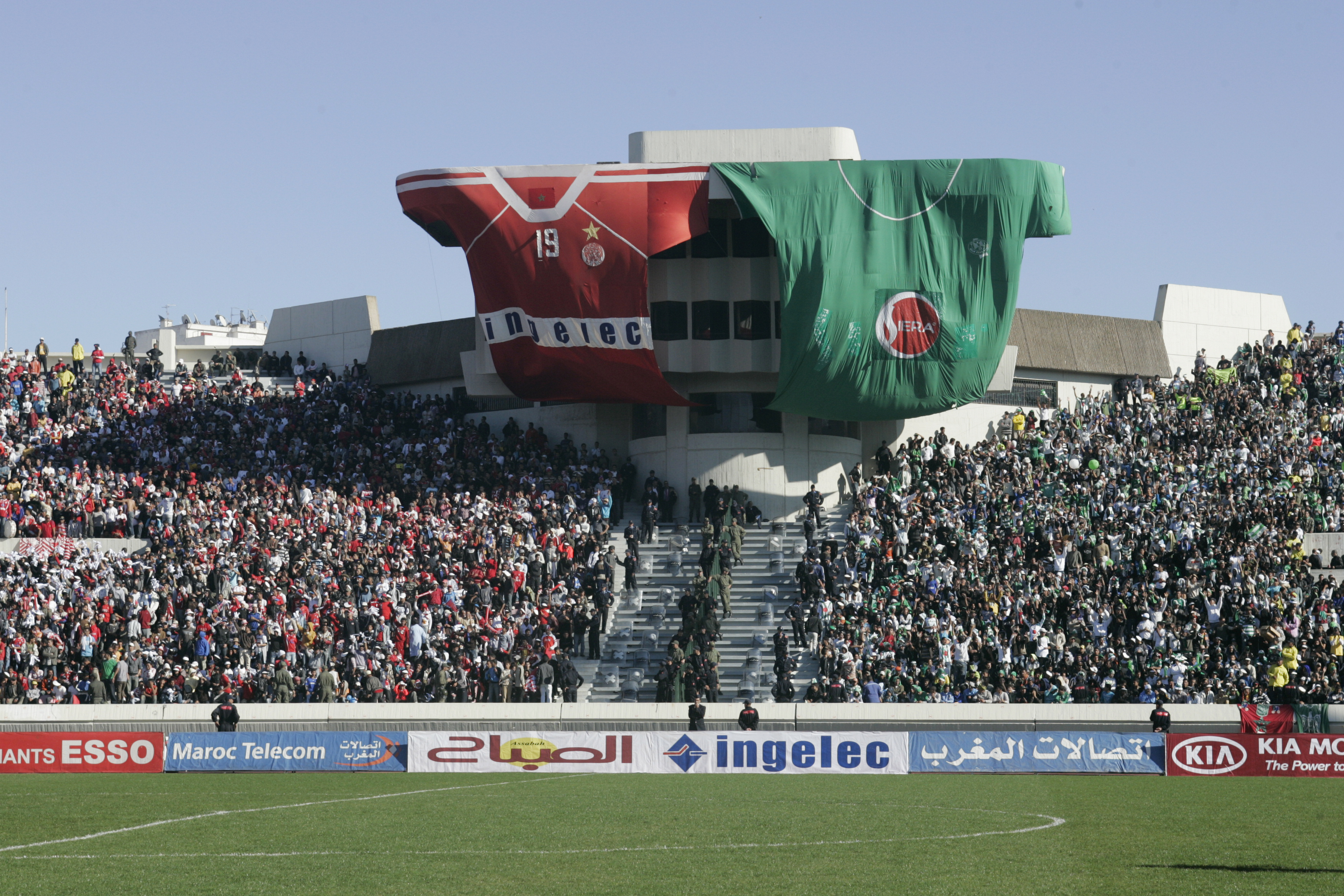
Les deux maillots du derby de Casablanca.

Le derby de Casablanca oppose les deux plus grands clubs marocains, le Raja CA et le Wydad AC. Il se déroule au Stade Mohammed-V à guichets fermés et devant 45 000 supporters. Il s'agit d'un derby très prisé au Maroc, et en Afrique par ailleurs, si bien que lors de ces rencontres très médiatisées, ce sont des Marocains venus de tout le pays qui viennent supporter leur équipe favorite, et ce, malgré la distance.
Une rivalité existe entre les supporters du WAC et du RCA. Les matchs du derby casablancais donnent généralement lieu à des journées exceptionnelles dans la ville étant donné que le stade se trouve en plein centre-ville. Cette rivalité engendre parfois des actes de violences et de hooliganisme entre les supporters des deux clubs,.

#### Tennis

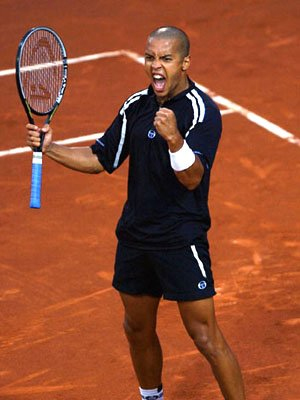
Hicham Arazi.

Le tournoi de tennis du Maroc est un tournoi de tennis professionnel masculin de l'ATP Tour, nommé ainsi en honneur de l'ancien roi du Maroc Hassan II. Sa première édition remonte à 1986. Il se dispute sur terre battue au complexe Al Amal de Casablanca, et est doté de 370 000 €.
Figurent notamment à son palmarès l'Autrichien Thomas Muster (futur no 1 mondial) en 1990 et les Marocains Hicham Arazi en 1997 et Younès El Aynaoui en 2002 et le Français Gilles Simon en 2008 ainsi que l'ex-numéro 1 mondial Juan Carlos Ferrero en 2009 suivi du no 2 suisse Stanislas Wawrinka en 2010.
Les seuls joueurs à avoir remporté le tournoi deux fois consecutives sont Roldan en 1992 et 1993 et Andujar en 2011 et 2012.
Situé à Casablanca, le complexe al-Amal (en) accueille annuellement la compétition du tournoi de tennis du Maroc. Le complexe est utilisé également pour les matchs de Coupe Davis.
Le revêtement de ses courts est en terre battue.

##### Installations au complexe
- un court central de 5 500 places assises ;
- 14 courts annexes, dont 2 en quick ;
- accueille une école et une académie de tennis ;
- piscine, restaurants, salle de gymnastique.

#### Basket-ball
La ville compte plusieurs clubs de basket-ball de haut niveau : la section basket du Wydad AC (second club le plus titré avec 10 titres nationaux), le Raja CA, le TS Casablanca, le Cercle Casablanca, ainsi que l'Alliance Sports Casablanca (premier club champion du Maroc).

#### Handball
Le club du Rabita de Casablanca est le plus titré du pays. Le Wydad et le Raja possèdent aussi une section handball qui évolue dans le championnat national.

#### Rugby
Casablanca possède plusieurs clubs de rugby à XV évoluant dans le championnat du Maroc de rugby à XV : le RAMO de Casablanca, le COC Casablanca et le Racing universitaire de Casablanca.

### Éducation
La région de Casablanca-Settat constitue l'un des plus importants pôles universitaires et éducatifs du Maghreb. Chaque année, ce sont plus de 27 000 jeunes diplômés des universités, des Grandes Écoles et des Centres de formation professionnelle qui alimentent le marché du travail.
Elle compte:
- deux universités:
  - 2 facultés des sciences juridiques, économiques et sociales,
  - 3 facultés de lettres et des sciences humaines,
  - 2 facultés des sciences,
  - 1 faculté des sciences techniques,
  - 1 faculté de médecine,
  - 1 faculté de médecine dentaire,
  - 1 école supérieure de technologie,
  - 1 école d'architecture,
  - 2 écoles de commerce (ISCAE, ENCG) ;
- six grandes écoles d’ingénieurs ;
- un centre aéronautique civil de la météorologie ;
- une dizaine d'écoles supérieures de commerce et de gestion, parmi les plus réputées du Maghreb et d'Afrique de l'Ouest ;
- 80 centres et instituts publics de formation professionnelle ;
- le plus grand lycée français administré par la SCAC, le lycée Lyautey;
- plus de 400 centres et instituts privés de formation professionnelle.

Par ailleurs, Casablanca enregistre de bonnes performances, par rapport à la moyenne nationale, en matière d’éducation, d'enseignement et de couverture médicale.

#### Lycées
- Écoles Al Madina ;
- Écoles Yassamine ;
- Lycée Al-Kindi ;
- Lycée Moustapha Maani ;
- Lycée Tazi ;
- Lycée Groupe scolaire Bourgogne ;
- Lycée Imam Malik ;
- Lycée Le Cèdre ;
- Lycée Ibn Al-Yassamine ;
- Lycée Ibn al-Awam ;
- Lycée Groupe scolaire d'Anfa M'hammed Bennis ;
- Lycée Ziryab ;
- Lycée Abou Chouaib Doukali ;
- Lycée Moulay-Abdallah ;
- Lycée Abdelkrim Lahlou ;
- Lycée El Waha ;
- Lycée Al Khansaa ;
- Lycée Al Khawarizmi ;
- Lycée Chawki ;
- Lycée Ibn Al Khattab ;
- Lycée Ibn Zaydoune ;
- Lycée Jaber Ibnou Hayan ;
- Lycée Lyautey ;
- Lycée américain de Casablanca (en) ;
- Lycée La Résidence ;
- Lycée Maïmonide ;
- École Malaika ;
- École el-Manal ;
- Lycée Mohammed-V ;
- Lycée Mohammed-VI ;
- Lycée Anis ;
- Lycée Louis-Massignon ;
- Lycée Wallada ;
- Lycée Imam Al Boukhari ;
- Lycée Elbilia ;
- Lycée Romandie ;
- Lycée Malaïka ;
- Lycée Moulay Driss Ier ;
- Lycée Hassan-II ;
- Lycée Groupe scolaire Lina ;
- École Pascal Type Mission ;
- École internationale ORT de Casablanca ;
- Lycée Oued Eddahab ;
- Lycée La Pléiade ;
- Lycée Ibnou chouhaide ;
- Lycée Mokhtar es-Soussi ;
- École Al Jabr ;
- Lycée Jaâfar El Fassi El Fihri ;
- Lycée Moulay smail ;
- Lycée Léon l'Africain ;
- Institut Lahlou ;
- Lycée Ibn Toumert ;
- Instituto español Juan Ramón Jiménez ;
- Scuola Paritaria Enrico Mattei ;
- Lycée Abdelaziz El Fechtali ;
- Lycée Tariq Ibn Zyad ;
- Lycée Ibn Al-Haitham ;
- Lycée L'Étoile Filante ;
- Groupe scolaire Addoha 2 ;
- Lycée L'Escalade.

#### Universités

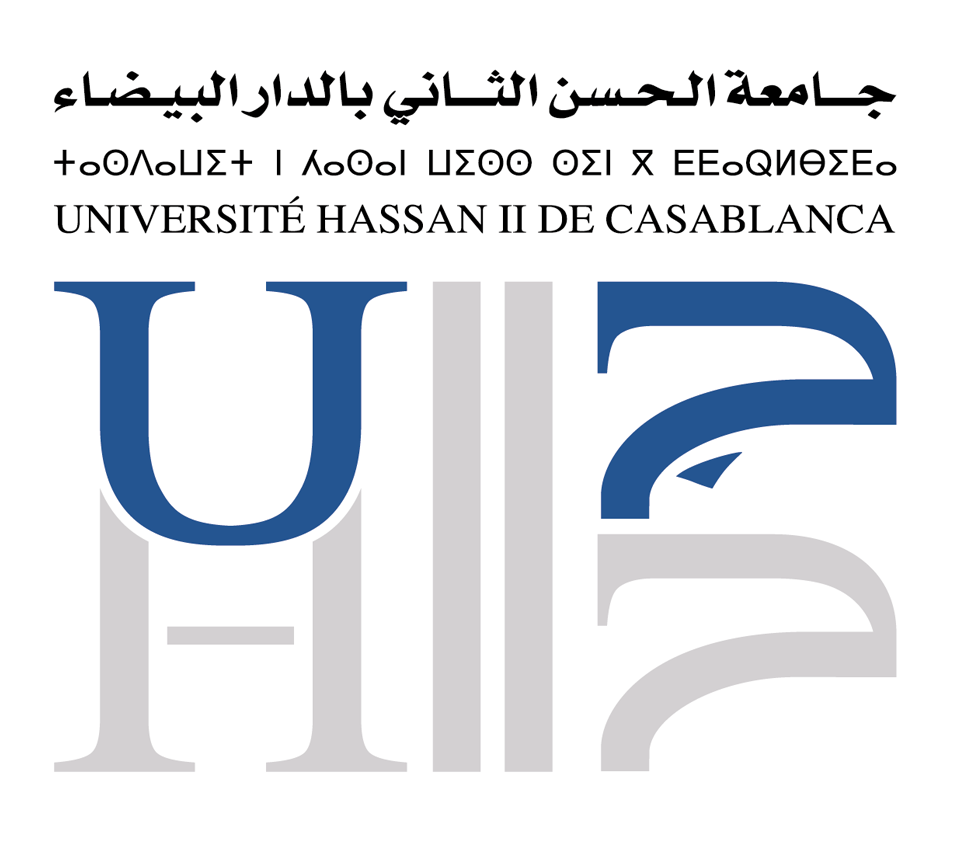
Université Hassan II de Casablanca

L'université Hassan-II regroupe plusieurs facultés :
- la faculté des sciences juridiques, économiques et sociales ;
- la faculté des sciences Ben M'sick ;
- la faculté des lettres et des sciences humaines Ben M'sick ;
- la faculté des sciences Aîn Chock ;
- la faculté de médecine et de pharmacie ;
- la faculté de médecine dentaire Aîn Chock ;
- la faculté des lettres et des sciences humaines Aîn Chock.

L'université Mohammed-VI comprend elle aussi plusieurs facultés :
- la faculté de médecine et de pharmacie ;
- la faculté de médecine dentaire ;
- la faculté des sciences infirmières et des techniques de santé ;
- l'École supérieure de génie biomédical.

Il existe aussi des universités privées : 
- Université internationale de Casablanca (UIC)
- Universités Mundiapolis

#### Grandes écoles
Quelques grandes écoles de la ville :
- École centrale Casablanca (ECC) ;
- Académie internationale Mohammed VI de l'Aviation civile (AIAC) ;
- Institut supérieur de management et de technologie (MATCI) ;
- HEM Business School (HEM) ;
- EM Lyon Business School ;
- École Hassania des travaux publics (EHTP) ;
- École nationale des pilotes de ligne (ENPL) ;
- École nationale supérieure d'électricité et mécanique (ENSEM) ;
- École supérieure des industries du textile et de l'habillement (ESITH) ;
- École nationale de commerce et de gestion de Casablanca (ENCGC) ;
- École supérieure de technologie de Casablanca (ESTC) ;
- École supérieure des beaux-arts de Casablanca (ESBAC) ;
- École royale navale (ERN) ;
- École des hautes études en ingénierie des systèmes d'information (HEISI) ;
- École marocaine des sciences de l'ingénieur (EMSI) ;
- Institut supérieur d'études maritimes (ISEM) ;
- Institut supérieur de commerce et d'administration des entreprises (ISCAE) ;
- Supinfo International University (ESI) ;
- École supérieure d'architecture de Casablanca (EAC) ;
- École nationale supérieure d'arts et métiers de Casablanca (ENSAM) ;
- Institut supérieur du génie appliqué (IGA) ;
- SKEMA Business School (School of Knowledge Economy and Management) ;
- Toulouse Business School ;
- ESCA École de management ;
- Institut spécialisé de technologie appliquée (ISTA) ;
- École supérieure de design et des arts visuels (ESDAV) ;
- École d'ingénieurs en génie des systèmes industriels (EIGSI).

## Lieux de culte
Les lieux de culte sont principalement des mosquées musulmanes. Casablanca compte aussi des églises et des temples chrétiens, relevant de l'archidiocèse de Rabat (Église catholique), de l'église évangélique au Maroc (communion mondiale d'Églises réformées) et de l'Église grecque orthodoxe. Parmi les lieux de culte juifs, la synagogue Beth-El (en) est la plus renommée.
La mosquée Hassan-II a été construite à Casablanca entre 1986 et 1993. Il s’agit du deuxième plus grand minaret du monde (210 m), et de la quatrième plus grande mosquée au monde après celles de La Mecque, de Médine, et d'Alger.

## Dans les arts

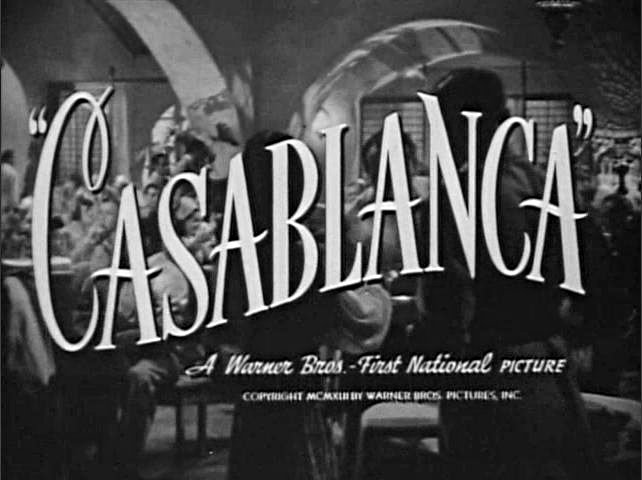
Un photogramme du film mythique, Casablanca.

- Le Megarama, complexe de cinéma situé dans le quartier d'Aïn Diab, est le plus grand cinéma en Afrique avec 14 salles de cinéma[117].
- Le Casablanca Sport Plazza, situé dans le quartier Californie, est le deuxième plus grand centre de sport au monde[118].
- On parla dans le monde entier de Casablanca lorsque Marcel Cerdan, qui avait grandi dans le quartier de la Ferme blanche puis du Marif, devint champion du monde de boxe en 1948. Un an plus tard, il mourut dans un accident d’avion alors qu’il s’apprêtait à retrouver sa maîtresse la chanteuse Édith Piaf[54] (dont un arrière-grand-père était marocain).

### Cinéma
- Casablanca est aujourd'hui célèbre dans le monde entier grâce au film américain Casablanca, du réalisateur Michael Curtiz (1942) et interprété par Ingrid Bergman et Humphrey Bogart[54]. Le film a remporté 3 Oscars[119].
- Films tournés à Casablanca
- Films se déroulant à Casablanca

### Littérature
- Michel Chaillou (1930-2013), écrivain français, s'inspire de son adolescence passée à Casablanca dans son roman Mémoires de Melle (Seuil, Fiction & Cie, 1993 ; Points, 1995).
- Hawa (2010), roman de Mohamed Leftah (1946-2008)
- La vérité sort de la bouche du cheval (2018), roman de Meryem Alaoui (en) (1977-)
- Aussi riche que le roi (2021) (ISBN 978-2-07-289-883-9), roman d'Abigail Assor (1990-)

## Patrimoine

### Architecture

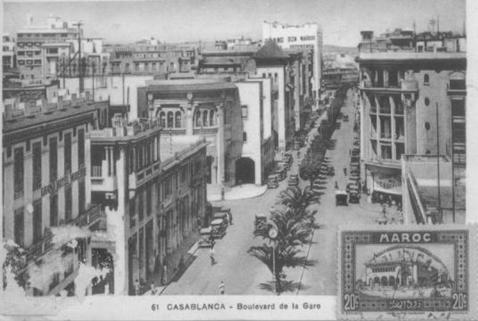
Boulevard de la Gare - Mohammed V, en 1920.

En un demi-siècle, soit entre les années 1910 et 1960, Casablanca devient une grande métropole et la capitale économique du Maroc. Ce développement effervescent a également été accompagné d'un extraordinaire mouvement d'urbanisation, faisant à son tour figure de terrain d'expérimentation dans le domaine de l'architecture. Depuis, une variété particulièrement riche de styles cohabitent et enrichissent l'espace architectural de la ville de Casablanca.
Parmi les différentes influences architecturales de cette époque, on retrouve entre autres le style arabo-andalou revisité à la française, l'art nouveau, l'art déco, le cubisme, le mouvement moderne et le brutalisme.
C'est notamment par les réalisations d'un grand nombre d'architectes reconnus que s'exprime cette unique hétérogénéité de style. Par exemple, on note les apports créatifs de Marius Boyer, Henri Prost, Albert Laprade, Joseph Marrast, Paul Tournon, Marcel Desmet, Joseph et Elias Suraqui, Hippolyte Delaporte Jean-François Zevaco, Pierre Jabin, Adrien Laforgue, Gaston Jambert, Jean Balois, Edmond Brion, Auguste Cadet, Albert Greslin, Léonard Morandi, Domenico Basciano, Élie Azagury et Wolfgang Ewerth. Ces architectes ont, parmi d'autres, contribué de manière singulière à la diversité architecturale de la ville.

#### Les années 1920

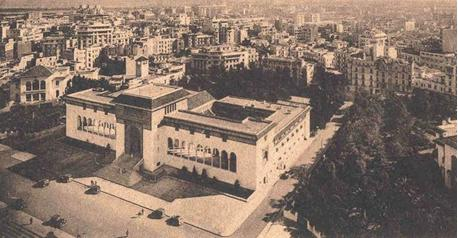
Palais de justice pendant les années 1920.

Depuis le début du siècle, et dû à l'image de « ville nouvelle » que véhiculaient les pionniers et colons, Casablanca a attiré de nombreux architectes de différents pays. D'ailleurs, au début des années 1920, Casablanca comptait trois fois plus d'architectes que Tunis.
Ces architectes s'inspiraient largement de l'art et de l'artisanat marocains dans leurs projets, et c'est ainsi que la modernité architecturale à laquelle ils travaillaient a été contrebalancée par l'emploi d'ornementations plus traditionnelles. Se basant sur les techniques et les arts décoratifs marocains, en plus des motifs Art nouveau et Art déco de l'époque, ils ont donné naissance à un tout nouveau style original. Cet agencement particulier de styles est demeuré caractéristique de l'architecture de Casablanca pendant les premières années du Protectorat français.
C'est ainsi que le pluralisme décoratif des façades des grands immeubles, qui voient le jour au centre-ville, devient la règle : les ornementations faites d'angelots, de corbeilles de fruits ou de têtes de lions se mélangent harmonieusement aux frises en zellige, au stuc et aux balcons en bois de cèdre, comme en témoignent notamment l'hôtel Excelsior, l'immeuble-passage du Glaoui, ou encore différents bâtiments administratifs du centre-ville.
Bien que de nombreuses grandes villas coloniales balancent entre l'hôtel particulier parisien et les villas de la Côte d'Azur avec leurs terrasses et leurs vérandas, les villas néo-marocaines sont parmi celles qui retiennent le plus l'attention des critiques et que l'on voit régulièrement citées dans les magazines d'architecture. Par exemple, la villa el Mokri, aujourd'hui démolie, était reconnue pour ses éléments décoratifs marocains et son agencement original et qui rappelait les hôtels particuliers parisiens.
À la fin des années 1920, l'utilisation des décors appliqués va être progressivement abandonnée lors de l'arrivée d'une nouvelle génération d'architectes, formés à de nouveaux principes.

#### Les années 1930

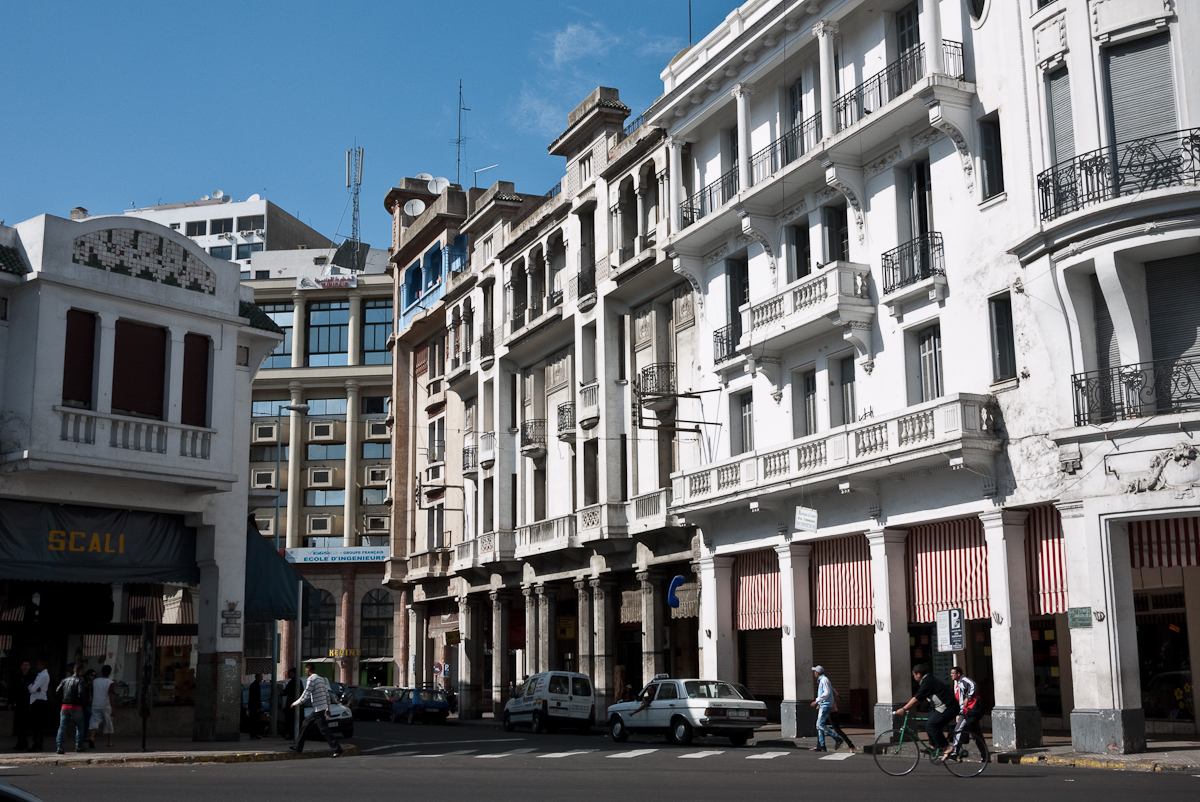
Architecture casablancaise.

Dans les années 1930, le confort et la modernité prennent place dans la création architecturale, balayant ainsi le style néo-mauresque et sa profusion ornementale.

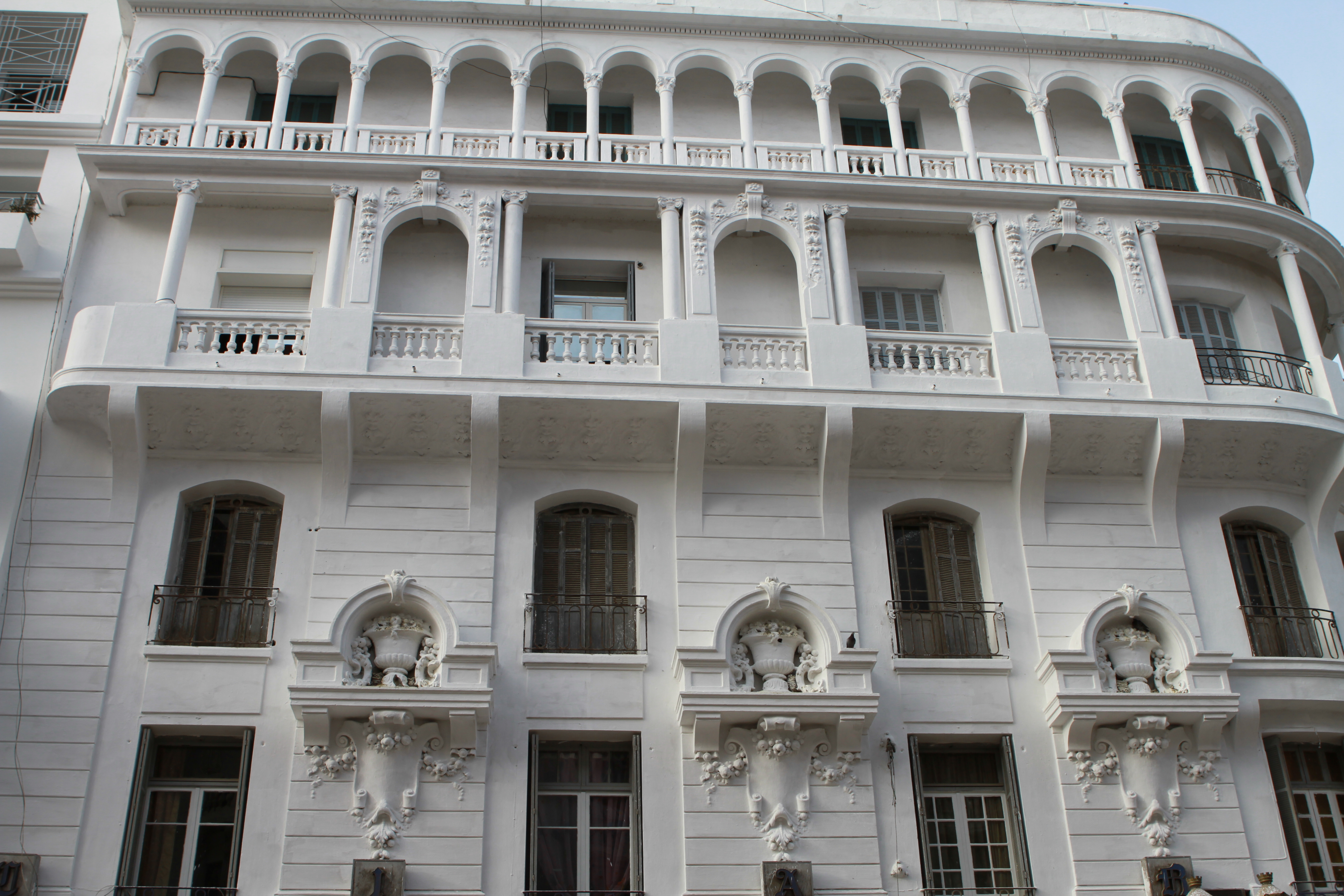
Architecture casablancaise.

Les architectes de cette époque, qui veulent appliquer les théories d'architecture moderne apprises à l'École nationale supérieure des beaux-arts de Paris, se sont mis à moderniser les immeubles — qui ne cessaient de prendre de la hauteur — en leur ajoutant des balcons et des oriels, afin de gagner de l'espace.
Les immeubles de luxe, comme ceux dits de production courante, prenaient en considération le confort de la bourgeoisie casablancaise et étaient par ailleurs tous équipés d'ascenseurs, d'incinérateurs à ordures et de garages, alors que les appartements avaient tous une salle de bains. Les immeubles de luxe du centre-ville, qui sont de véritables œuvres d'art, ont été baptisés du nom de leur commanditaire, prenant ainsi des allures de monuments de la ville. Les architectes laissaient aller toute leur ingéniosité dans les villas, où ils expérimentaient les dernières découvertes en matière d'habitation et de confort.
Fortement impressionnés par la profusion des constructions, les critiques internationaux s'accorderont tous pour décrire Casablanca comme étant la capitale de l'architecture moderne.
Parmi les immeubles prestigieux de cette période architecturale, on trouve notamment :
- l'immeuble Levy Bendayon : construit en 1928 par l'architecte Marius Boyer, cet immeuble est considéré comme étant le précurseur du mouvement moderne des années 1930. Perçu comme une tendance forte de l'architecture moderne casablancaise, il reprend le concept du building.
- l'immeuble Moretti-Milone : inauguré en 1934, cet immeuble de 11 étages situé à la place des Nations unies a été construit par Pierre Jabin. Le luxe de l'immeuble réside moins dans sa façade marquée par les grandes lignes verticales et horizontales de ses oriels que dans la qualité de ses équipements et du nombre de ses ascenseurs.

#### Architecture moderne

##### Généralités
À partir des années 1950, le développement économique commence à influer sur l'architecture de la ville. Fortement imprégnée de culture américaine, la bourgeoisie casablancaise investit dans des villas aux accents californiens. Ces villas sont marquées avant tout par la personnalité de leurs architectes, ainsi que par leur style ultra-moderne.
Par ailleurs, Casablanca devient en 1950 le siège de la construction du premier gratte-ciel du continent africain. C'est en effet cette année-là que l'immeuble Liberté conçu par l'architecte Léonard Morandi et haut de 78 mètres, sort de terre. Il est situé au rond-point de la Révolution française (renommée place Lemaigre Dubreuil, depuis l'assassinat de ce dernier, en 1955, au pied de l'immeuble Liberté qu'il habitait).
Par ailleurs pour contenir l'exode rural et résorber les bidonvilles encore nombreux de nouveaux logements sortent de terre dans la banlieue de Casablanca.

##### Monuments démolis
Alhambra - CTM

###### Arènes de Casablanca
Dans son travail Habla la plaza de Casablanca (en français : Les Arènes de Casablanca parlent), F. Ribes Tover affirme que les arènes de la ville ont été construites en 1913. Julio Irbarren avance pour sa part que ces arènes auraient plutôt été construites en 1921. Les deux auteurs s'entendent cependant au sujet de leur construction en bois et qu'elles étaient localisées à proximité de l’hôtel Royal d’Anfa, sur le boulevard d'Anfa. C'est en 1953 que la tauromachie se serait réellement répandue à Casablanca. La redynamisation de ce milieu reviendrait au Français Paul Barrière et à l’Espagnol Don Vicente Marmaneu, qui auraient décidé de faire revivre cette pratique dans la ville. Ces deux hommes, dont les carnets d'adresses étaient selon toute vraisemblance fort bien étoffés, permirent aux Casablancais d'admirer les plus grands matadors de l'époque, qui venaient généralement terminer leurs tournées à Casablanca et soulevant du même coup une ambiance survoltée.
D'après les informations recueillies par quelques journaux, les arènes de Casablanca appartenaient à la famille Castella, grande amatrice de corrida et venue s'établir à Casablanca au cours du XIXe siècle. L'influence de cette famille aurait fait de la corrida, à l'époque, un rituel hebdomadaire incontournable pour de nombreux Casablancais. Devant les Dominguin, El Cordobes et autres personnalités importantes du milieu, le public a toujours répondu présent et se distinguait particulièrement pour son énergie et sa chaleur cosmopolitaine : « […] on pouvait voir certains habillés à l'européenne et d'autres à leurs côtés, on ne peut plus traditionnels, avec leurs gandouras, tarbouches […] ».
Un ancien matador avouera que, comparativement aux autres arènes, le public casablancais était aussi particulièrement exigeant. Selon une dame nommée Solange, dont le restaurant était le lieu de rencontre de tous les aficionados après le spectacle, on y trouvait toujours une ambiance dynamique, mais fort prompte à huer fortement si la corrida les décevait.
Ceci étant, les arènes de Casablanca n'ont pas servi uniquement à recevoir ce public expressif et passionné de corridas. À la fin des années 1940, après le départ des troupes américaines débarquées lors de l'opération Torch, les Arènes furent occupées par un énorme bric-à-brac de surplus militaires, véritable trésor pour les Casablancais qui avaient manqué de produits manufacturés pendant la guerre. Plus tard, Dalida serait venue s'y produire. Lors de cet évènement, elle se serait attiré la fureur de la foule ainsi que celle des autorités en décidant de chanter en hébreu. Elle aurait alors été reconduite, in extremis, à l'aéroport.
Bien que hautement populaire, le contexte socio-économique de l'époque aurait engendré un arrêt soudain et imprévu de la corrida, notamment à la suite de la mort de don Vicente, à la marocanisation des entreprises et à l'aversion du roi Hassan II pour cette pratique. En 1971 eut lieu la destruction des arènes, emportant avec elles l'architecture patrimoniale et le vécu historique qui leur était propre.
La cause exacte de cette destruction architecturale demeure incertaine, bien que certains soulèvent des jeux de spéculations comme une cause plausible. Ce lieu si longtemps bouillonnant d'activité et d'émotion est demeuré, depuis la démolition, un terrain vague laissé à l'abandon.

###### Piscine municipale de Casablanca
La piscine municipale de Casablanca est une piscine d'eau de mer construite dans les rochers le long de la route d'Aïn Diab à Casablanca. Elle a été conçue par l'architecte Maurice L'Herbier et inaugurée le 14 juillet 1934. Considérée comme la piscine la plus longue du monde à son époque (480 mètres de longueur pour 75 mètres de large), l'eau de mer y était renouvelée chaque jour par le jeu des marées et l'aide d'une station de pompage.
Cette piscine a laissé place à la mosquée Hassan-II.

###### Aquarium de Casablanca
L'aquarium faisait partie de l'Institut des pêches du Maroc, un institut créé en 1946 et considéré comme une antenne de l'Institut scientifique et technique des pêches maritimes de France. Situé non loin de la Foire internationale de Casablanca, il était rattaché à la direction de la marine marchande et servait uniquement aux travaux et aux analyses scientifiques et techniques.
Considéré comme l'unique parc maritime au Maroc, l'aquarium de Casablanca a été inauguré en 1959-1960 et a ouvert ses portes au grand public à partir du 3 janvier 1962. Les gens se déplaçaient des quatre coins du Maroc pour visiter ce premier zoo maritime du pays.
Plus d'une trentaine d'années plus tard, l'aquarium a fermé ses portes de manière soudaine et imprévue, devant un public casablancais et marocain consterné par l'absence de motifs explicatifs justifiant cette fermeture.

###### Hôtel Lincoln
Initialement désigné sous le nom d'« immeuble Bessoneau », il fut édifié en 1917 par l'architecte français Hubert Bride sur une superficie de 3 000 m2. Il a été parmi les premiers bâtiments construits sur le boulevard Mohammed-V (ex-boulevard de la Gare) et limité par les ex-rues Prom et Coli, en face du marché central. L'hôtel proprement dit n'occupait que la partie ouest de l'immeuble, à l'angle de l'ex-rue Prom, sous le premier nom de « Grand Hôtel moderne » Son corps central comportait jusqu'à la fin des années 1920 une toiture à quatre pentes en tuiles vertes qui disparut au début des années 1930 au profit d'un toit-terrasse décoré de tuiles vertes Il fait partie d'une quarantaine de monuments classés patrimoine « Art déco » dans la région du Grand Casablanca. L'hôtel a été fermé et abandonné depuis 1989 à la suite de l'effondrement du plancher de l'une de ses chambres qui était en simple terre, damée sur des briques creuses, disposées en voûtains, s’appuyant sur des poutrelles métalliques. Une autre partie de l'hôtel s'est effondrée en janvier 2009 après des fortes pluies, il n'en reste que la structure de la façade.

###### Banque d'État du Maroc (2e)
La Banque d'État du Maroc occupa trois emplacements successifs : ancienne Medina (c/1907) puis ex-place de France, mitoyenne de l'Alhambra/CTM (1912) et enfin en face de la poste principale, ex-boulevard de Paris (1937).

###### Cinéma VOX

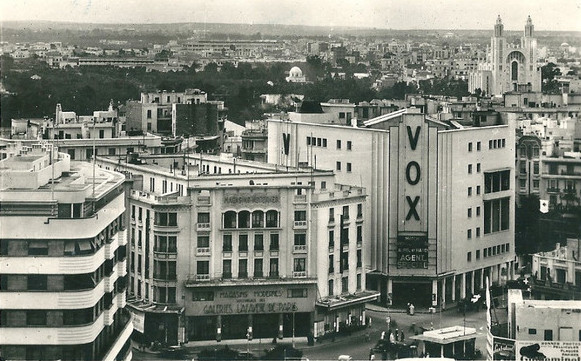
Le cinéma VOX de Casablanca en 1950.

Beau bâtiment des années 1940 construit par l'architecte français Marius Boyer et situé à l'angle des ex-rues Moinier et Chevandier de Valdrome. Il était à l'époque le plus grand cinéma de toute l'Afrique. Aujourd'hui disparu, il avait remplacé une annexe des Magasins modernes voisins.

###### Galeries Lafayette/Immeuble Paris-Maroc/Magasins modernes
Aujourd'hui disparu, il a longtemps fermé vers le sud la perspective de l'ex-place de France. Inauguré en 1914, ce magnifique bâtiment de l'architecte H. Delaporte fut, avec l'hôtel Excelsior du même architecte le premier à utiliser une structure en béton armé. Le rez-de-chaussée était occupé au début par les imposants Magasins modernes surmontés d'appartements luxueux. Les Galeries Lafayette s'y installent dans les années 1930, les Magasins modernes se déplaçant dans un nouveau bâtiment de l'autre côté de la rue Chevandier de Valdrome. Cet immeuble fut lui-même remplacé dans les années 1940 par le superbe cinéma Vox aujourd'hui disparu.

#### Ancienne ville
(novembre 2018).
Comparée aux anciennes villes du Maroc et en particulier ceux des villes impériales, l'ancienne ville de Casablanca a des dimensions modestes d'une cinquantaine d'hectares, elle est entourée d'une muraille plus ou moins conservée d'environ 4 km percée de plusieurs portes. Situé dans la partie nord-est de Casablanca faisant face au port et l'ancienne darse portugaise, l'ancienne ville est composée de trois parties, la médina proprement dite, le quartier juif ou mellah et le quartier populaire appelé Tnaker.

##### Muraille

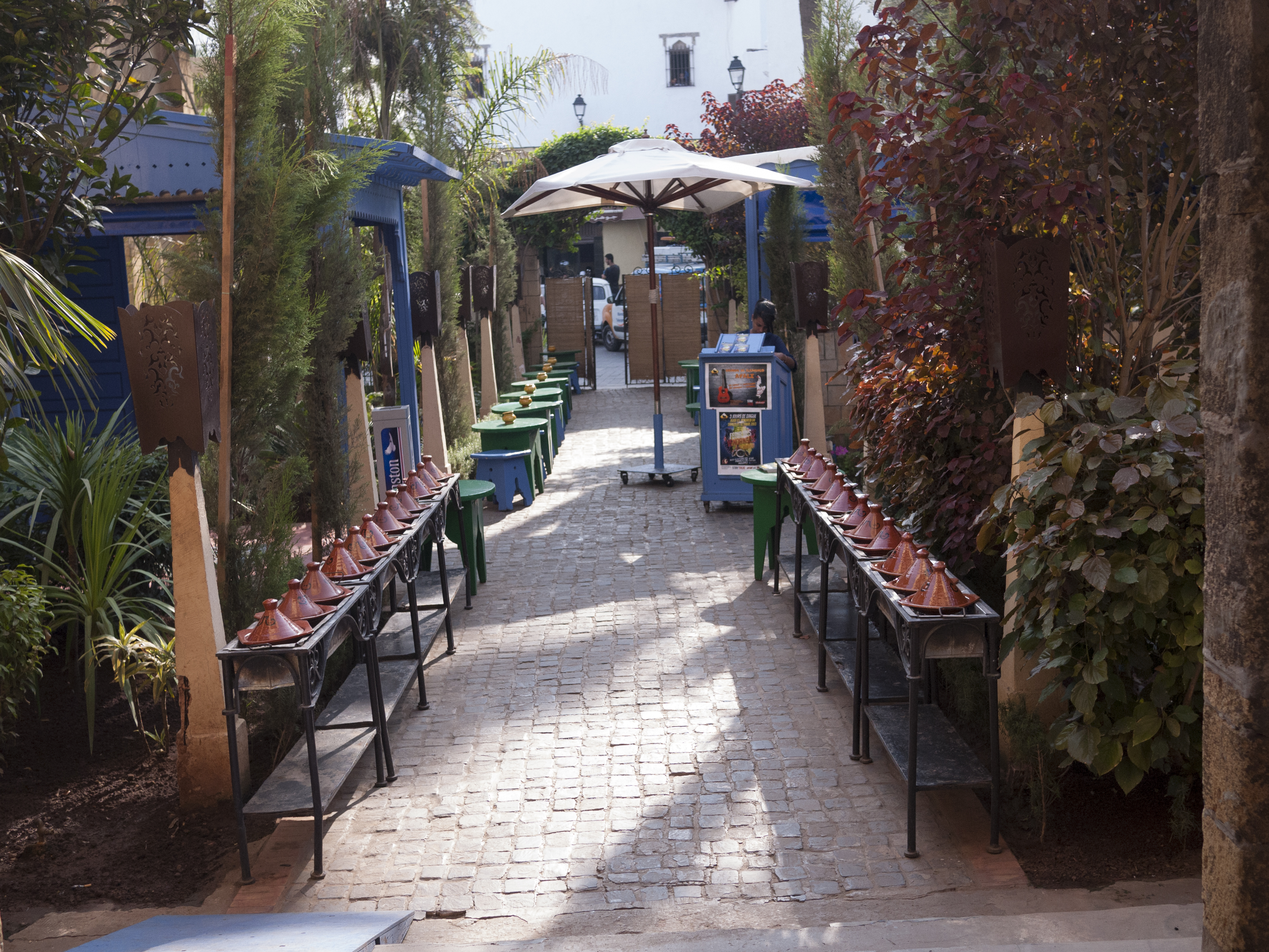
Sqala de Casablanca

La muraille est haute d'environ 6 à 8 mètres, elle entoure la ville en lui donnant une forme à peu près triangulaire, cette muraille a subi plusieurs transformations, destructions et restaurations. À l'origine, la muraille est composée de trois tronçons :
- tronçon nord-est en front de mer : il s'étendait d'une façon sinueuse du mausolée de Sidi Belyout au nord jusqu'au Sour Jdid à l'est ; ce tronçon est actuellement interrompu à plusieurs niveaux, il comporte à mi-chemin le bastion de la Sqala ;
- tronçon sud-est rectiligne : il s'étendait du mausolée de Sidi Belyout, le long de l'actuelle avenue Houphouët-Boigny, bordait la tour de l'Horloge dans son ancien emplacement, traversait l'actuelle place des États-Unis pour se terminer au niveau d'une tour sud actuellement disparue, au niveau de la place du maréchal ; ce tronçon a été détruit initialement dans sa partie nord entre Sidi Belyout et la tour de l'Horloge puis dans sa partie sud entre la tour de l'Horloge et la tour sud ; ce tronçon a été reconstruit partiellement en retrait sur une dizaine de mètres de part et d'autre de l'actuelle tour de l'Horloge ;
- tronçon sud-ouest : encore visible, il part de la tour sud, traversant l'actuel parking de l'hôtel Hyatt Regency, atteignant l'ouverture de Bab Marrakech pour se prolonger jusqu'au Sour Jdid à l'est.

##### Portes

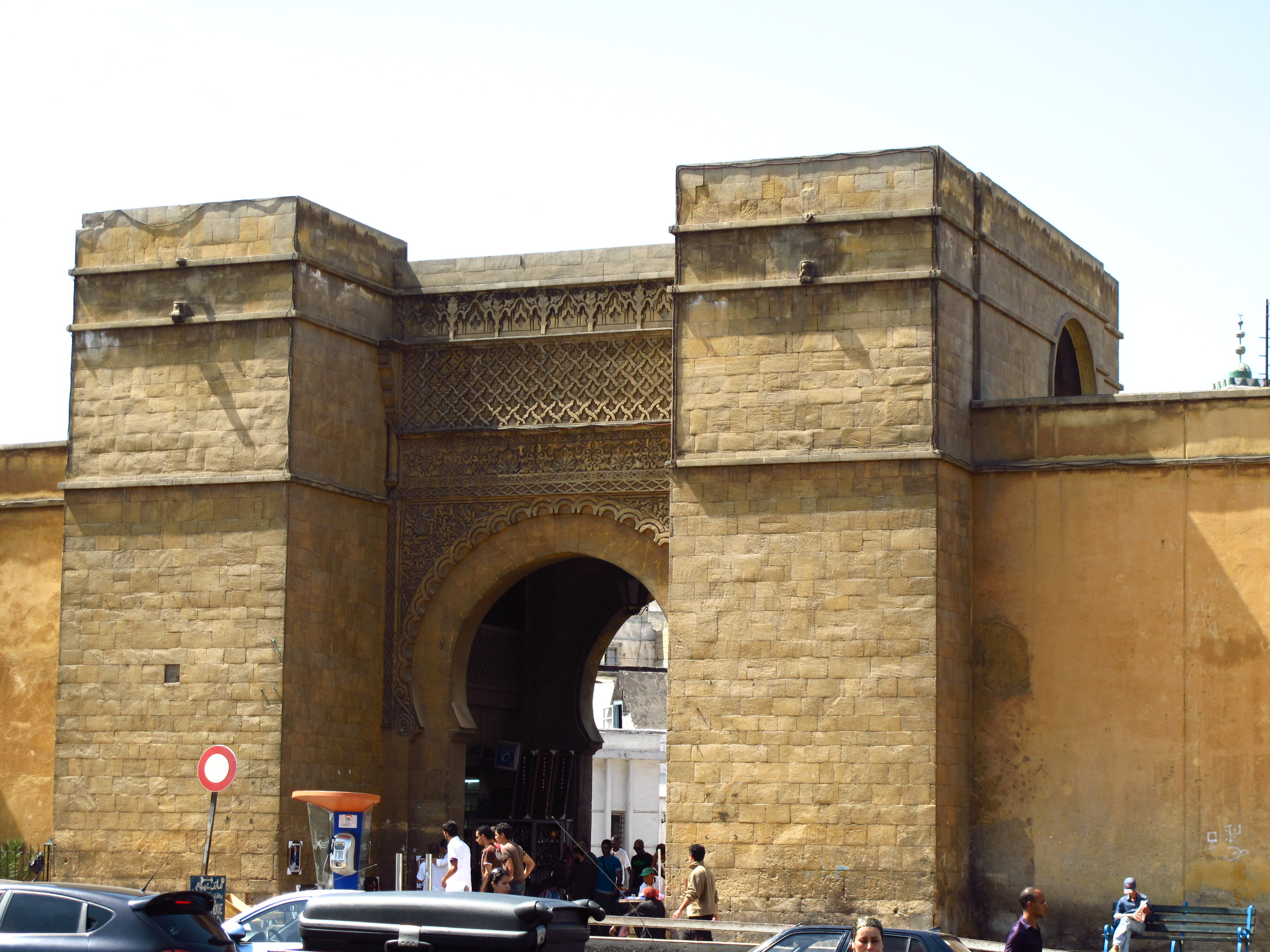
Bab el-Kebir.

La muraille est percée par plusieurs portes dont l'une donnait accès directe à la mer :
- Bab el-Marsa ou la porte de la marine qui est la seule porte qui a gardé son aspect d'origine et qui s'ouvre sur l'ancienne darse portugaise ;
- Bab er-Rha existait à mi-distance entre la tour de l'Horloge et Sidi Belyout, la porte et la muraille n'existent plus ;
- Bab el-Kebir ou Bab es-Souk, dans le tronçon sud-est au niveau de l'ancien emplacement de la tour de l'Horloge ouvrant sur la rue Allal Ben Abdallah (ex-rue de l'Horloge), cette porte a été reproduite en retrait pour s'ouvrir sur la place du Souk et la rue Chakib Arsalane, elle est souvent appelée à tort Bab Marrakech qui est à quelques dizaines de mètres plus loin ;
- Bab Marrakech, donnant accès à la ville par le tronçon sud-ouest de la muraille, la porte n'est plus visible que par une baie dans la muraille délimitée par deux colonnes et deux petites portes latérales ;
- Bab el-Qadim sur le tronçon nord-est entre Sidi Belyout et Bab el-Marsa ;
- Bab Jdid ou Bab el-Afya et Bab el-Arsa entre Bab Marrakech et Sour Jdid.

##### Tours et bastions

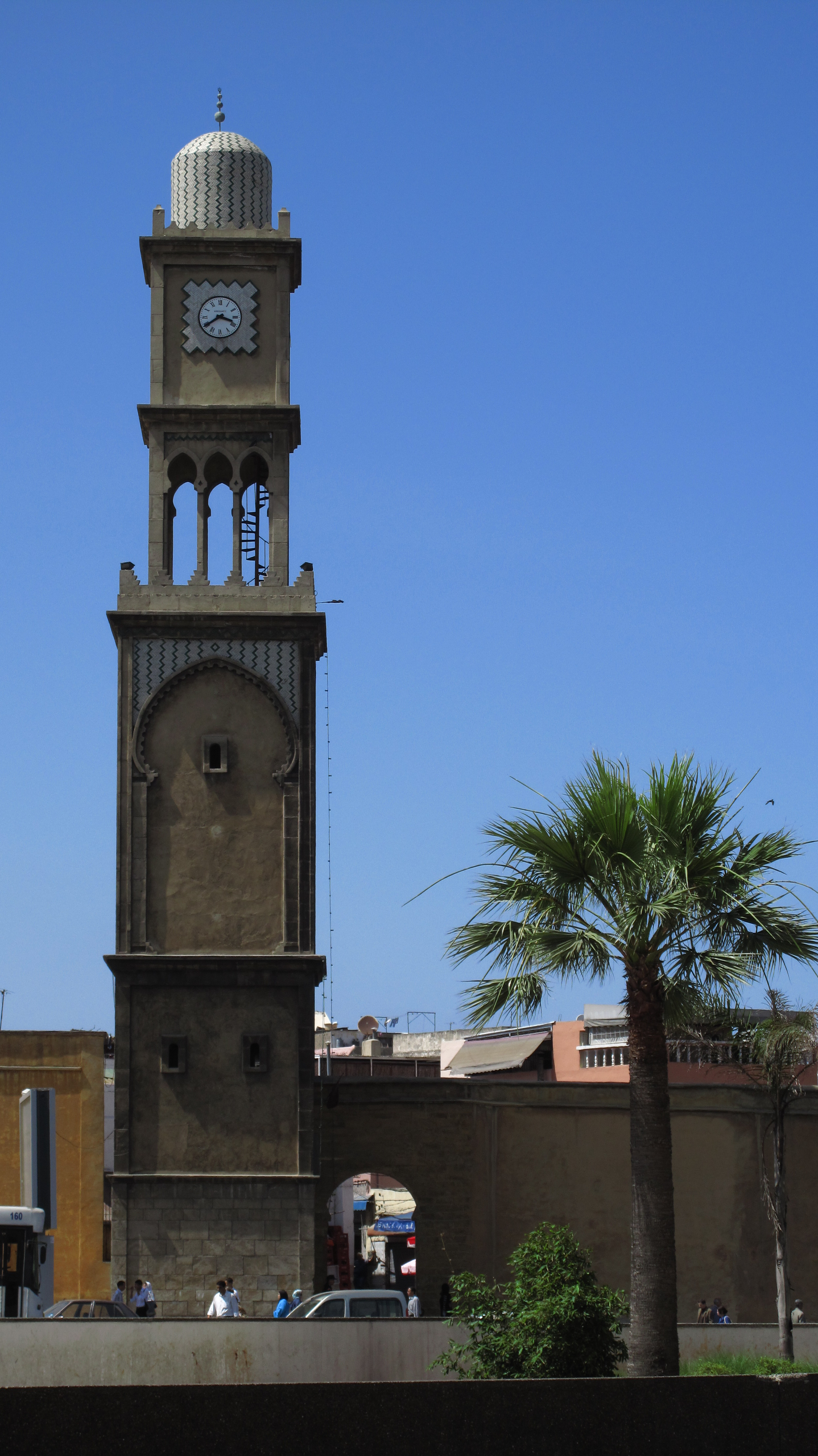
Tour de l'Horloge.

- La tour de l'Horloge : édifiée en 1911 par le capitaine Dessigny, premier responsable des affaires municipales désigné par les autorités françaises, elle fut bâtie en surélevant la tour nord de la porte de Bab el Souk attenante au vieux rempart. Pour élargir l'ex-place de France et son accès vers le port, le rempart fut démoli laissant la tour de l'Horloge isolée au milieu de la place. Déclarée « branlante », elle fut démolie en 1948. Les autorités marocaines décidèrent d'en construire une réplique en 1993 avec une porte et un bout de rempart non loin de son emplacement initial.

Une légende aussi tenace que fantaisiste voulait qu'un souterrain secret reliât la base de l'Horloge à la pointe d'El Hank, au nord-ouest de la ville.
- La Sqala[129] : après la reprise de Mazagan des mains des Portugais en 1769, Moulay Mohamed Ben Abdallah décida de compléter son dispositif défensif atlantique entre Salé et Mogador en renforçant la muraille par un bastion remparé construit par des maîtres-ouvriers génois et armé de plusieurs canons afin de défendre la ville contre les navires indésirables de la rade de Casablanca[130].

##### Monuments religieux
- Mosquée Hassan-II ;
- Mosquée du Souk ;
- Mosquée Oueld el-Hamra ;
- Mosquée des Chleuhs ;
- Mosquée M'guerja ;
- Synagogue Ettedgui ;
- Église Santa Buenaventura.

##### Mausolée et zaouïas

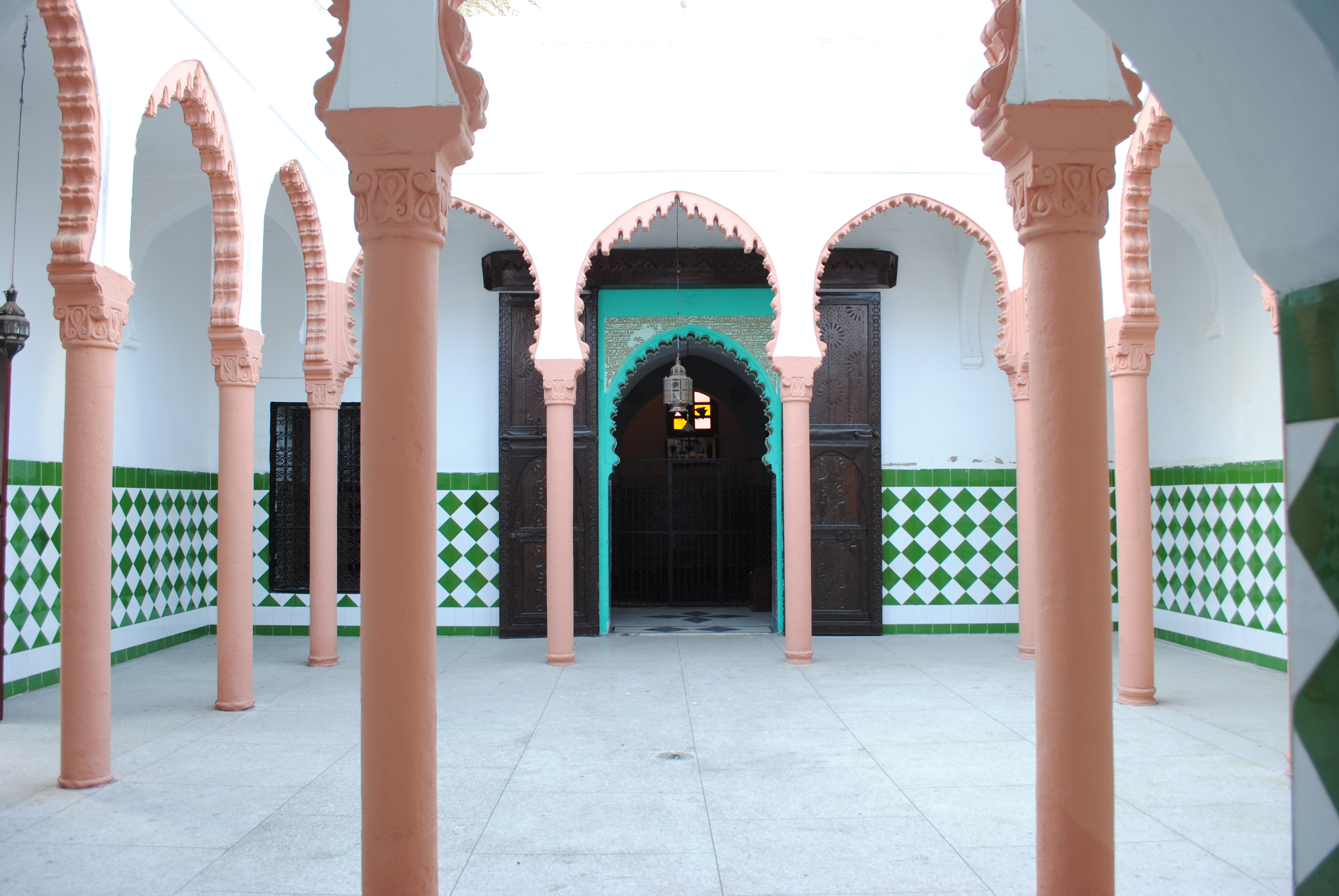
Mausolée de Sidi Belyout.

- Mausolée de Sidi Belyout : situé en dehors de la médina juste à quelques mètres de la pointe nord-est de la muraille, la coupole a été construite en 1881 sur le lieu du sépulture de Sidi Belyout considéré par les Casablancais comme le protecteur de la ville. La légende populaire raconte que le saint qui aurait vécu durant l’époque des Almohades a fui la décadence de ses concitoyens pour s'exiler dans une forêt aux alentours de la ville, très probablement celle de Ain-Sebaa aux côtés d'animaux sauvages notamment les lions sur lesquels il a acquis un pouvoir d’envoûtement à tel point qu'ils le gardaient le soir, l'aidaient à se déplacer en raison de sa cécité et à sa mort ils l'ont transporté en dehors de la forêt aux abords de la ville afin de permettre aux habitants de l'enterrer, ses liens avec ces bêtes lui ont valu le surnom d'« Abou Loyoute » (« Le père des lions ») en arabe et la vénération des habitants qui commencèrent à enterrer leurs morts à côté de sa tombe et former ainsi un cimetière qui a porté son nom. Lors de la construction d'un tronçon de chemin de fer reliant le port à la route de Rabat et qui devait traverser le cimetière, des affrontements se sont déclenchés entre la population et les ouvriers étrangers provoquant la mort de sept de ces ouvriers français, portugais et espagnols employés par l'entreprise des chemins de fer[131]. Ces affrontements ont contribué aux bombardements et à l'invasion de la ville par l'armée française ;

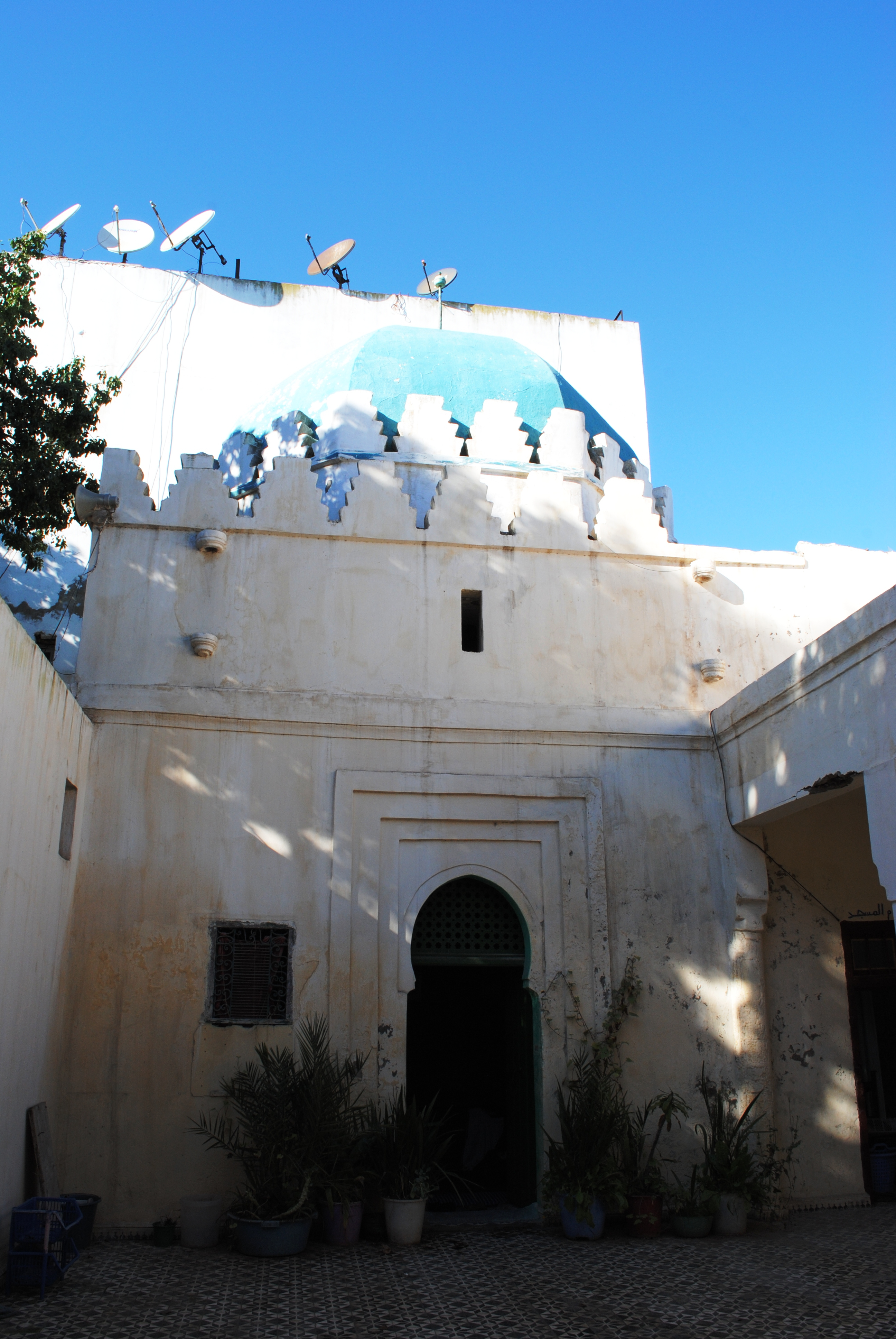
Mausolée de Sidi Allal el-Kairouani.

- Mausolée de Sidi Bousmara : le tombeau de Sidi Bousmara ressemble à une petite maison carrée en pierre aux murs peints en blanc creusés de deux niches dans lesquelles les fidèles déposent des cierges. Le toit à quatre pans triangulaires est recouvert de tuiles vertes. Le mausolée occupe le centre d'une place plantée de plusieurs arbres dont l'un porte de nombreux clous sur son tronc en raison d'une coutume ancestrale qui consiste à planter des clous dans le tronc de cet arbre par les pèlerins pour implorer de l'aide au saint. La légende populaire raconte qu'un homme pieux à la barbe blanche descendant des conquérants arabes étant de passage à la ville, frappa à la porte d'une des maisons pour demander de l'eau afin de faire ses ablutions. Sa demande repoussée, il frappa la terre et une source d'eau douce et claire jaillit et deviendra un point d'approvisionnement des habitants, impressionnés par ce miracle, ces derniers lui demandent de ne plus repartir ;
- Mausolée de Sidi Allal el-Kairouani (en) : édifié par le sultan Sidi Mohamed Ben Abdallah, il s'agit du plus ancien mausolée de Casablanca abritant la sépulture du premier saint patron de la ville. Se trouvant derrière la Sqala, l'édifice possède une double couronne de merlons festonnés et une koubba et est surmonté de trois boules de cuivre jaune. Considéré comme le protecteur des marins, les pêcheurs de Casablanca s'y rendent régulièrement pour demander la protection du saint. La légende populaire raconte que Sidi Allal el-Kairouani, originaire de Kairouan, fait naufrage en 1340 sur les côtes de Casablanca lors de son voyage vers le Sénégal et fut accueilli par les pêcheurs de la ville, sa fille appelée « Lella Beida » en raison de la blancheur de son teint voulant rejoindre son père, fait naufrage et mourut sur les côtes de la ville, son père l'enterra face à la mer et demanda à être enseveli près d'elle. Le mausolée bâti en hommage à Sidi Allal et sa fille et dont les murs ont été peints en blanc fut grâce à sa couleur blanche un point de repère pour les navigateurs. Le changement de nom de la ville d'Anfa est très probablement en rapport soit avec la fille de Sidi Allal : La maison de la blanche : « Dar el Beida » soit en raison de la couleur blanche du sanctuaire visible de loin : « la maison blanche »[132] ;
- Marabout de Lalla Taja : il s'agit d'un petit édifice carré pourvu d'une porte verte sur la rue de Belgique juste à gauche de l'ancien consulat de Belgique (actuelle école primaire Omar Ben Abdelaziz), ce marabout renferme la tombe d'une femme qui a vécu durant le XIXe siècle et qui était connue par sa bonté, sa générosité et ses services envers les orphelins et les enfants démunis qu'elle accueillait chez elle dans une maison de la médina à côté de la légation belge à Casablanca. En raison du soutien moral et matériel de la part du secrétaire du consulat belge, des rumeurs faisait état que Lalla Taja connue par sa générosité et son esprit libre entretenait une relation amoureuse avec ce dernier, ce qui lui vaut le mépris et l'agression verbale et physique de la part des hommes du quartier, une agression qui alla jusqu’à sa lapidation. Les récits ne sont pas unanimes sur la cause de sa mort, certains avancent qu'elle a succombé immédiatement à ses blessures, d'autres prétendent que Lalla Taja a pris refuge à la légation belge mais cet incident l'affecta considérablement et a causé son décès. Les hommes du quartier refusant son enterrement dans le cimetière musulman, le consul belge lui réserva un petit espace à côté du consulat pour l'enterrer. Selon la légende populaire, Lella Taja a composé un poème qui relate sa triste histoire et que les femmes la chantèrent en larmes. Plusieurs femmes viennent encore aujourd’hui se recueillir sur s tombe en mémoire de son courage, sa générosité et sa bonté[133] ;
- Zaouïa Derkaouiya, de l’ordre des Derkaoua ou tariqa Derkaouiya, créé à la fin du XVIIIe siècle par Moulay Larbi Derkaoui ;
- Zaouïa Kadiria Boutchichiya ;
- Zaouïa Naciria ;
- Zaouïa Kadiria.

##### Places
- Place centrale ;
- place du Commerce.

##### Bâtiments
- Dar el Makhzen ;
- ancienne maison de la résidence ;
- la Douane ;
- ancien consulat de France ;
- ancien consulat de Belgique ;
- ancien consulat d'Espagne ;
- Circulo del Progresso ;
- Rick's Café Casablanca
- Grand Hôtel de France ;
- ancienne Banque d'État du Maroc ;
- Dar Rabi Haim Pinto.

### Musées
- La villa des arts de Casablanca construite en 1934 vise à promouvoir les arts marocains et contemporains à travers des expositions et des rencontres culturelles. Elle est dirigée par la fondation ONA[134],[135] ;
- le musée Abderrahman Slaoui accueille des collections uniques de bijoux anciens, affiches anciennes, enluminures et boîtes en cristal de bohème du 19e ;
- le musée du Judaïsme marocain, premier musée sur le judaïsme dans le Monde arabe[136] ;
- le musée de la musique andalouse propose trois petites salles d'expositions consacrées aux instruments, aux partitions et aux photos qui ont fait l'histoire de cette musique[137].

### Galerie de photographies

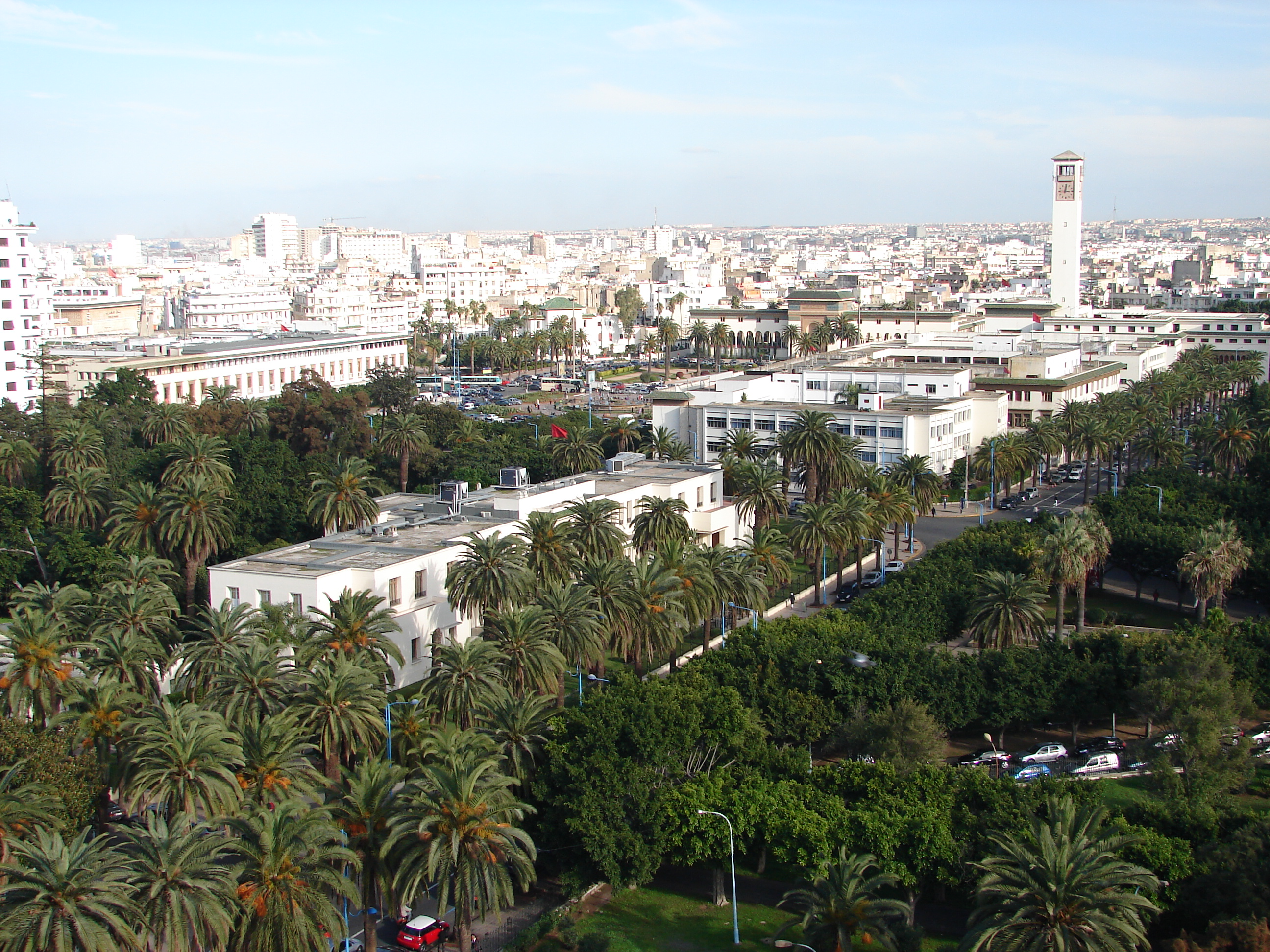
Vue sur la Médina.
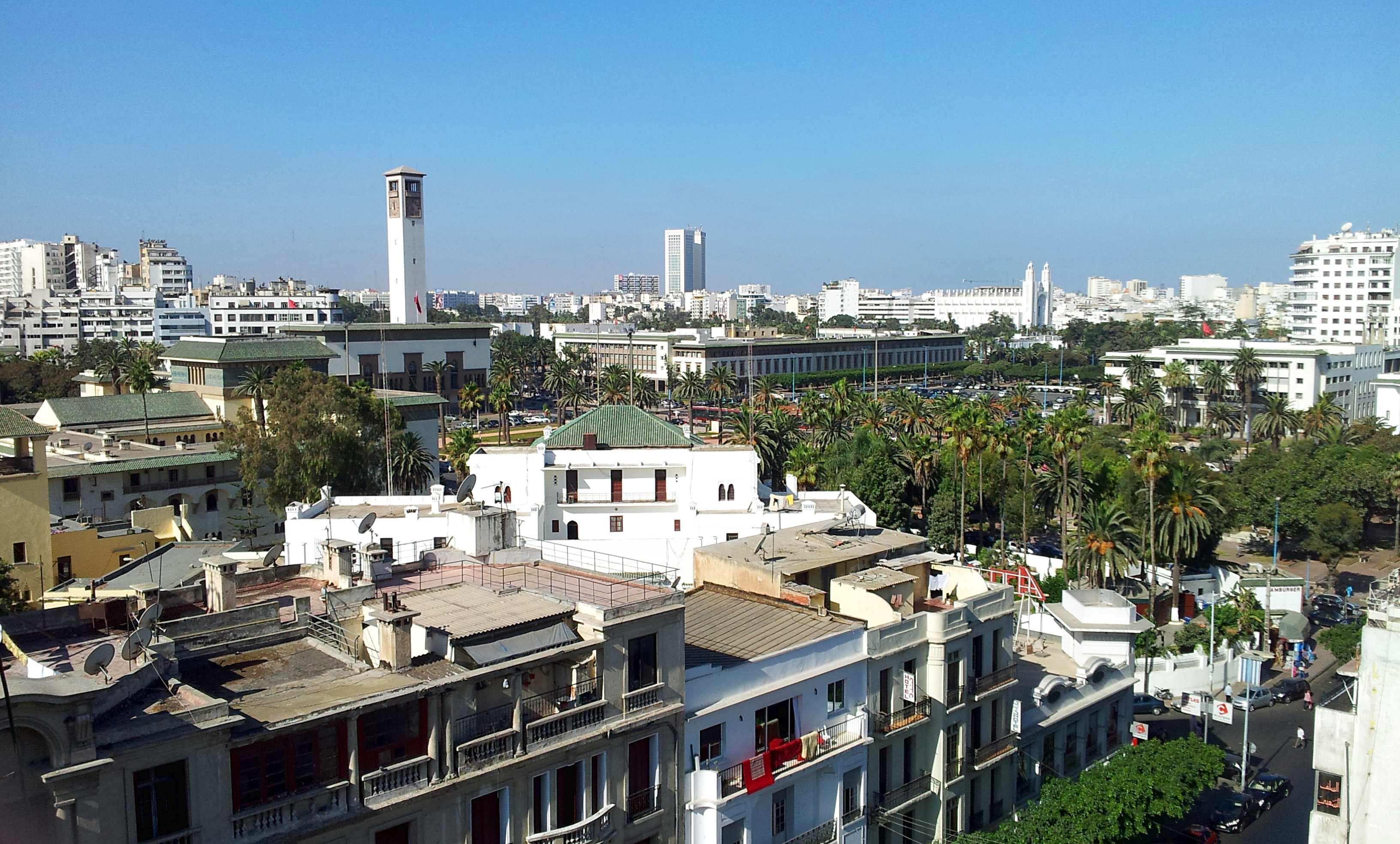
Vue sur la Médina.
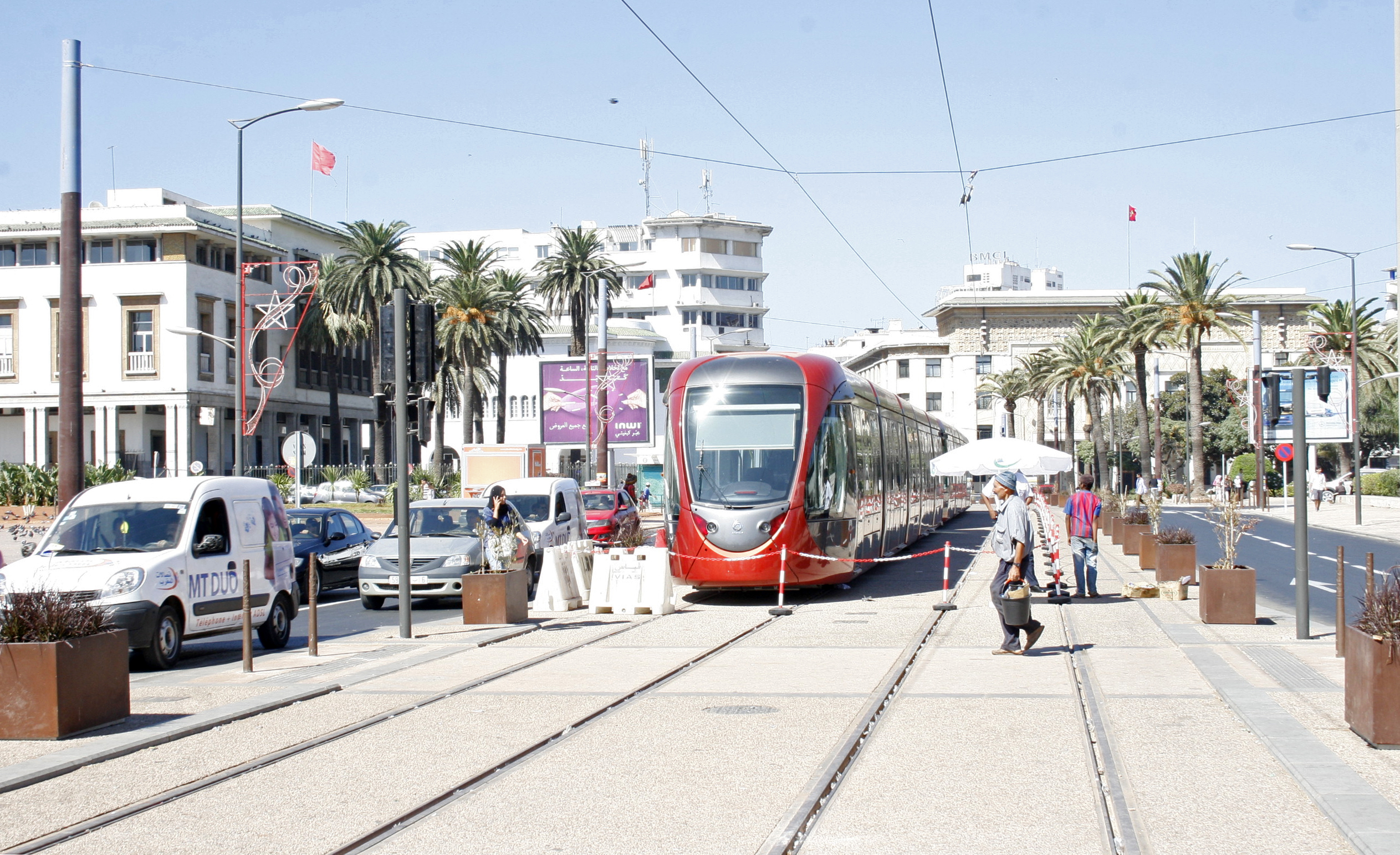
Tramway de Casablanca.
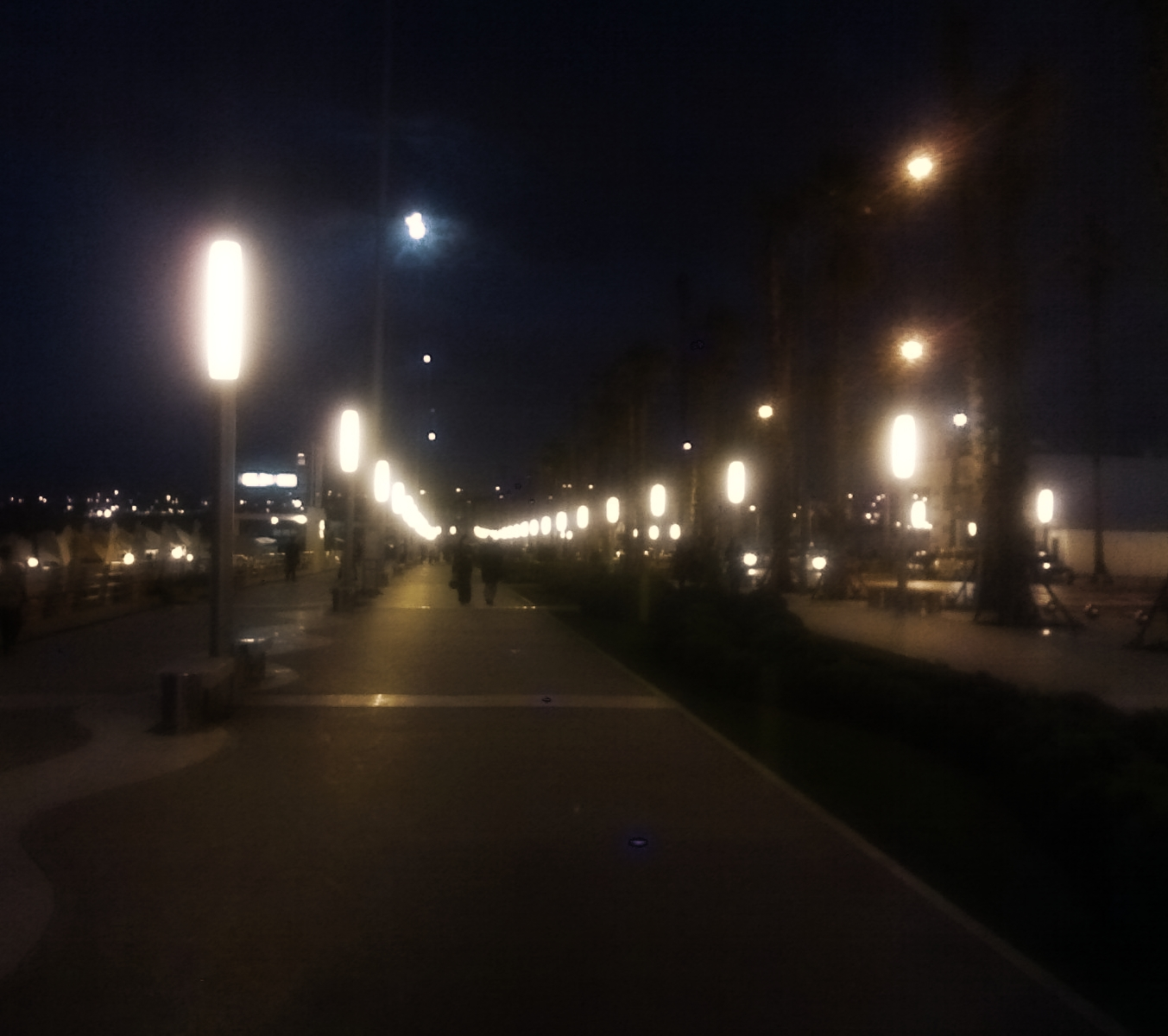
Aïn Diab la nuit.
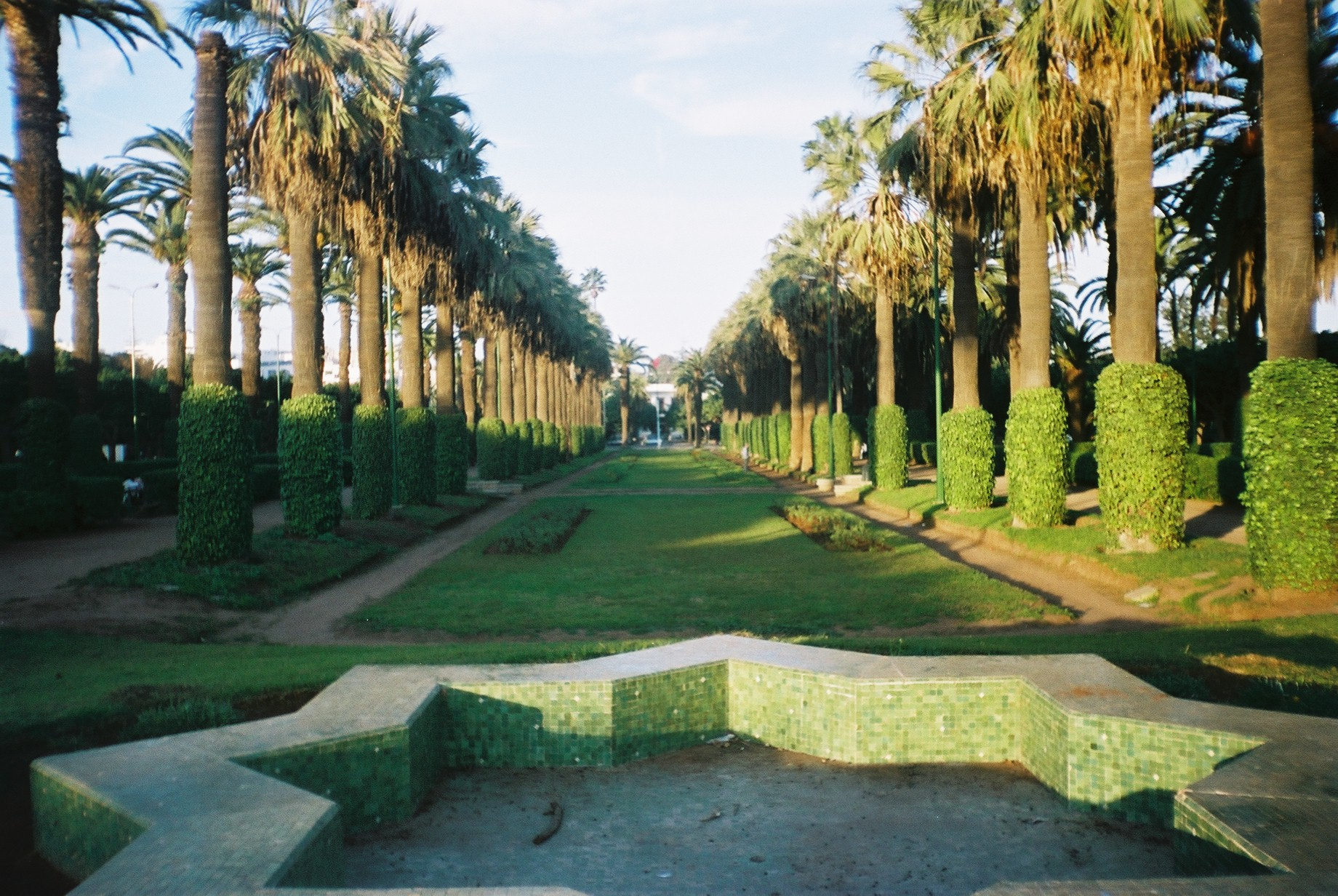
Parc de la Ligue arabe.
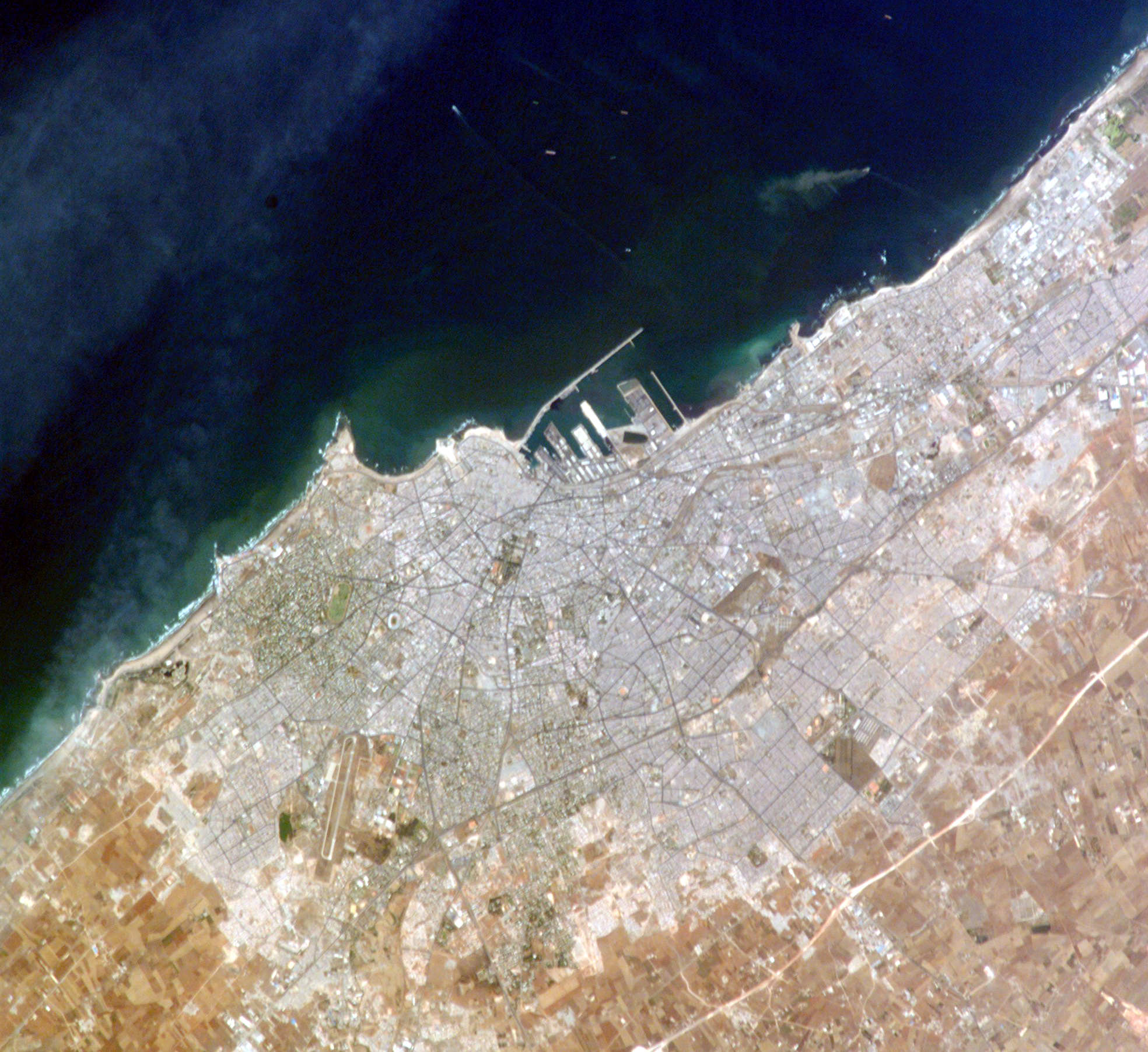
Vue aérienne.
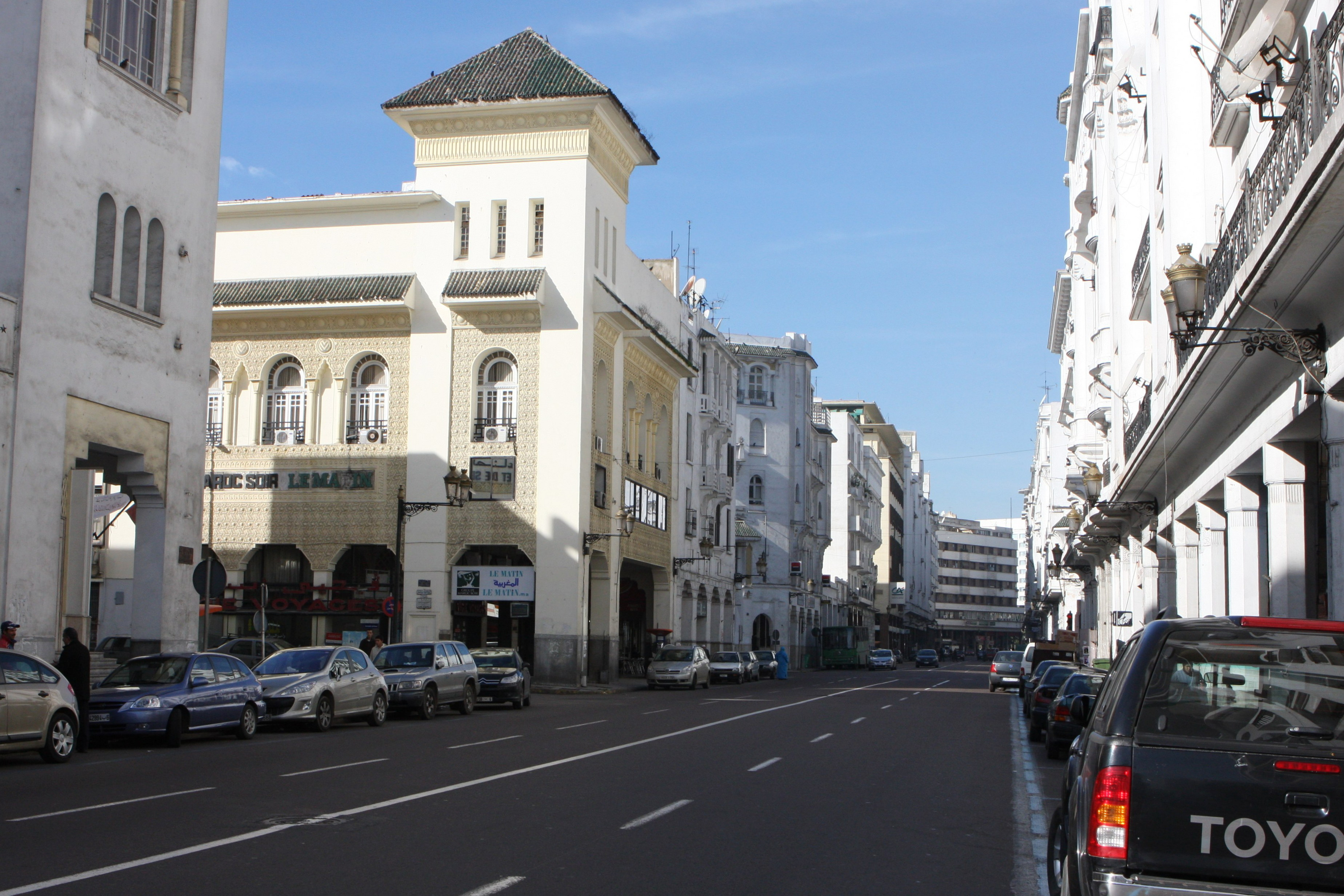
Boulevard Mohammed-V.
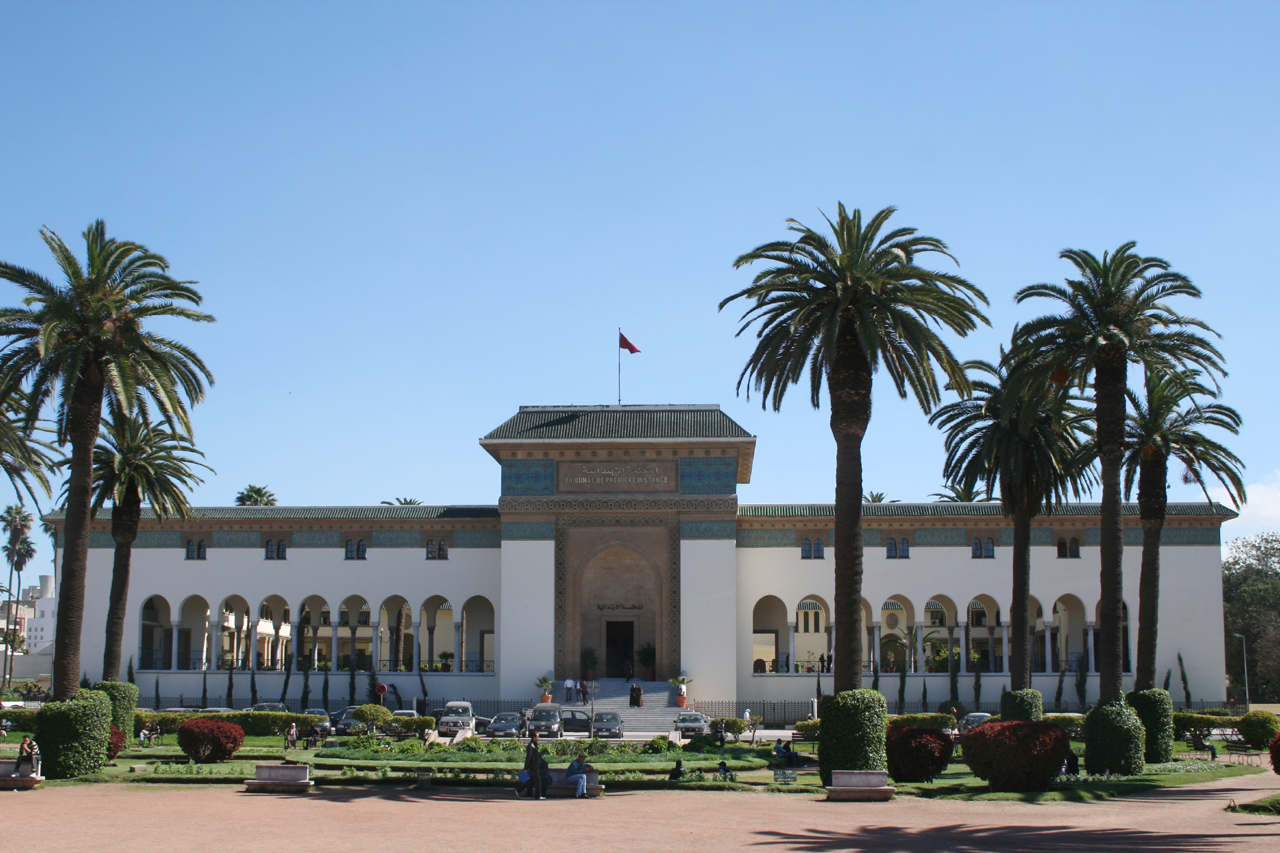
Le tribunal de première instance de Casablanca.
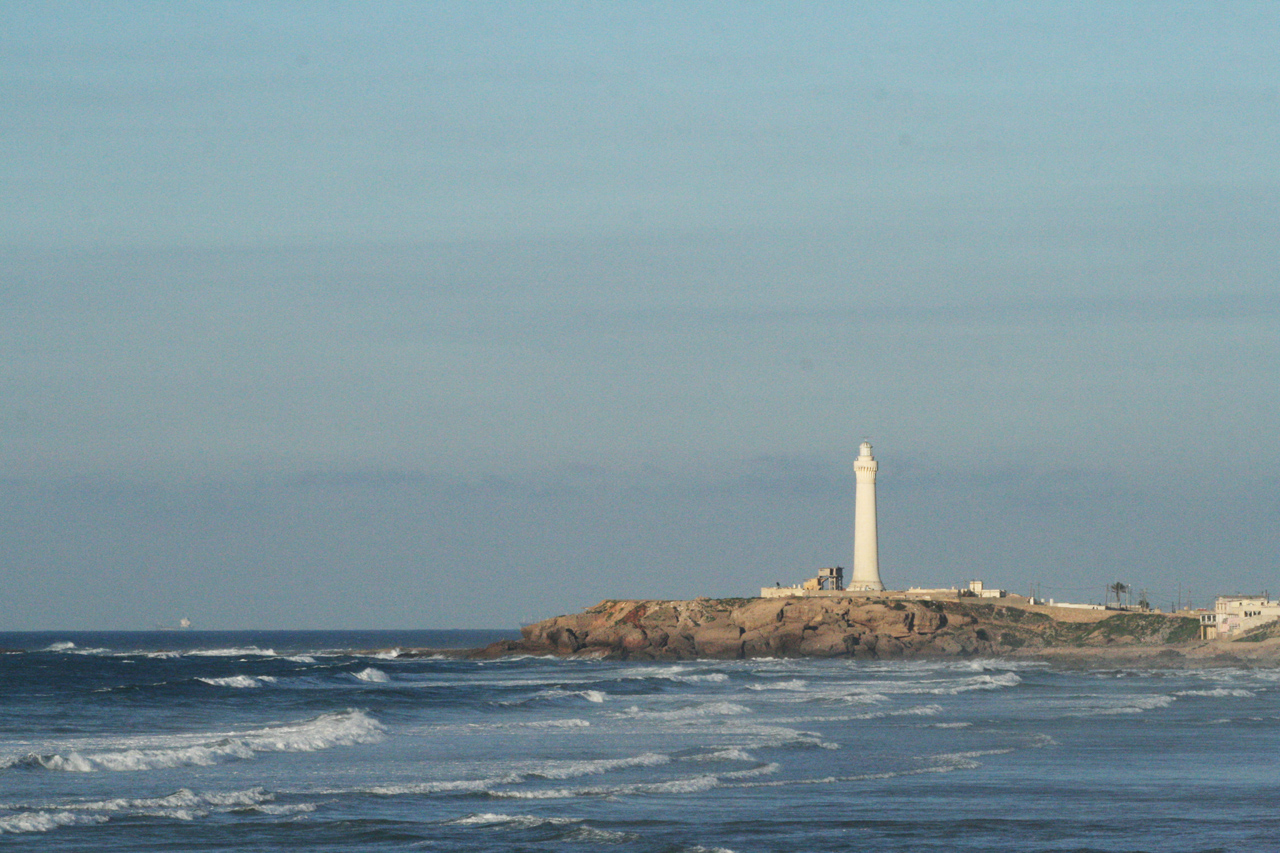
Vue du phare d'El Hank.
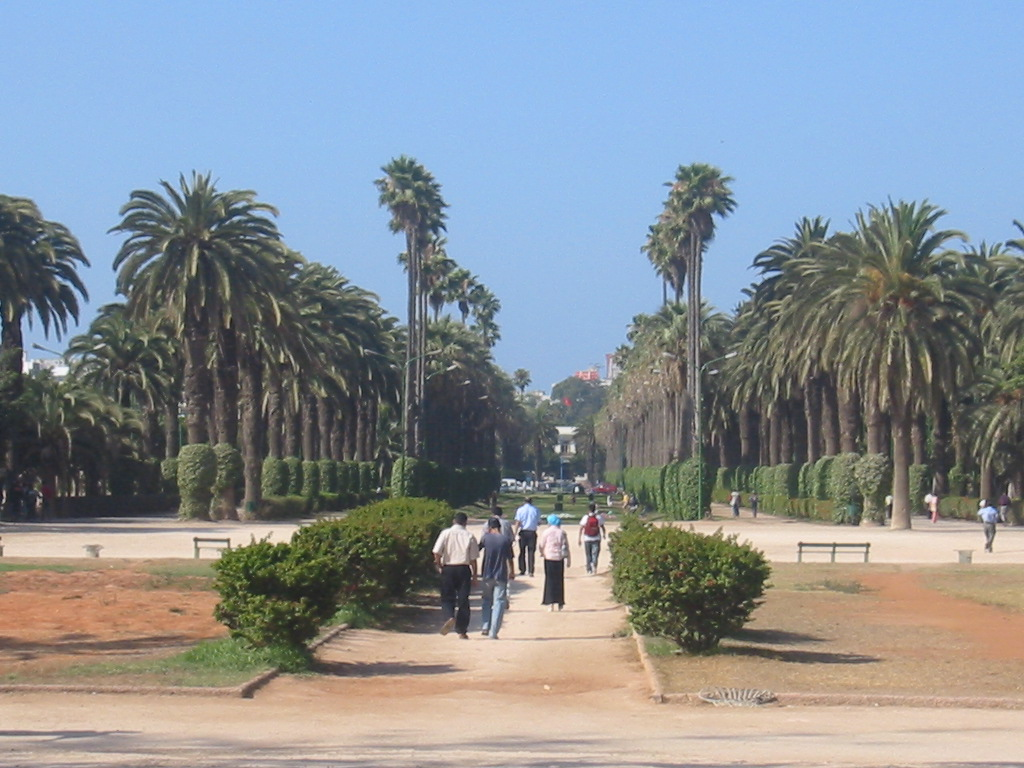
Parc de la Ligue arabe.
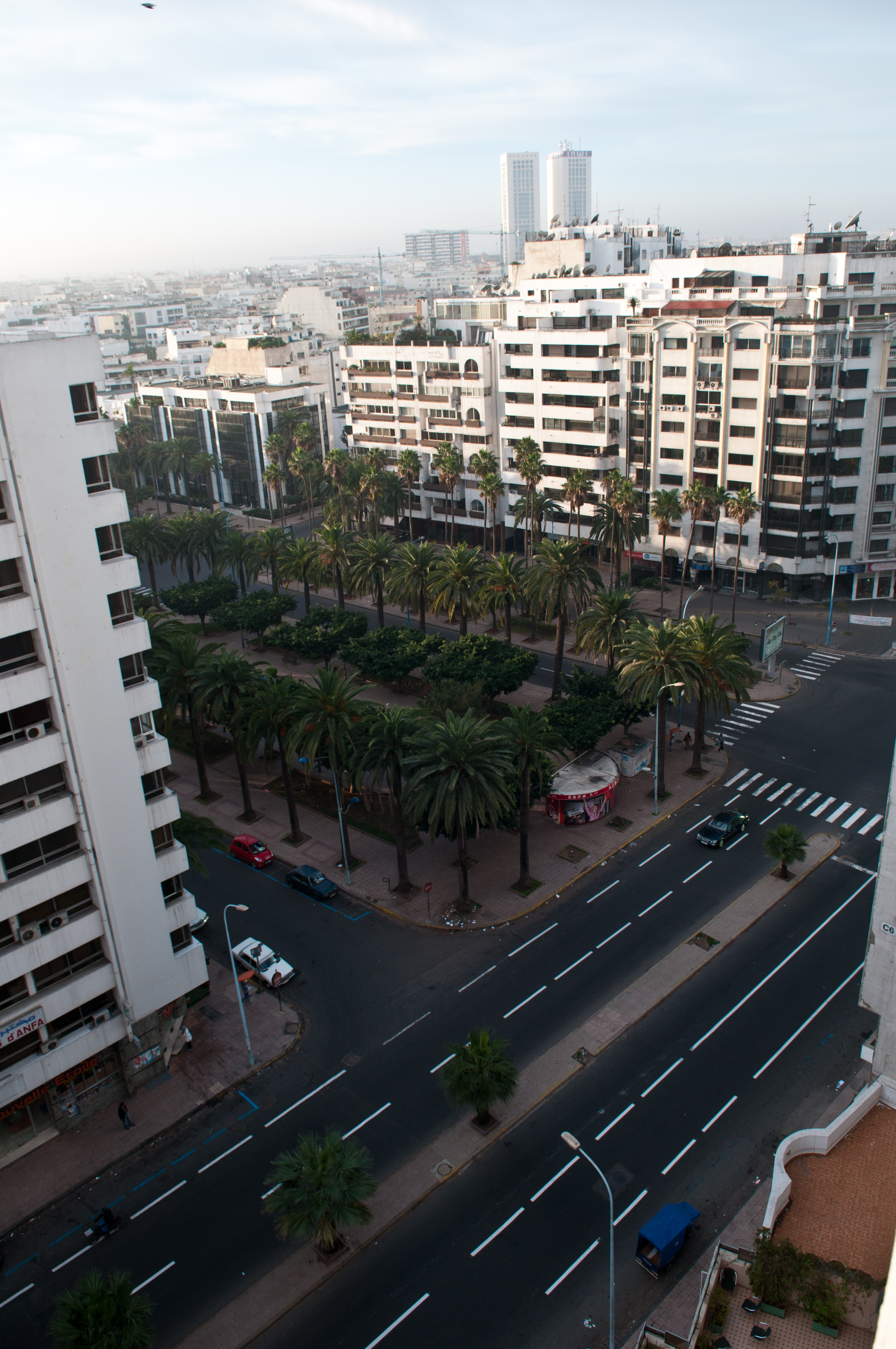
Maârif.
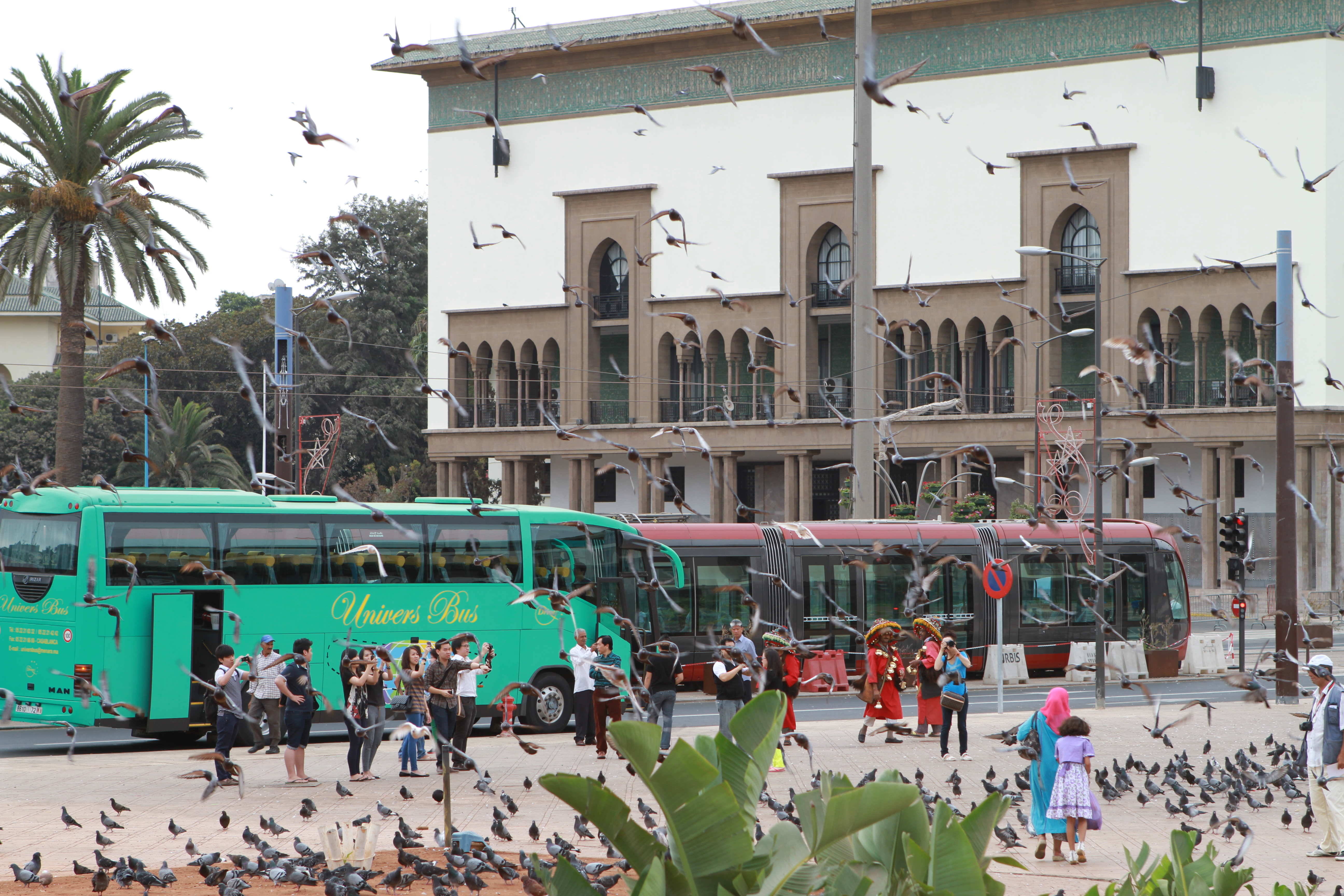
La Fontaine.
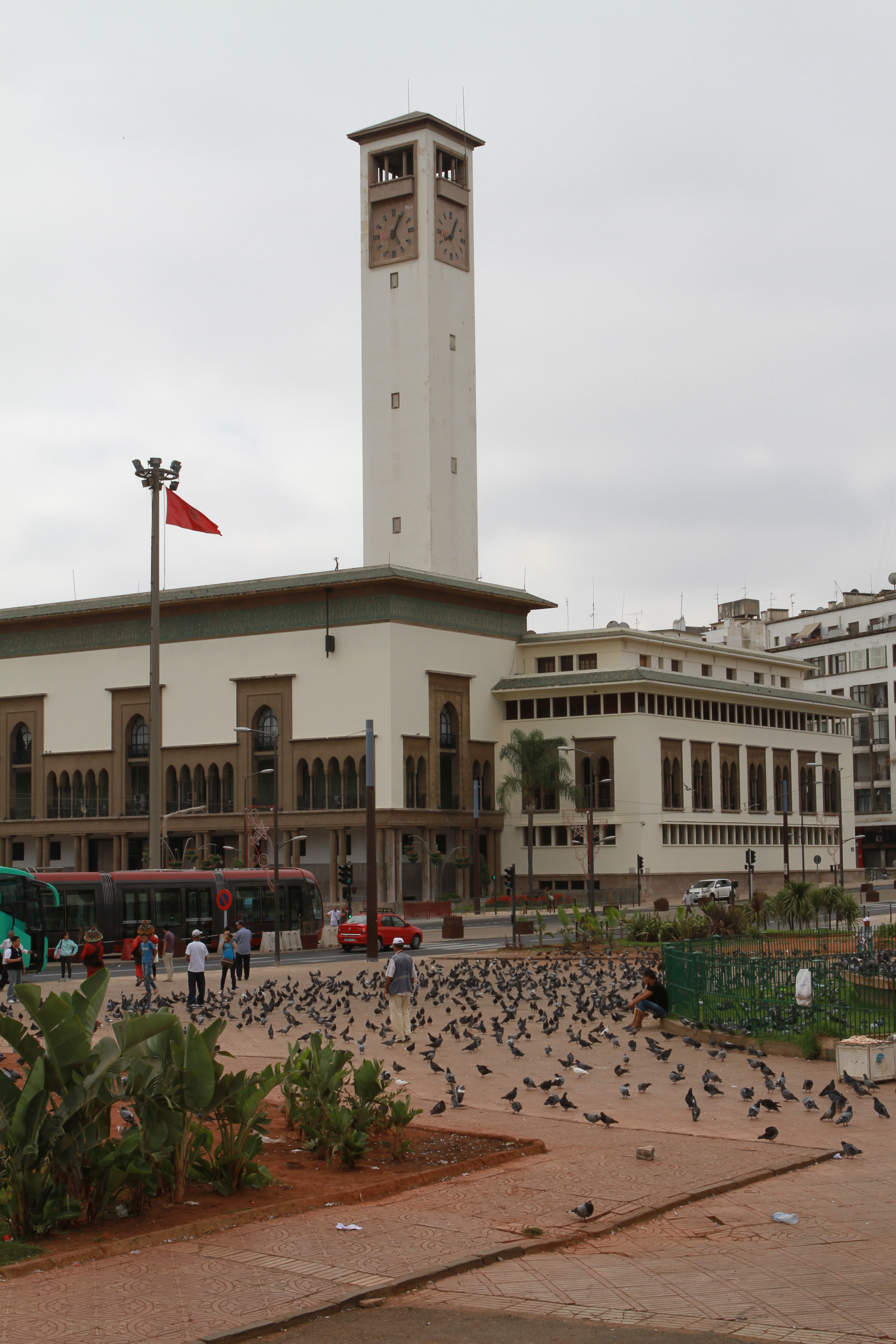
La Fontaine.
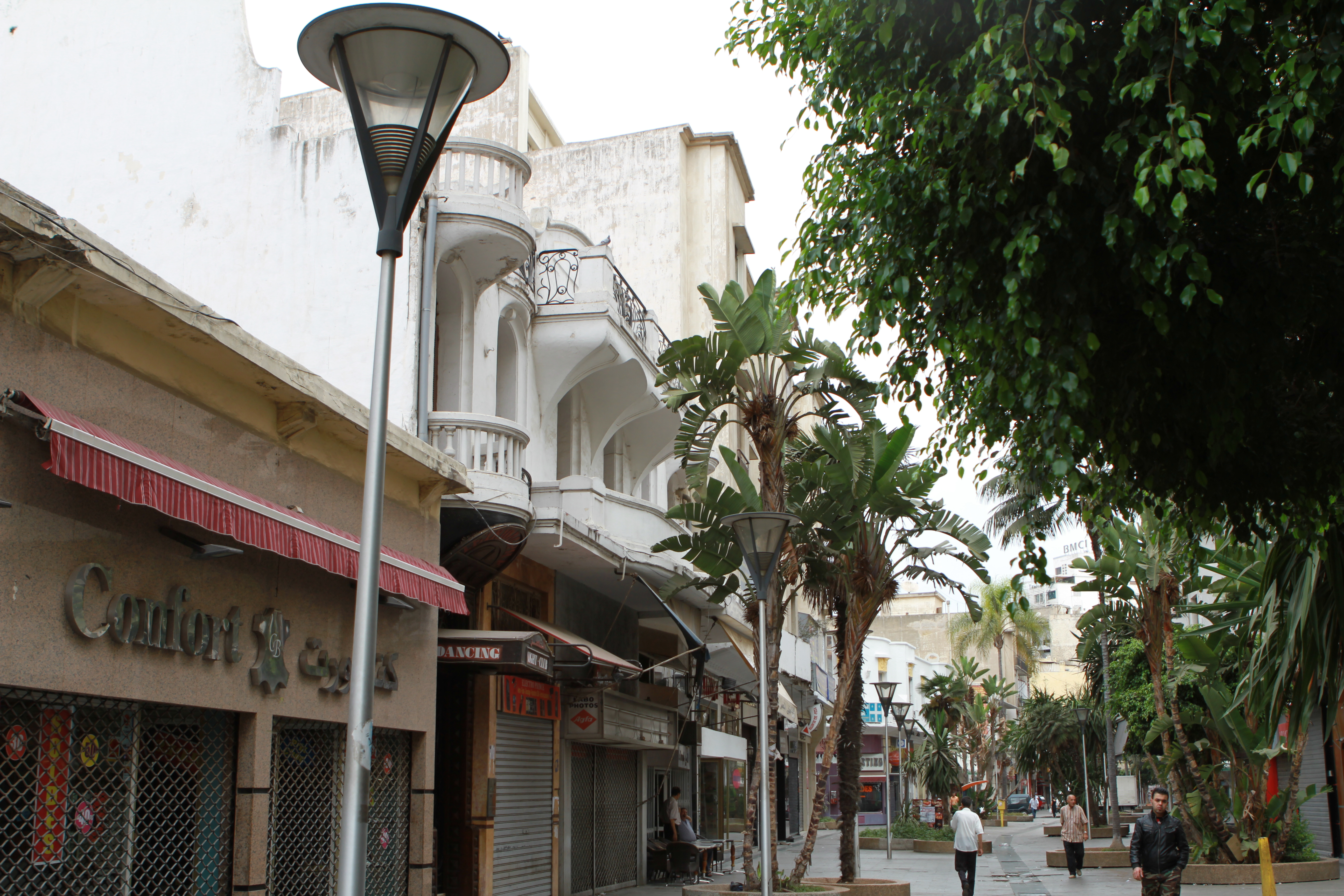
Rue piétonne du centre-ville.
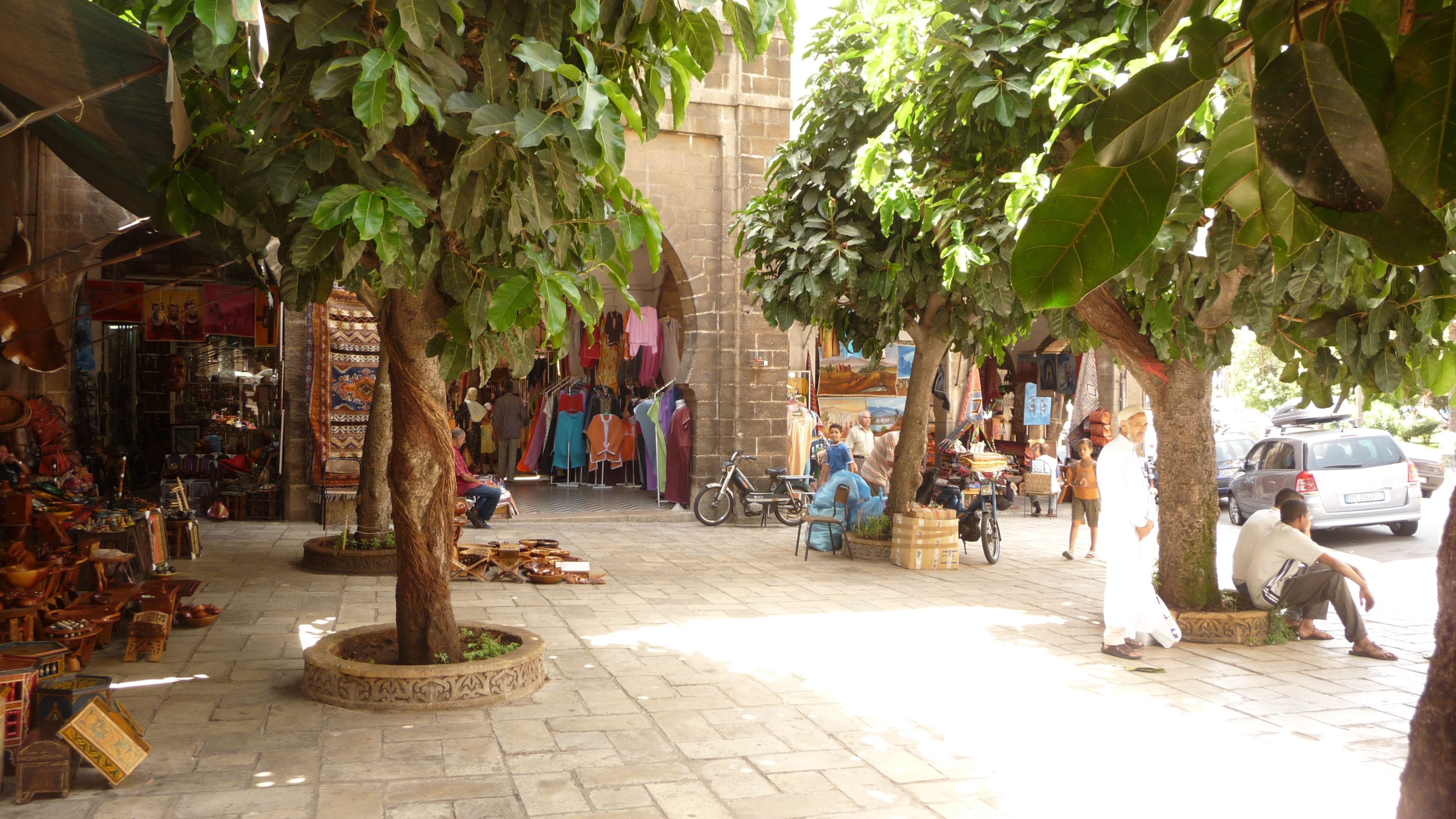
Quartier des Habous.
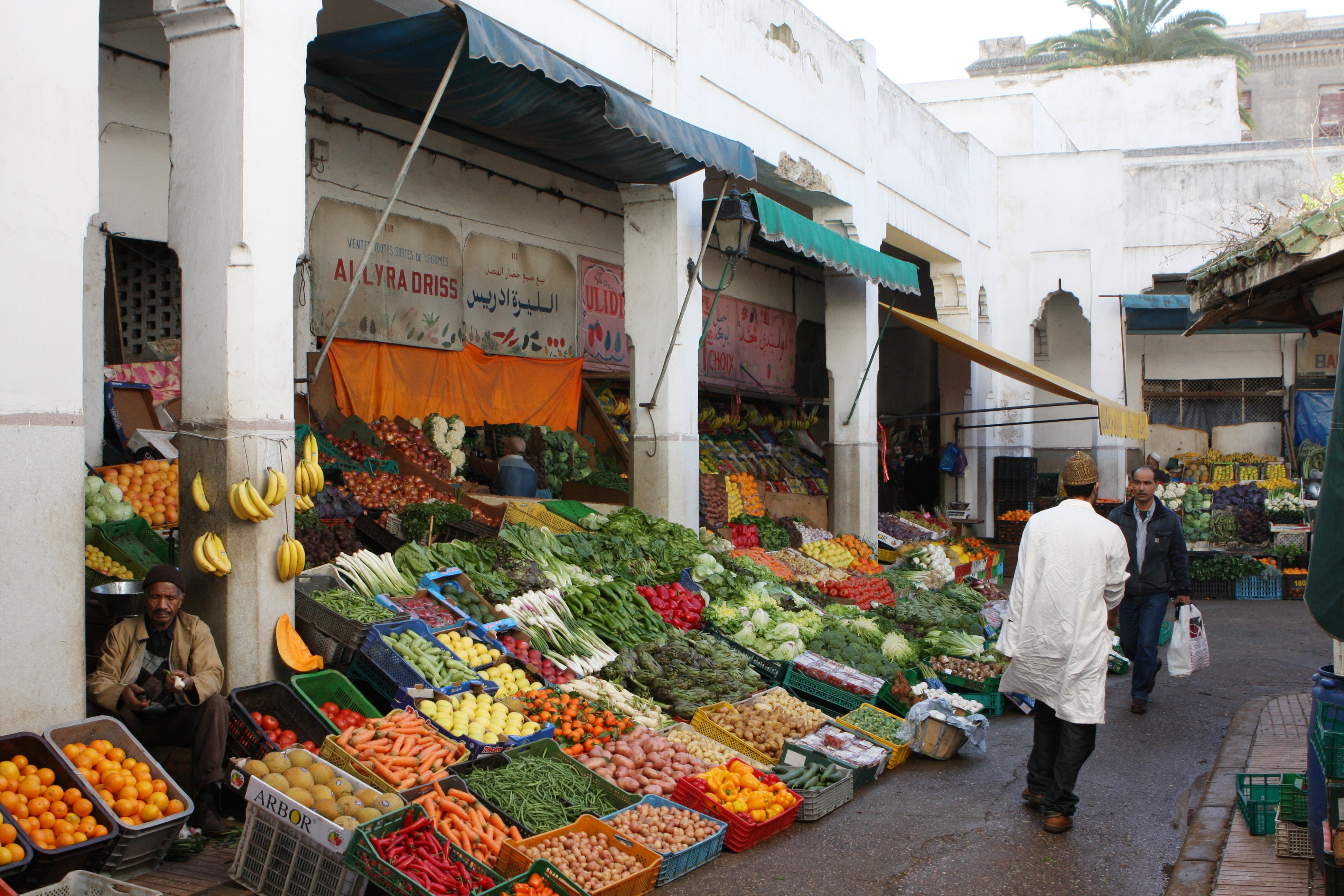
Marché central.
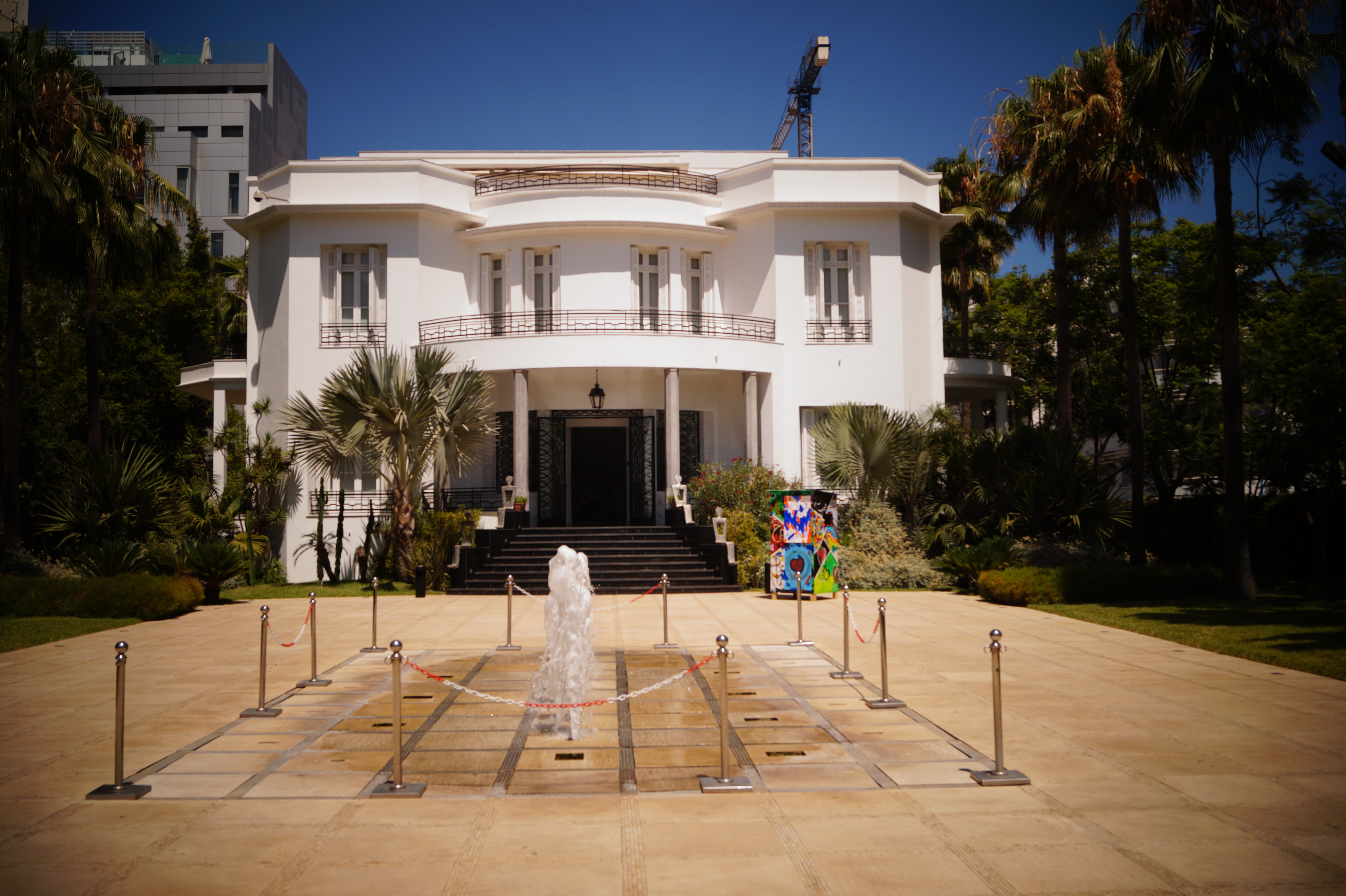
Villa des arts.

## Personnalités

### Personnalités politiques
- Jihane Annane, femme politique belge née à Casablanca.
- Michèle Barzach, ministre de la Santé du gouvernement Chirac 1986-1988.
- Taïeb Fassi-Fihri, ministre des Affaires étrangères et de la Coopération dans le Gouvernement Abbas El Fassi.
- Karim Ghellab, ministre des Transports et de l'Équipement dans le Gouvernement Abbas El Fassi.
- Touria Jebrane Kryatif, ancienne ministre de la Culture dans le Gouvernement Abbas El Fassi.
- Abderrahim Harouchi, ministre marocain du Développement social, de la Famille et de la Solidarité dans le Gouvernement Abbas El Fassi.
- Mohamed Taïeb Naciri, ministre de la Justice dans le Gouvernement Abbas El Fassi.
- Khalid Naciri, ministre de la Communication dans le Gouvernement Abbas El Fassi.
- Leila Rhiwi, haute-fonctionnaire.
- Aicha Farih, femme politique marocaine née à Casablanca.
- Fouzia Assouli, activiste féministe.
- Mohcine Jazouli, homme politique marocain né à Casablanca.
- Maguy Kakon (1953-), auteure et femme politique marocaine, est née à Casablanca.

### Autres personnalités
La ville a notamment vu naître divers :
- scientifiques : Merieme Chadid, Serge Haroche ;
- acteurs : Jean Reno, Marion Game, Leila Hadioui, Mohamed Miftah, Mohamed Majd, Nicole Ferroni ;
- chanteurs : Alain Souchon, Sofia Essaïdi, Jean Schultheis, Mustapha Bourgogne, Haja el Hamdaouia, Hoda Saad, Faouzia, Meryem Aboulouaf, Nass El Ghiwane, Lemchaheb, Mohamed El Hayani, Naima Samih, Hanane Lafif, ElGrandeToto ;
- écrivains : Daniel Pennac, Pierre Assouline, Nicole Elgrissy, Tito Topin, Ghizlaine Chraibi, Yasmine Chami ;
- entrepreneurs : Nezha Hayat, Fatine Layt, Touria El Glaoui, Bouchra Rejani, Patrick Drahi ;
- humoristes : Abderrahim Tounsi, Gad Elmaleh, Hassan El Fad ;
- animateurs de télévision : Arthur, Leila Ghandi, Ariel Wizman, Bernard Montiel, Valérie Bénaïm, Salaheddine Benchikhi ;
- rappeurs : French Montana, La Fouine, Mister You, 3robi ;
- sportifs : Richard Virenque, Guy Forget, Nabil Dirar, Imad Hadar, Azzedine Ounahi ;
- médias : Alexandre Ruiz, Bouchra Rejani, Dalila Ennadre ;
- artistes : Amina Agueznay, Fouad Ambelj.

### Réalisateurs
- Hind Bensari, réalisatrice de cinéma née en 1987.
- Dalila Ennadre, réalisatrice née en 1966.
- Mohamed Karrat, réalisateur de cinéma en 1969.
- Hakim Noury, réalisateur de cinéma, père de Swel et Imad Noury également réalisateurs de cinéma.

## Jumelage et partenariat
Jumelages :
- Chicago (États-Unis)[139] ;
- Shanghai (Chine) depuis 1986[140] ;
- Bordeaux (France) depuis le 3 novembre 1988 ;
- Dubaï (ville) (Émirats arabes unis) ;
- Mascate (Oman) ;
- Jakarta (Indonésie) ;
- Kuala Lumpur (Malaisie) ;
- Dakar (Sénégal) ;
- Nouadhibou (Mauritanie) ;

Accords de coopération
- Barcelone (Espagne) ;
- Buenos Aires (Argentine) ;
- Amman (Jordanie) ;
- Istanbul (Turquie) ;
- Ramallah (Palestine) ;
- Paris (France) ;
- Rotterdam (Pays-Bas) ;
- Moroni (Comores) ;
- Kajiado (Kenya) ;(sous le nom de Olkejuado)
- Nouakchott (Mauritanie) ;
- Montréal (Canada) depuis mars 1999 ;
- Amsterdam (Pays-Bas) ;
- Hébron (Palestine) ; (sous le nom en langue arabeAl Khali)
- Koudougou (Burkina Faso) ;
- Abuja (Nigeria) ;
- Prague (Tchéquie);
- Bilbao (Espagne)

Villes amies
- Lyon (France) ;
- Marseille (France) depuis le 27 juillet 1998[143].
- Le Havre (France)

#### En français
- Collectif, Casablanca, œuvre ouverte : textes et photographies, vol. 1 : Fragments d’imaginaire, Casablanca, Institut français de Casablanca et éditions le Fennec, 2013, 164 p. (ISBN 978-9954-1-6747-2)
- Omar Brouksy, « Que s'est-il vraiment passé le 23 mars 1965 ? », Jeune Afrique,‎ 21 mars 2005 (lire en ligne)
- Michel Chaillou, Mémoires de Melle, Seuil, coll. « Fiction & Cie », 1993, 336 p. (EAN 9782020121651) ; réédition par Points, 1995,  (ISBN 978-8-2020-2572-0[à vérifier : ISBN invalide]).
- Jean-Louis Cohen et Monique Eleb, Casablanca : mythes et figures d'une aventure urbaine, Éditions Hazan, 2004, 478 p. (ISBN 978-2850259562).
- Jean-Louis Cohen et Monique Eleb, Les mille et une villes de Casablanca, Courbevoie, ACR édition, janvier 2004, 336 p. (ISBN 978-2867701597).
- Jean-Louis Cohen et Monique Eleb, Casablanca, Institut français d'architecture, coll. « Portrait de ville », 1999 (ISBN 978-2904448416).
- Les mille et une nuits de Casablanca, ACR édition de J.l.Cohen, photographies de Michel Lebrun.
- Marguerite Rollinde, « Le mouvement du 23 mars 1965 et l'état d'exception », dans Le Mouvement marocain des droits de l'Homme : Entre consensus national et engagement citoyen, Paris/Saint-Denis, Karthala et Institut Maghreb-Europe, coll. « Hommes et Société », 2003, 506 p. (ISBN 2-84586-209-1), p. 120–126 [lire en ligne].
- Edmond Bernus et J.-C. Santucci, « Casablanca », dans Encyclopédie berbère, vol. 12, Édisud, 1993 (DOI 10.4000/encyclopedieberbere.2096, lire en ligne), p. 1812-1822.
- Jean-Michel Zurfluh, Casablanca : Portrait d'une ville Art Déco, Eddif, 2 mai 2001, 240 p. (ISBN 978-9954102701).

#### En anglais
- Susan Ossman, Picturing Casablanca: Portraits of Power in a Modern City, University of California Press (ISBN 978-0520084032).
- Susan Ossman, Three Faces of Beauty: Casablanca, Paris, Cairo, Duke University Press (ISBN 978-0822328964).
- Jean-Louis Cohen et Monique Eleb, Casablanca: Colonial Myths and Architectural Ventures (ISBN 978-1580930871).